# Costa de Marfil
Costa de Marfil (en francés: République de Côte d’Ivoire), es un país ubicado en África occidental. Limita con Liberia y Guinea al oeste, con Malí al noroeste, con Burkina Faso al noreste, con Ghana al este y posee costa en el golfo de Guinea por el sur. Cuenta con un área de 322 464 km². Su capital es Yamusukro, aunque la mayor parte de las instituciones de Gobierno se sitúan en Abiyán.
Los primeros contactos con los europeos en la zona que hoy es Costa de Marfil datan de principios del siglo xvii, de manos de los portugueses. Posteriormente, ingleses, franceses y neerlandeses hicieron sus primeros contactos.[cita requerida] Se dan varias fechas para el establecimiento de un protectorado francés en el territorio de la actual Costa de Marfil: en 1842, cuando los franceses concluyeron un tratado con algunos grupos que vivían en la costa, en 1843 y 1844, cuando un almirante llamado Bouet-Williaumez firmó tratados con los reyes de Gran Bassam y Assinie, y en 1889, cuando dos delegaciones francesas declararon la región meridional un protectorado francés. Los franceses declararon la Costa de Marfil colonia en 1893. Ganó su independencia de Francia el 7 de agosto de 1960, siendo Félix Houphouët-Boigny el primer presidente de la república independiente.
Su economía está basada principalmente en la agricultura, con el café y el cacao como principales productos de exportación. La economía marfileña ha conocido desde su independencia momentos de gran expansión, junto con otros de estancamiento y crisis.[cita requerida] En la última década, el país ha conocido un importante crecimiento económico.

## Toponimia
El nombre le fue dado por los colonos franceses, debido a que en la región se practicaba un intenso comercio de marfil extraído de los colmillos del elefante africano. En 1985, el Gobierno del país pidió a la ONU que se utilizase el nombre francés, Côte d’Ivoire, en todos los idiomas, para evitar la confusión causada por la diversidad de los exónimos (Ivory Coast, Costa do Marfim, Costa de Marfil, Elfenbeinküste, Ivoorkust, Costa d'Avorio, Boli Kosta, Norsunluurannikko, Elefántcsontpart, etcétera). Sin embargo, la Asociación de Academias de la Lengua Española continúa utilizando el nombre tradicional en español, acción que el gobierno de España repite.

## Historia
El territorio que constituye la Costa de Marfil se encontraba habitado por pueblos agricultores cuando en el siglo XV comerciantes portugueses arribaron para el tráfico de marfil y esclavos.
En el siglo XVII se crearon algunos Estados bantúes.
La historia propia de Costa de Marfil es virtualmente desconocida, aunque se cree que existió ahí una cultura neolítica. Desde el siglo XVIII, el país fue invadido por dos grupos relacionados con los grupos akan. En 1843 y 1844, el almirante Louis-Édouard Bouet-Willaumez firmó tratados con los reyes de las regiones del Gran Bassam y Assinie, y puso sus territorios bajo protectorado francés.

### Período precolonial
El territorio está habitado desde el paleolítico superior, como prueban algunos restos encontrados, pese a las dificultades para la arqueología por las condiciones del terreno y por la falta de tradición de excavaciones en el país. En la época antigua, en el norte se establecieron pueblos saharianos y en el sur los kru, venidos de Liberia. Los diferentes pueblos se organizaron en ciudades-Estado sin límites precisos, que sobrevivían gracias a las rutas comerciales.

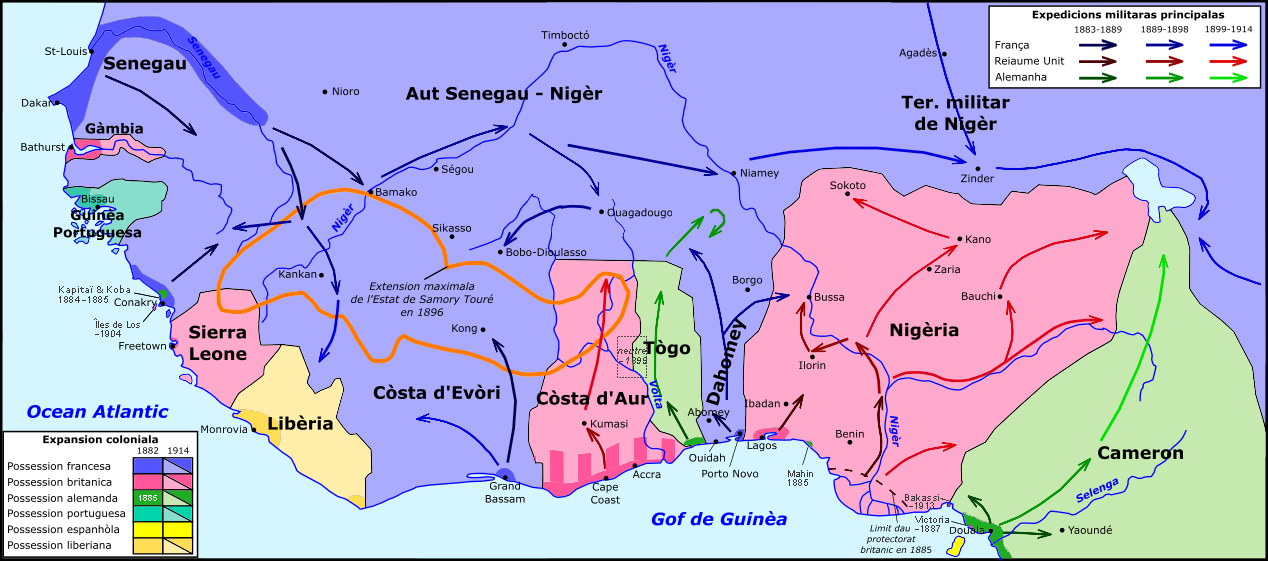
Colonización del África Occidental.

Los primeros colonizadores europeos fueron los portugueses, quienes bautizaron al país por la cantidad de marfil que encontraron. A finales del siglo XVIII se inició la colonización francesa, con la conversión al catolicismo de los principales líderes tribales, aunque no se convirtió en propiedad oficial de Francia hasta 1893.

### Período francés
Francia tuvo su primer contacto con Costa de Marfil en 1637, cuando llegaron misioneros a Assinie, cerca de la frontera de la Costa de Oro —hoy Ghana—, y se convirtió oficialmente en colonia el 10 de marzo de 1893. El capitán Binger, quien había explorado la frontera de la Costa de Oro, fue nombrado el primer gobernador. Negoció tratados limítrofes con Liberia y el Reino Unido —por la Costa de Oro. Exploradores, misioneros, compañías comerciales y soldados franceses extendieron gradualmente el área bajo control francés tierra adentro desde la región de la laguna. No obstante, la pacificación no se cumplió hasta 1915.
De 1904 hasta 1958 fue una unidad constituyente de la federación de África Occidental Francesa, administrada desde París. Fue colonia y territorio de ultramar bajo la Tercera República.
Durante la Segunda Guerra Mundial, la Francia de Vichy permaneció en el control hasta 1943. Tras los enfrentamientos, la ciudadanía francesa fue concedida a todos los «sujetos» africanos, se reconoció el derecho a organizarse políticamente y varias formas de trabajo forzado fueron abolidas.[cita requerida]
Se alcanzó un punto decisivo en las relaciones con Francia con el Acta de Reforma de Ultramar (Loi Cadre) de 1956, la cual transfería un número de poderes desde París a Gobiernos territoriales elegidos en África Occidental Francesa y también quitaba las restantes inequidades votantes.

### Independencia

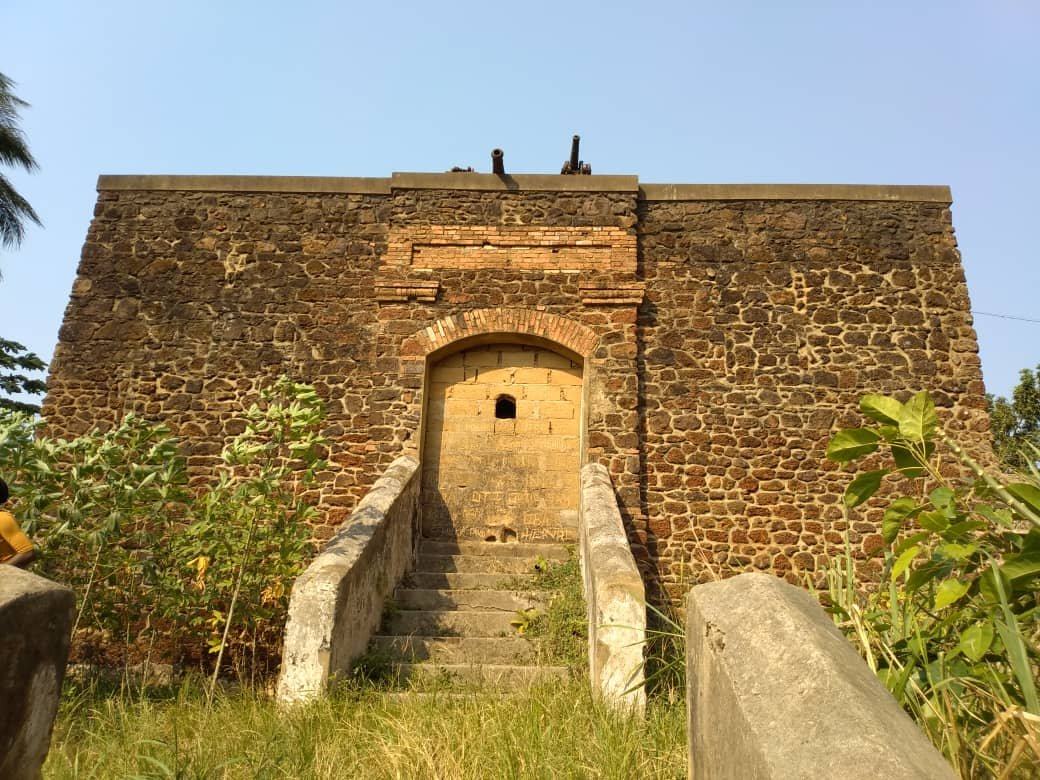
El Fuerte de Dabou, el edificio más antiguo construido por los franceses en Costa de Marfil, inaugurado en 1853

En diciembre de 1958, Costa de Marfil se convertía en una república autónoma dentro de la Comunidad Francesa como resultado de un referéndum que trajo el estatus de comunidad a todos los miembros de la antigua federación de África Occidental Francesa excepto Guinea, la cual había votado contra la asociación. Costa de Marfil se independizó el 7 de agosto de 1960, y permitió que su membresía comunitaria caducara. Estableció la ciudad comercial de Abiyán como su capital.
La historia política contemporánea de Costa de Marfil está asociada de cerca con la carrera de Félix Houphouët-Boigny, presidente de la república y líder del Parti Démocratique de la Côte d’Ivoire (PDCI) hasta su muerte, el 7 de diciembre de 1993. Fue uno de los fundadores de la Rassemblement Démocratique Africain (RDA), el principal partido político interterritorial preindependencia para todos los territorios africanos occidentales franceses excepto Mauritania.
Houphouët-Boigny vino primero a la prominencia política en 1944 como fundador del Syndicat Agricole Africain, una organización que ganó condiciones mejoradas para los granjeros africanos y formó un núcleo para el PDCI. Tras la Segunda Guerra Mundial, fue elegido por un estrecho margen para la primera Asamblea Constituyente. Representando a Costa de Marfil en la Asamblea Nacional Francesa desde 1946 hasta 1959, dedicó gran parte de su esfuerzo a la organización política interterritorial y posterior mejoramiento de las condiciones laborales. Tras sus trece años de servicio en la Asamblea Nacional Francesa, incluyendo casi tres años como ministro en el Gobierno francés, se convirtió en el primer ministro de Côte d'Ivoire en abril de 1958, y al año siguiente fue elegido como su primer presidente.

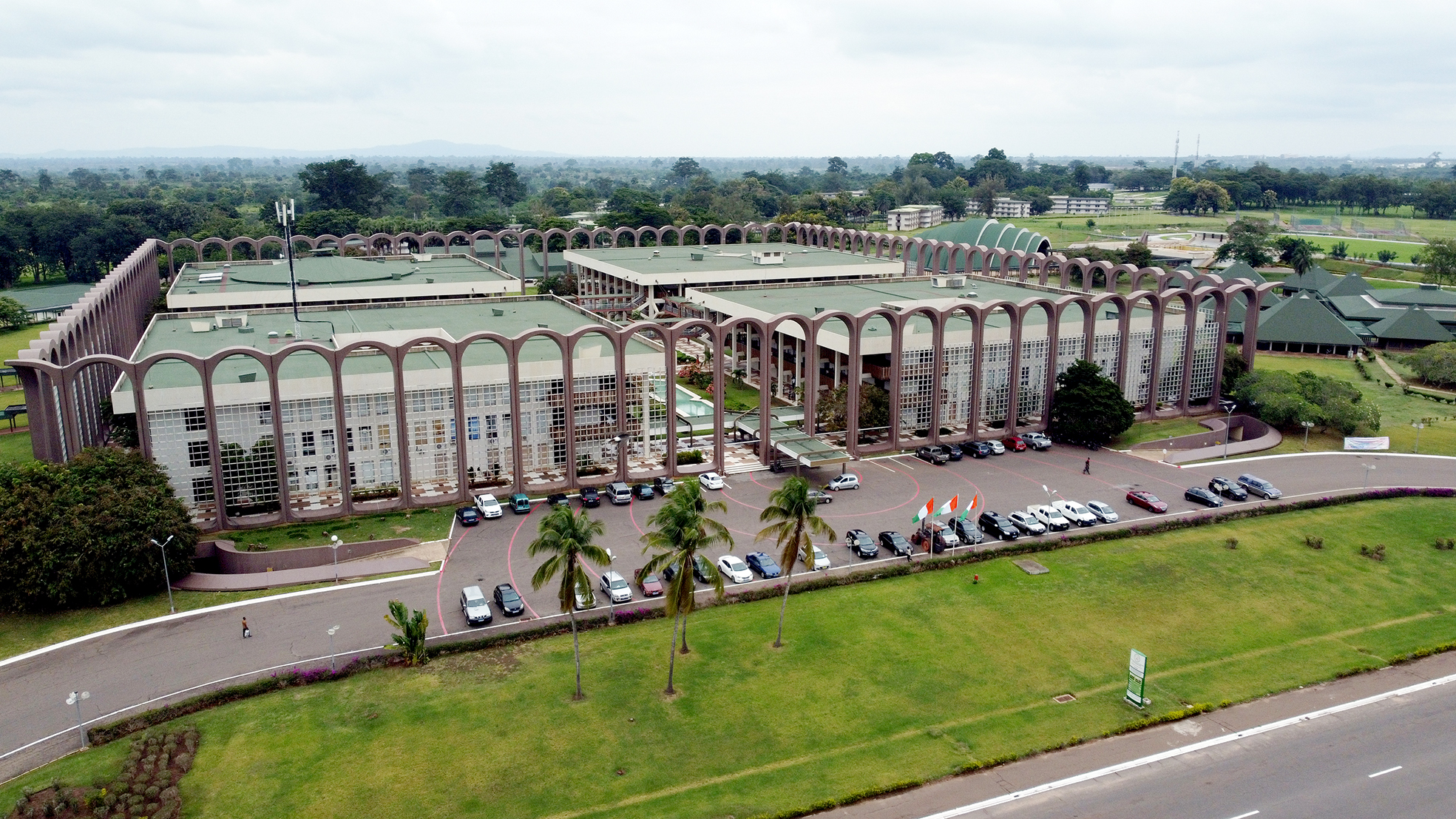
Instituto nacional politécnico Félix Houphouët-Boigny

En mayo de 1959, Houphouët-Boigny reforzó su posición como figura dominante en África Occidental al llevar a Costa de Marfil, Níger, Alto Volta (Burkina Faso), y Dahomey (Benín) al Consejo de la Entente, una organización regional que promovía el desarrollo económico. Mantuvo que el camino hacia la solidaridad africana era por medio de la cooperación económica y política paso a paso, reconociendo el principio de la no intervención en los asuntos de otros Estados africanos.
Las primeras elecciones multipartidistas se realizaron en octubre de 1990 y Houphouët-Boigny ganó de forma convincente con más del 85 % de los votos.

### Tras la muerte de Houphouët-Boigny
Houphouët-Boigny murió el 7 de diciembre de 1993, y fue sucedido por su diputado Henri Konan Bédié, quien era presidente del Parlamento.

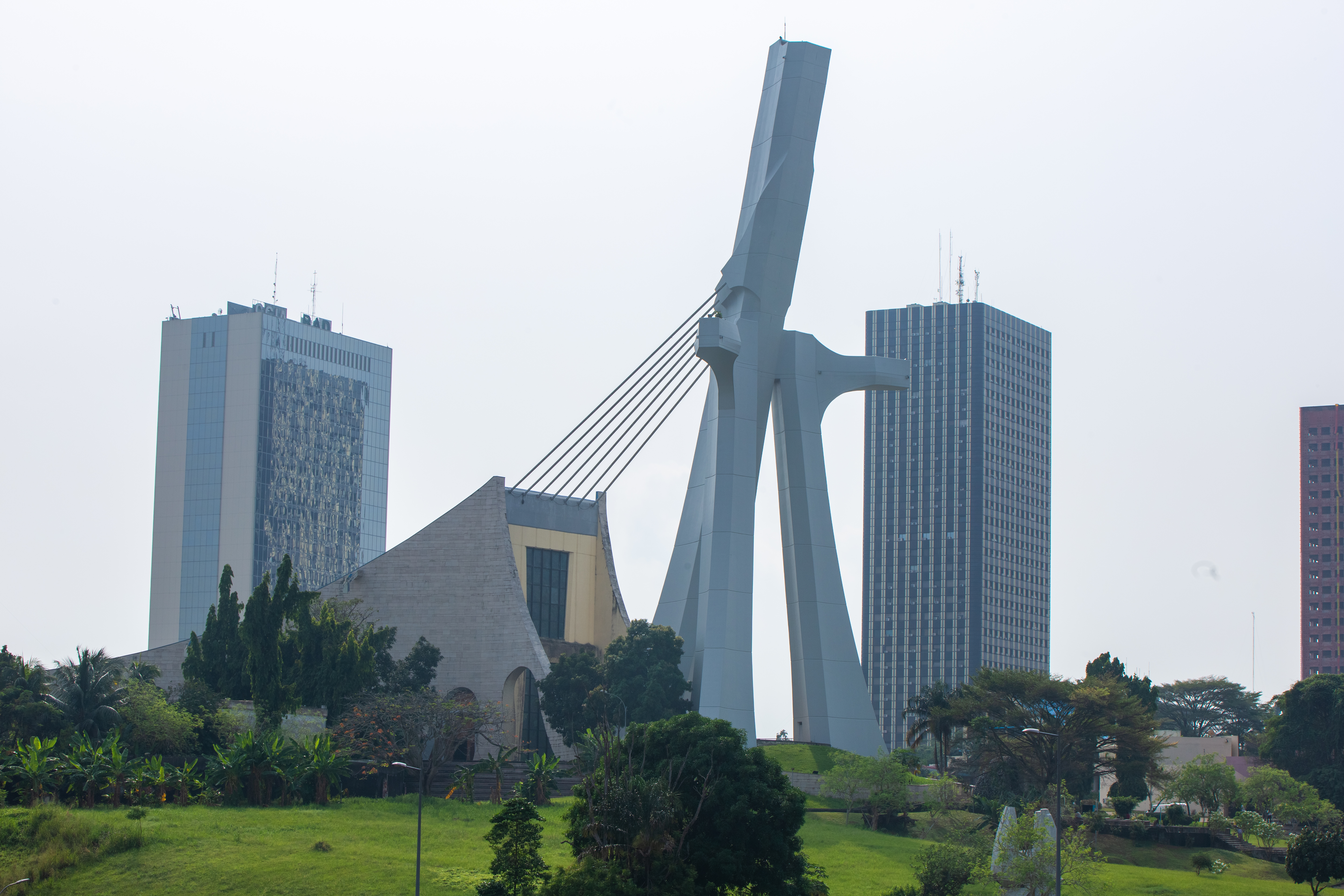
Vista de la moderna Catedral de San Pablo en Abiyán. El edificio fue terminado en 1985 bajo el gobierno de Félix Houphouët-Boigny

Fue derrocado el 24 de diciembre de 1999 por el general Robert Guéï, un excomandante de ejército sacado por Bédié. Este fue el primer golpe de Estado en la historia de Costa de Marfil. Siguió un descenso de la actividad económica y la junta prometió devolver el país al Gobierno democrático en el año 2000.
Guéï permitió que se celebraran elecciones al año siguiente, pero cuando éstas fueron ganadas por Laurent Gbagbo, se negó en un principio a aceptar su derrota. Pero las protestas callejeras lo obligaron a renunciar y Gbagbo fue elegido presidente el 26 de octubre de 2000.
El 19 de septiembre de 2002, surgió una rebelión en el norte y el oeste y el país quedó dividido en tres partes. Ocurrieron asesinatos masivos, notablemente en Abiyán desde el 25 hasta el 27 de marzo, cuando fuerzas del Gobierno mataron a más de doscientas personas, y el 20 y 21 de junio en Bouaké y Korhogo, donde las purgas llevaron a la ejecución de más de cien personas. Un proceso de reconciliación bajo auspicios internacionales comenzó en 2003. Varias miles de tropas francesas y africanas occidentales permanecieron en Costa de Marfil para mantener la paz y a ayudar a implementar los acuerdos de paz.
Se suponía que se llevaría a cabo un desarme el 15 de octubre de 2004, pero fue un fracaso. Costa de Marfil ahora está dividida entre el líder rebelde Guillaume Soro y el presidente Laurent Gbagbo, quien ha bloqueado los avances diplomáticos hechos en Marcoussis y Acra. De las leyes relacionadas con las reformas políticas prometidas por Gbagbo en Acra, solo dos de diez se han votado hasta ahora. El lado rebelde tampoco ha mantenido sus promesas, lo cual resulta en un estado de cuasiguerra civil.

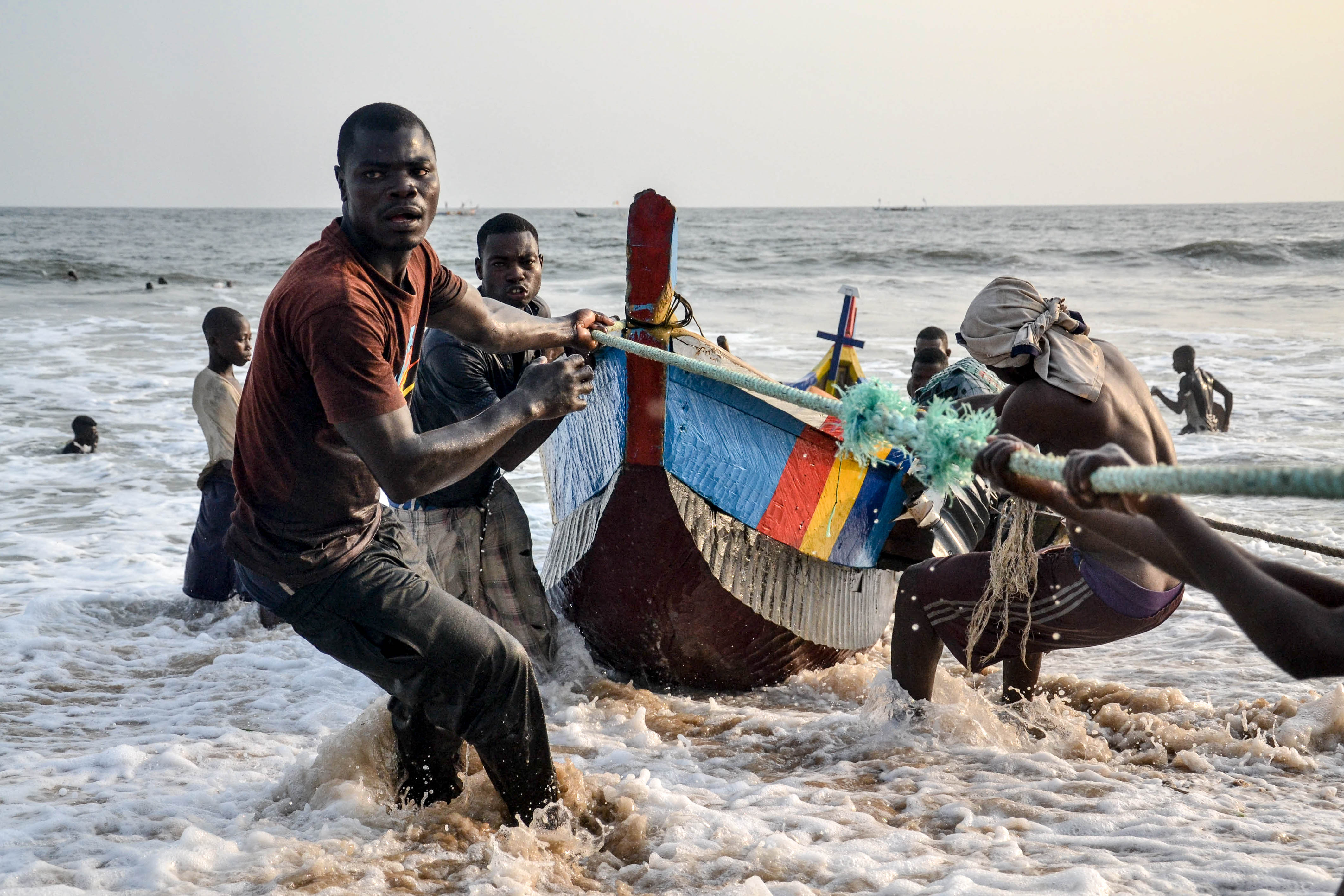
Pescadores en San Pedro en 2018

La frustración es ahora un sentimiento dominante en la población, especialmente debido a que el promedio de la calidad de vida había caído desde la era de Félix Houphouët-Boigny. La responsabilidad por el empeoramiento de la situación es ampliamente atribuida al pueblo del Norte, aunque la calidad de vida bajo el Gobierno de Houphouët-Boigny fue debido principalmente al patrocinio mediante el sistema «Françafrique» (diseñado para consolidar la influencia de Francia en África), y la economía funcionó principalmente gracias a una mal pagada clase trabajadora burkinabé e inmigrantes de Malí.
Las tensiones entre Costa de Marfil y Francia aumentaron el 6 de noviembre de 2004, después que ataques aéreos marfileños mataron a nueve soldados franceses y a un trabajador de socorro. En respuesta, las fuerzas francesas atacaron el aeropuerto de Yamusukro, destruyendo todos los aviones de la fuerza aérea marfileña. Violentas protestas surgieron en Abiyán y Yamusukro, y estuvieron marcadas por la violencia entre marfileños y soldados franceses. Miles de extranjeros, especialmente ciudadanos franceses, evacuaron las dos ciudades.
Entre 2002 y 2004 se produjo la Guerra civil en Costa de Marfil.[cita requerida]
La situación se desarrolló hasta las elecciones democráticas realizadas en diciembre de 2010, en las que, a los dos días de haber terminado, ambos candidatos se proclamaron vencedores.

## Gobierno y política

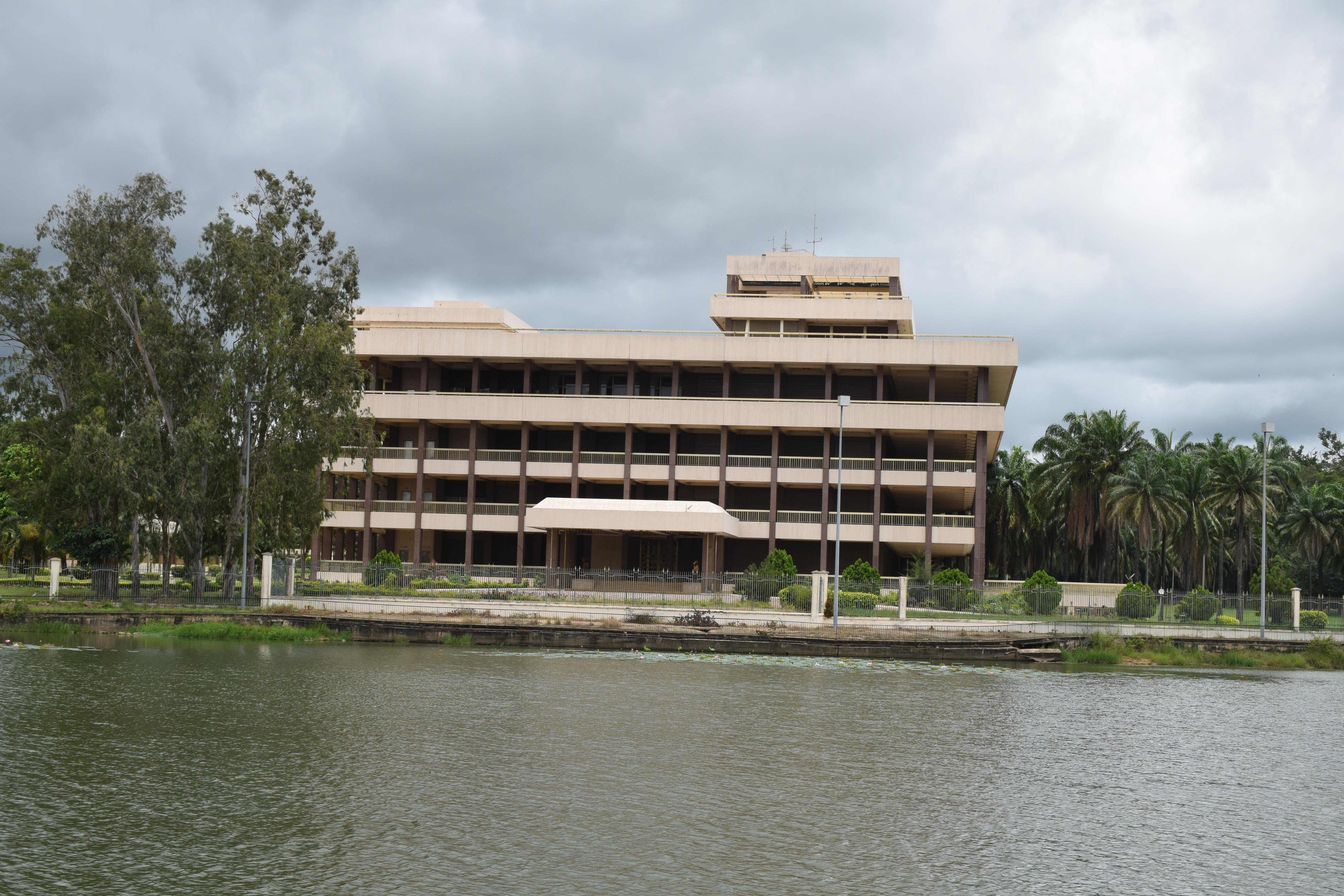
Palacio Presidencial en Yamusukro

Desde 1983, la capital oficial de Costa de Marfil es Yamusukro; Abiyán, no obstante, sigue siendo la capital económica y sede de todas las delegaciones diplomáticas. La población sigue sufriendo a causa de una guerra civil en curso.[cita requerida] Las organizaciones internacionales de derechos humanos han apuntado problemas con el trato de no combatientes cautivos por ambos bandos y la reaparición de la esclavitud infantil entre los trabajadores en la producción de cacao.
El 19 de septiembre de 2002 estalló una guerra civil, y la parte norte del país fue tomada por los rebeldes, las FN (Forces Nouvelles). En octubre de 2005 se esperaba celebrar una nueva elección presidencial. Sin embargo, esta nueva elección no pudo celebrarse a tiempo debido a los retrasos en los preparativos y fue pospuesta primero a octubre de 2006, y después a octubre de 2007, tras alcanzar un acuerdo entre los partidos rivales.

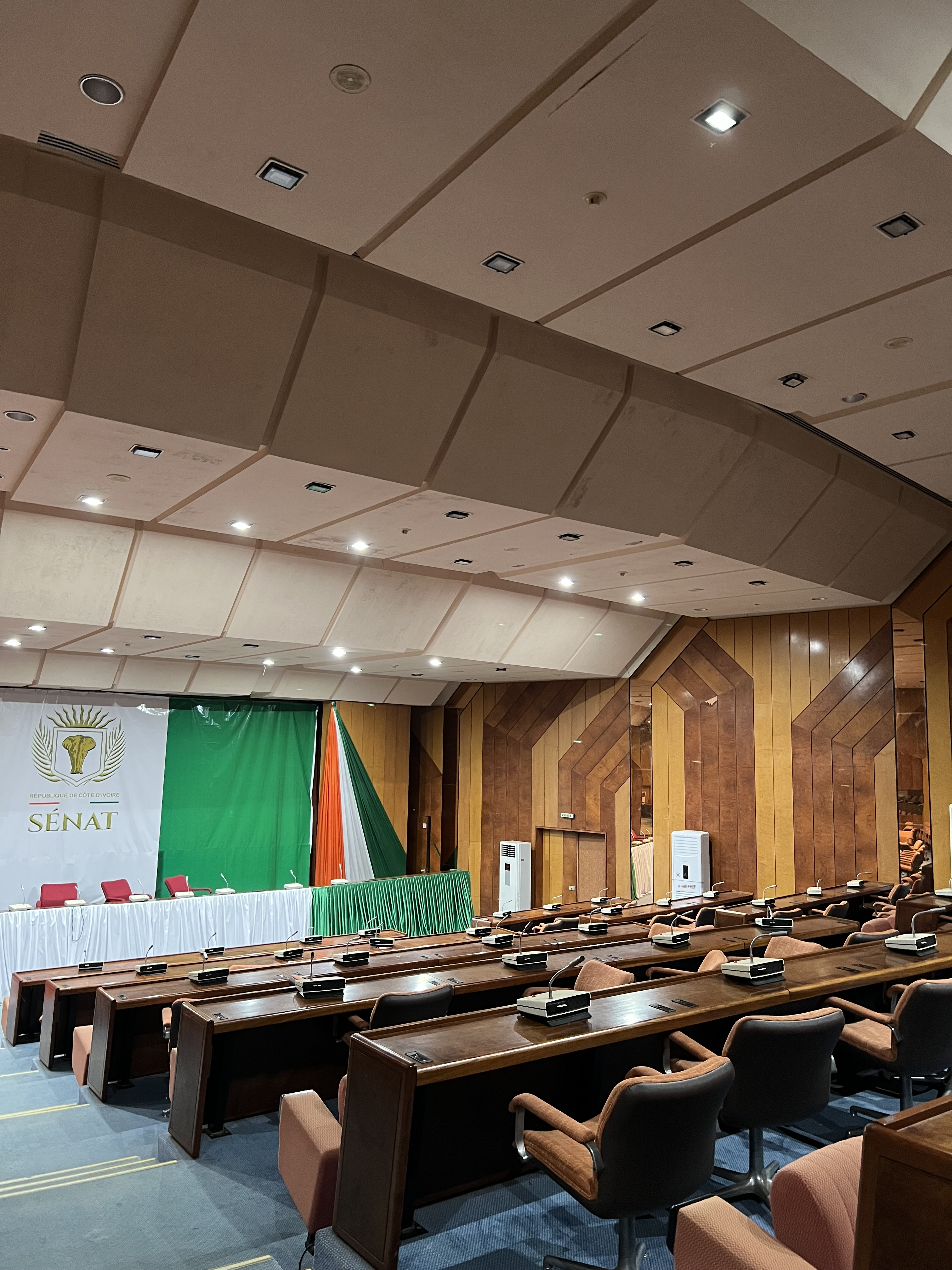
Vista interna del Senado de Costa de Marfil

El 29 de junio de 2007 el primer ministro, Guillaume Soro, sobrevivió a un atentado en el Aeropuerto Internacional de Bouaké.
Desde las elecciones de noviembre de 2010, se ha producido una situación de tensión similar a la del año 2002. El Consejo Nacional Electoral proclamó presidente a Alassane Ouattara, y fue reconocida su victoria por los Gobiernos de Estados Unidos y Francia, así como por las Naciones Unidas y la Unión Europea. No obstante, el Tribunal Constitucional proclamó ganador a Laurent Gbagbo, que había ganado la primera vuelta.
La ONU y los organismos regionales han reconocido, para los partidarios de Gbagbo de manera apresurada, el triunfo de Ouatara. El primer ministro de Gbagbo, Guillermo Soro, jefe de los rebeldes que hicieron la guerra civil de 2002-2004, y alcanzó un acuerdo de paz con el presidente, cambió de bando y se pasó a las filas de Ouatarra, prestándole su colaboración armada. El Consejo de Seguridad de la ONU ordenó medidas para destituir a Gbagbo. Fuerzas francesas, tal como en el año 2004, intervinieron en el país africano con sus armas. El lunes 11 de abril de 2011, Gbagbo fue arrestado por las fuerzas leales al presidente electo, Alassane Ouattara.
Bajo la presidencia de Alassane Ouattara, la justicia es manipulada para neutralizar a sus oponentes políticos. La Comisión Electoral Independiente (CEI), encargada de las elecciones, es muy disputada por la oposición debido al control que ejerce sobre ella el Gobierno. En 2016, la Corte Africana de Derechos Humanos y de los Pueblos reconoció que la CEI no era imparcial ni independiente y que el Estado de Costa de Marfil violaba, entre otras cosas, la Carta Africana de Derechos Humanos y de los Pueblos. 

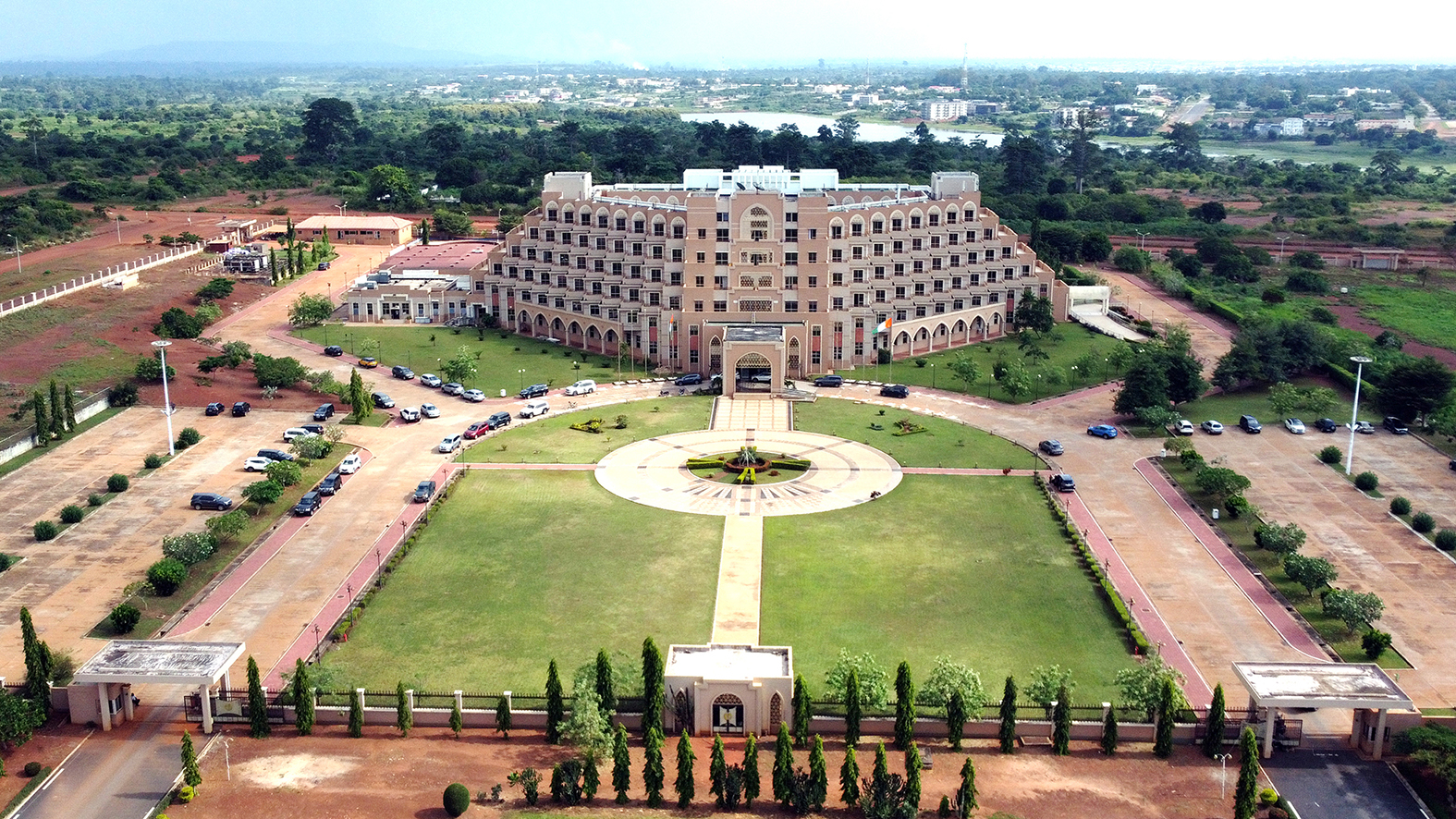
La Antigua Cámara de Representantes ahora el llamado Hotel des parlementaires

En un informe confidencial hecho público por la prensa, embajadores europeos evocan autoridades que «son herméticas a las críticas internas o externas y políticamente demasiado débiles para aceptar el juego democrático». Miles de opositores son encarcelados por su régimen.

### Partidos políticos
Poco antes de la independencia de Costa de Marfil, en 1956/57 se organizaron las primeras elecciones pluralistas para elegir la Asamblea Territorial y los concejales locales. Todos los escaños fueron ganados por el Parti Démocratique de Côte d'Ivoire, un sub-movimiento del Rassemblement Démocratique Africain. Poco después de estas elecciones, todos los competidores políticos decidieron subordinarse al PDCI-RDA como parte de un consenso nacional. 

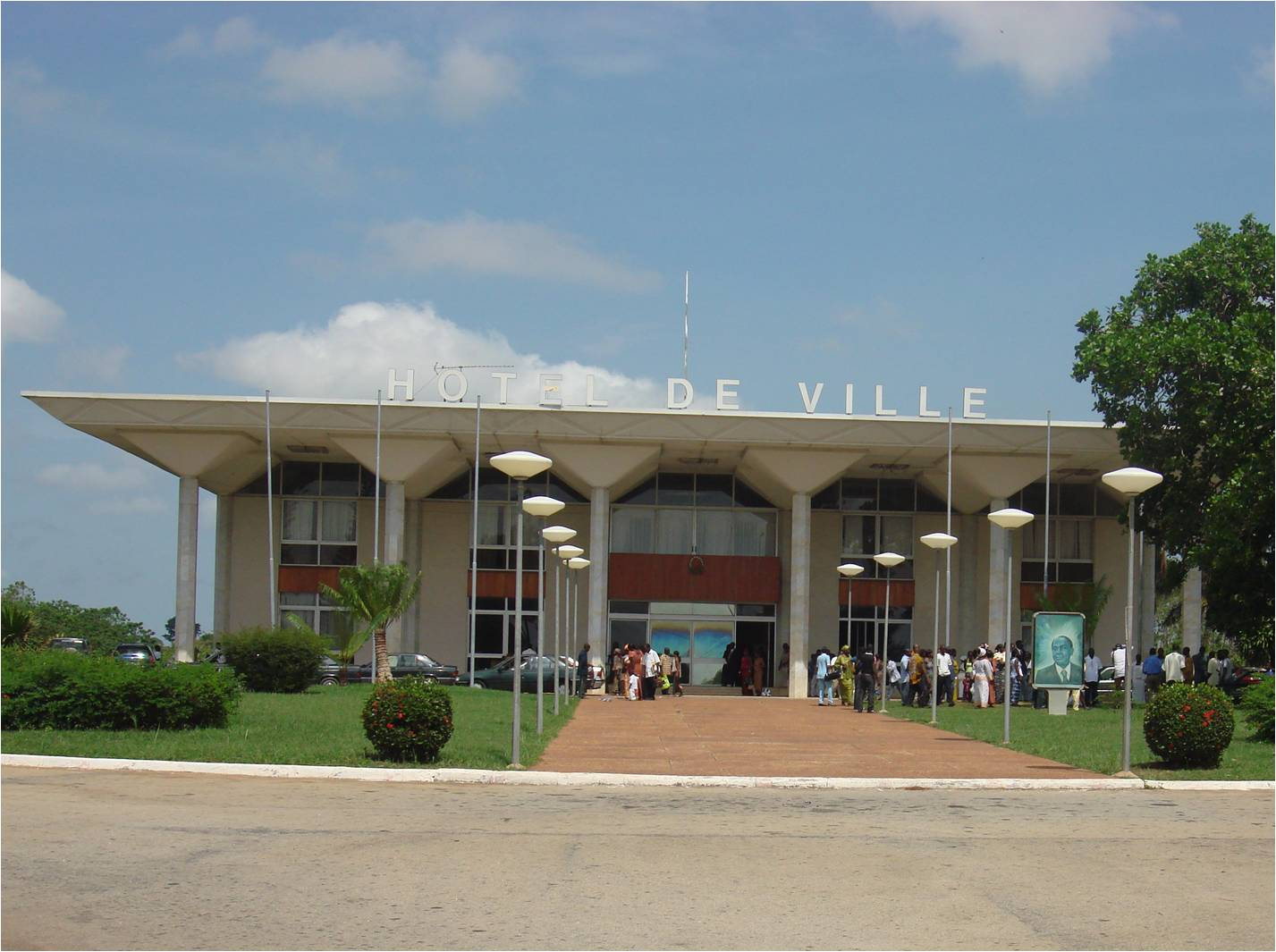
Sede de la Alcaldía o Ayuntamiento de Yamusukro

El PDCI-RDA se convirtió así en el único partido del país. Este sistema de partido único se mantuvo prácticamente hasta 1990, aunque a veces se dieran pasos cautelosos para formar una oposición o crisis individuales sacudieran el país (como el asunto Sanwi en 1959-1966, el supuesto complot contra el presidente en 1963/64, el asunto Guébié en 1970 o el fallido golpe de Estado de 1973).
Este sistema terminó con las manifestaciones masivas de 1990 y la vuelta al multipartidismo, tal y como estaba consagrado en la Constitución de la República desde 1960. Ese mismo año se fundaron numerosos partidos nuevos. Los partidos que actualmente tienen influencia política son el socialista Front Populaire Ivoirien (FPI) de Pascal Affi N'Guessan, el liberal de derechas Parti Démocratique de Côte d'Ivoire - Rassemblement démocratique africain (PDCI-RDA) de Henri Konan Bédié y el liberal Rassemblement des Républicains (RDR) de Alassane Ouattara. La Unión para la Democracia y la Paz en Costa de Marfil (UDPCI) de Albert Mabri Toikeusse y el Partido Socialista de los Trabajadores de Costa de Marfil (PIT) de Francis Wodié también son dignos de mención, aunque tienen menos peso político.

### Órganos consultivos y de mediación
El Consejo Económico y Social (Conseil économique et social) es un órgano consultivo previsto por la Constitución de Costa de Marfil, creado para representar las actividades económicas y sociales más importantes, mejorar la cooperación entre los diferentes sectores económicos y la política económica y social del Gobierno. El presidente de la República puede consultar a esta institución sobre todas las cuestiones económicas y sociales.

Los miembros de esta institución son nombrados por cinco años. El criterio de selección es la medida en que cada uno ha contribuido al desarrollo del país. El Conseil économique et social cuenta actualmente con 125 miembros y está presidido por Marcel Zady Kessy desde el 19 de mayo de 2011.

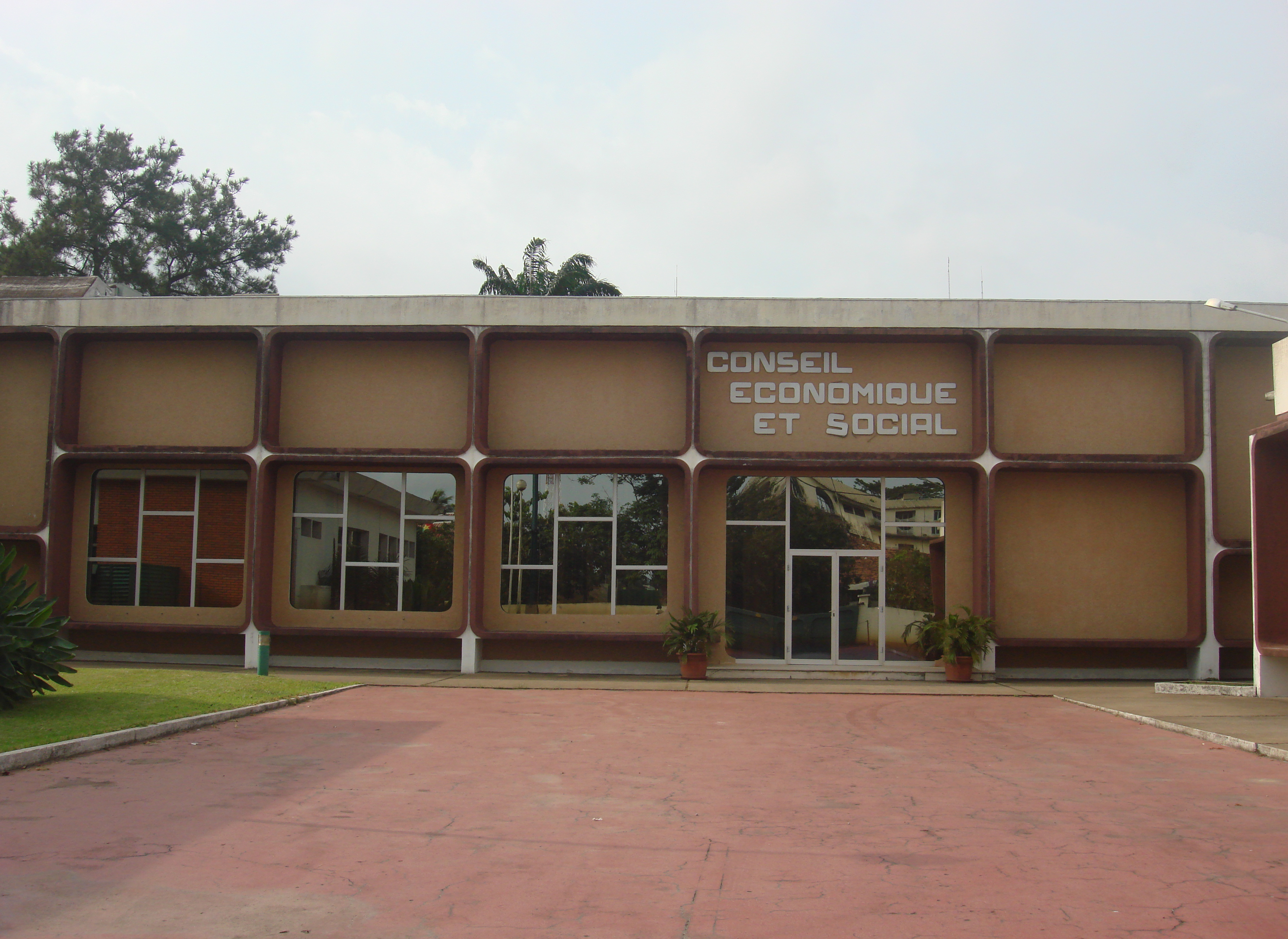
Consejo Económico y Social de Costa de Marfil

El Médiateur de la République (Mediador de la República) es también un órgano constitucional. Se trata de una institución administrativa independiente que actúa como defensor del pueblo. El presidente de este organismo es nombrado por el presidente de la República a propuesta del Presidente de la Asamblea Nacional; su mandato dura seis años y no es renovable. No puede ser destituido antes del final de su mandato; sólo puede ser destituido por el Consejo Constitucional (Conseil constitutionnel). Es inmune en el ejercicio de su cargo. No puede ejercer ningún otro cargo político o función pública al mismo tiempo que esta función, ni tampoco ninguna otra función profesional. La función de Médiateur de la République la ejerce actualmente N'Golo Coulibaly.

### Poder judicial
Antes de la independencia de Costa de Marfil coexistían dos órdenes jurisdiccionales: los tribunales franceses que aplicaban la ley francesa y una organización judicial basada en el derecho consuetudinario o local. Esta dualidad era el resultado de la dualidad de la legislación, que a su vez se basaba en una distinción en los estatutos que regían los diferentes estratos de la población. De hecho, Francia «ofrece» a los nacionales marfileños la posibilidad de conservar un estatuto personal especial, frente al estatuto de derecho común concedido a los nacionales franceses y a los asimilados. 

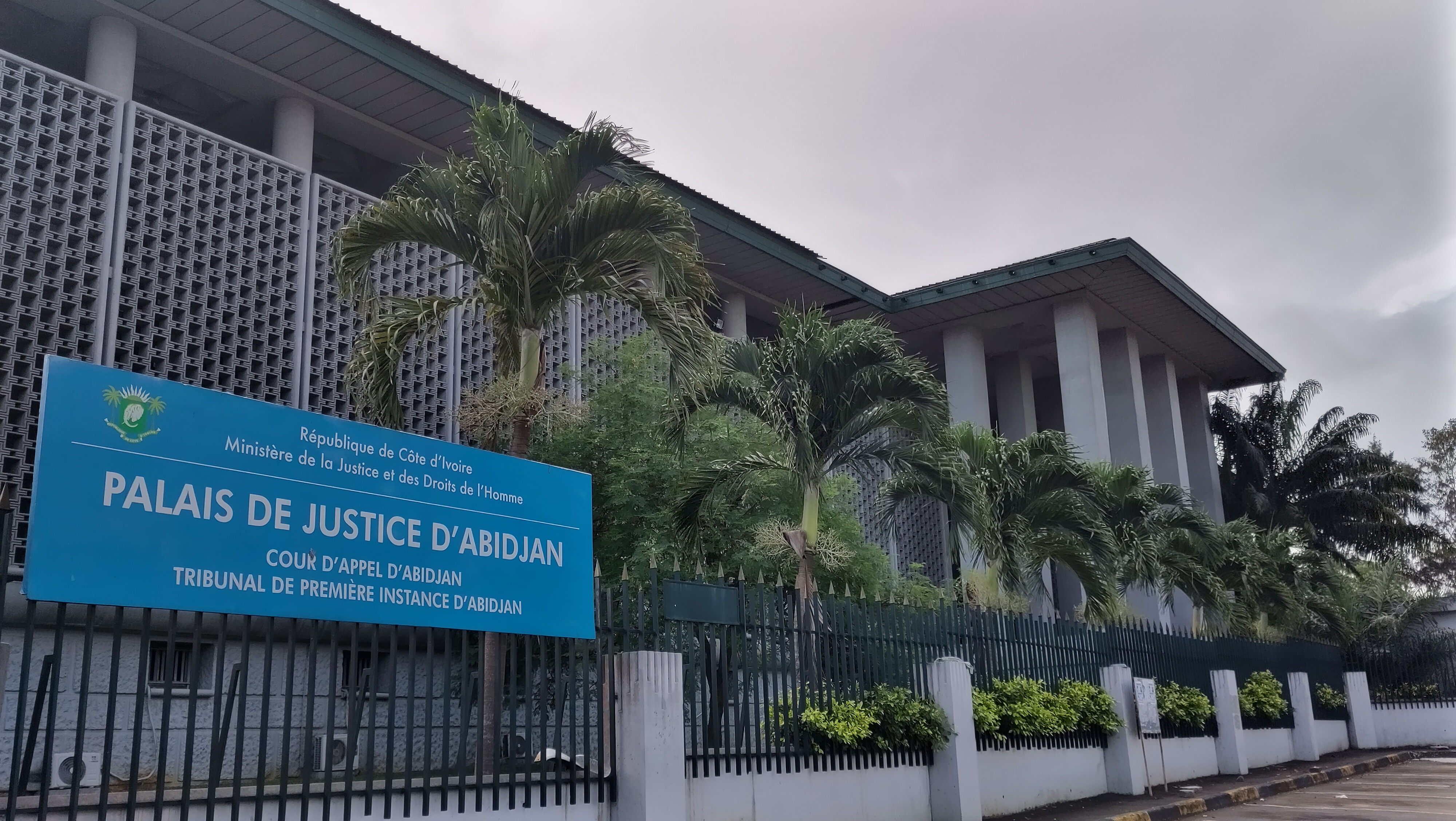
Palacio de Justicia de Abiyán (Palais de justice d'Abidjan)

Tras la independencia, se revisó el sistema judicial heredado de la época colonial. El objetivo era instaurar un sistema judicial moderno y adaptado a las necesidades del país. La reorganización afectó a la contratación y formación de magistrados y funcionarios judiciales (jueces, secretarios judiciales, abogados, agentes judiciales, notarios, etc.), así como a las estructuras. Tres principios rigen esta modernización: la justicia se imparte en nombre del pueblo; en el ejercicio de sus funciones, los jueces sólo están sometidos a la autoridad de la ley, estando garantizada su independencia por el presidente de la República; y la autoridad judicial es la guardiana de las libertades individuales.
Los tribunales y la administración penitenciaria experimentaron una serie de cambios a partir de 1960. Sin embargo, como en muchos ámbitos, el sistema judicial marfileño sigue estando influenciado por el derecho francés. El poder judicial es ejercido actualmente por tribunales de primera y segunda instancia, bajo la supervisión del Tribunal Supremo (Cour suprême). Junto con el Tribunal Superior de Justicia (Haute Cour de justice), el Consejo Constitucional (Conseil constitutionnel) constituye un tribunal especial.

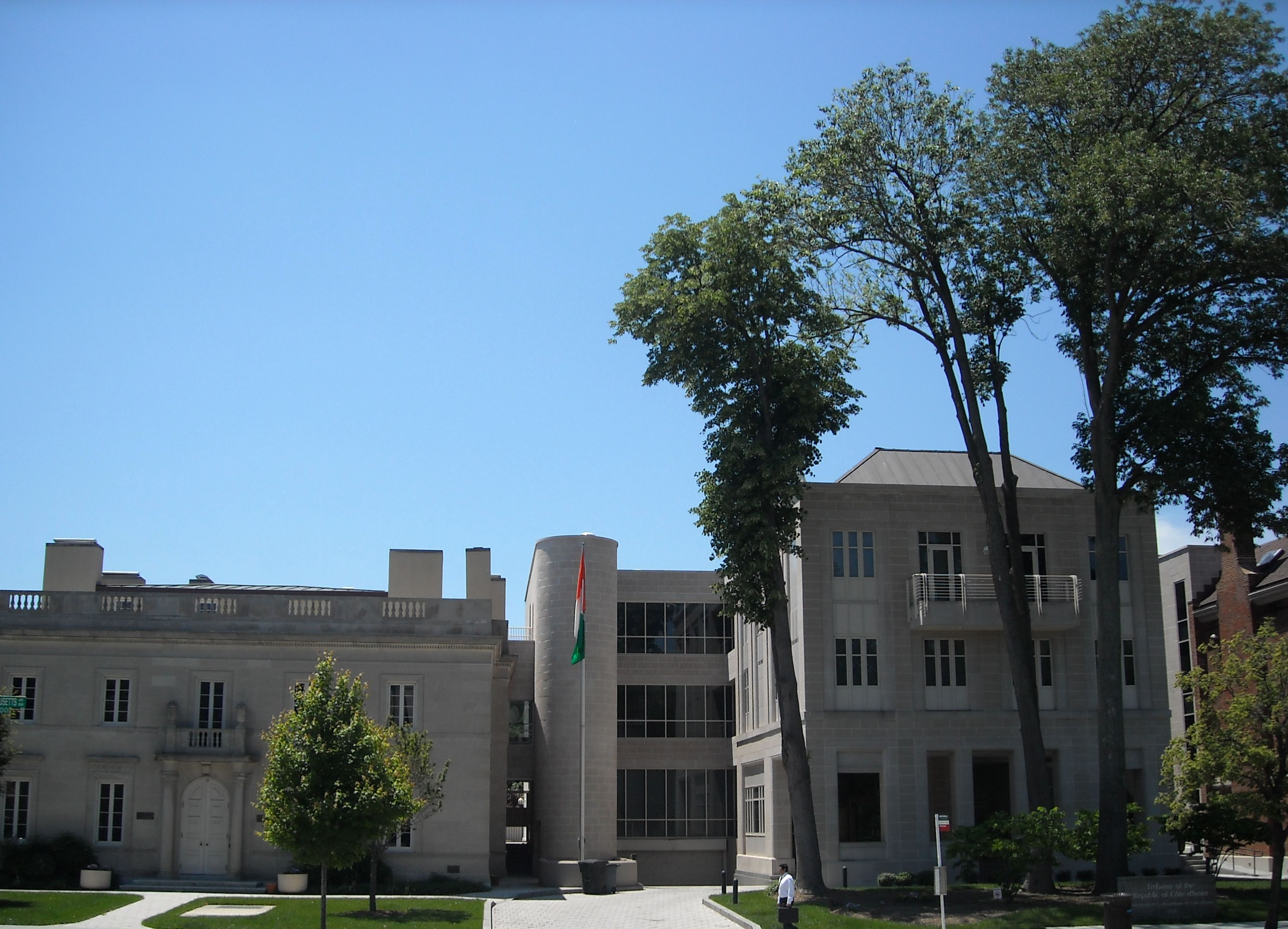
Embajada de Costa de Marfil en Estados Unidos

### Política exterior
En África, la diplomacia marfileña ha favorecido un enfoque gradual de la cooperación. En 1959, formó el Conseil de l'Entente con Dahomey (Benín), Alto Volta (Burkina Faso), Níger y Togo; en 1965, la Organisation commune africaine et malgache (OCAM); en 1972, la Communauté économique de l'Afrique de l'Ouest (CEAO); y en 1975, la Communauté économique des États de l'Afrique de l'Ouest (CEDEAO). Miembro fundador de la Organización para la Unidad Africana (OUA) en 1963 y de la Unión Africana en 2000, Costa de Marfil defiende el respeto de la soberanía de los Estados y el fortalecimiento de la cooperación y la paz entre los países africanos.
En la escena internacional, la diplomacia marfileña aboga por unas relaciones económicas y comerciales justas, que incluyan una remuneración equitativa de la producción agrícola y el fomento de relaciones pacíficas con todos los países. Por ello, Costa de Marfil mantiene relaciones diplomáticas con numerosos países de África y del mundo. En particular, ha firmado la Convención sobre el Estatuto de los Refugiados y su Protocolo de 1967, así como la Convención de 1969 que regula los aspectos específicos de los problemas de los refugiados en África. Sus representaciones diplomáticas en el extranjero se encuentran en todos los continentes y, como miembro de la ONU, mantiene relaciones más o menos estrechas con varias naciones.
Entre 1983 y 2013, se llevaron a cabo 174 proyectos de cooperación (ayuda oficial al desarrollo) e inversiones chinas en Costa de Marfil. De estos 174 proyectos, 112 tienen un valor aproximado de 12 000 millones de euros. El proyecto más caro es el centro urbano de Abiyán (8900 millones de euros). Además, las infraestructuras representan el 86 % de las ayudas públicas chinas. La mayor parte de esta ayuda se concedió durante la crisis política de Costa de Marfil entre 2002 y 2010, es decir, el 69 % (8300 millones de euros) bajo la presidencia de Laurent Gbagbo.

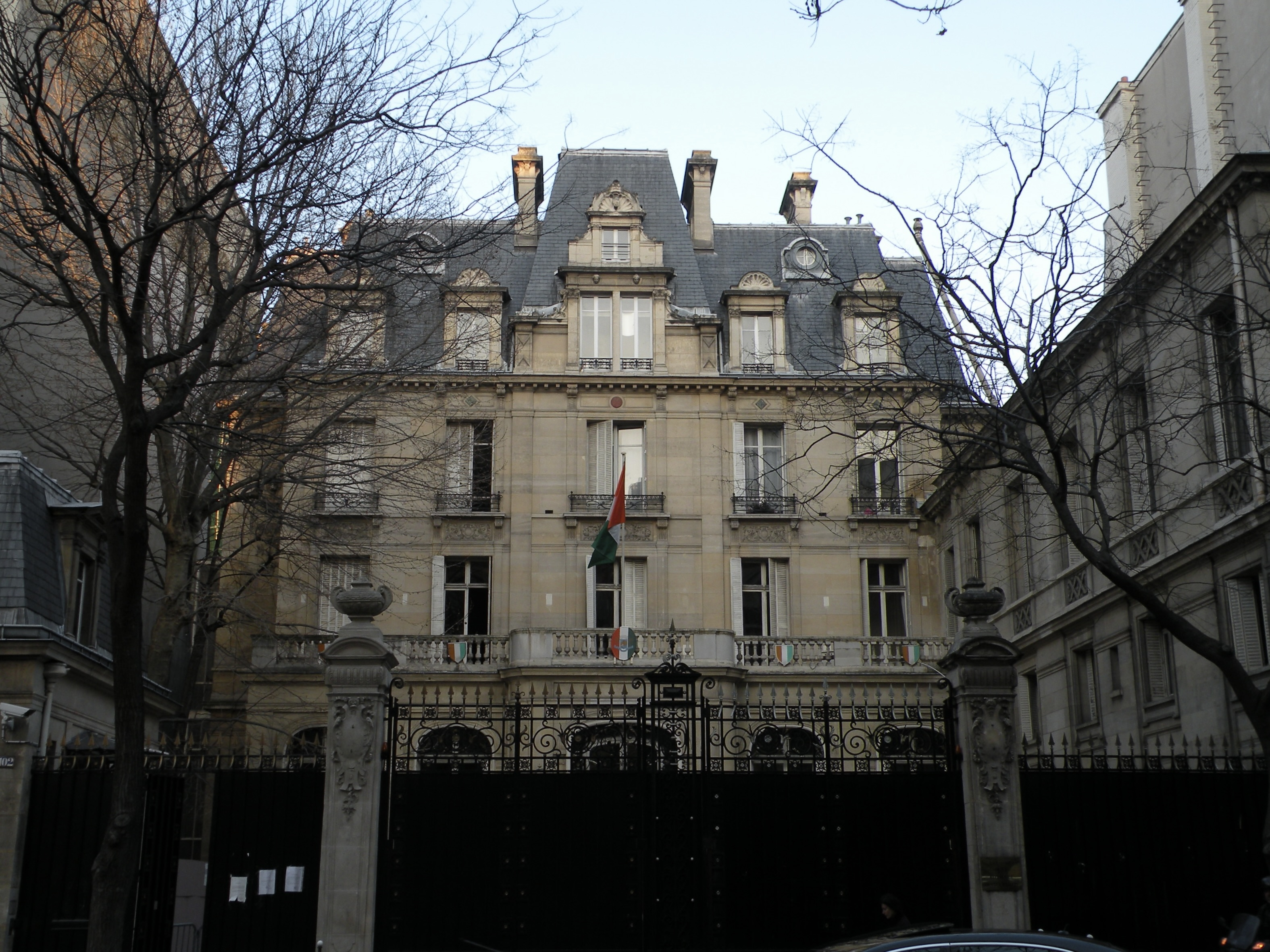
Embajada de Costa de Marfil en París, Francia

Hay unos 2500 ciudadanos chinos en Abiyán, principalmente en el comercio en Adjamé y la restauración en Cocody. Han creado un centenar de empresas.
Costa de Marfil se ha asociado con países de la región subsahariana para reforzar las infraestructuras de agua y saneamiento. Esto se ha hecho principalmente con la ayuda de organizaciones como UNICEF y empresas como Nestlé.
En 2015, las Naciones Unidas diseñaron los Objetivos de Desarrollo Sostenible (que sustituyen a los Objetivos de Desarrollo del Milenio). Se centran en la salud, la educación, la pobreza, el hambre, el cambio climático, el saneamiento del agua y la higiene. Uno de los principales focos de atención fue el agua potable y la salinización. Expertos que trabajan en estos campos han diseñado el concepto WASH. WASH se centra en el agua potable, la higiene y el saneamiento adecuado. El grupo ha tenido un gran impacto en la región subsahariana de África, especialmente en Costa de Marfil. Para 2030, planean tener acceso universal e igualitario a agua potable segura y asequible.

### Derechos humanos
En materia de derechos humanos, respecto a la pertenencia a los siete organismos de la Carta Internacional de Derechos Humanos, que incluyen al Comité de Derechos Humanos (HRC), Costa de Marfil ha firmado o ratificado:
| Costa de Marfil | Tratados internacionales | Tratados internacionales | Tratados internacionales | Tratados internacionales | Tratados internacionales  | Tratados internacionales | Tratados internacionales | Tratados internacionales | Tratados internacionales  | Tratados internacionales | Tratados internacionales | Tratados internacionales | Tratados internacionales  | Tratados internacionales  | Tratados internacionales | Tratados internacionales  | Tratados internacionales    | Tratados internacionales    |
| --- | --- | ------------------------ | --- | --- | ------------------------- | --- | ------------------------ | ------------------------ | ------------------------- | --- | ------------------------ | ------------------------ | ------------------------- | ------------------------- | ------------------------ | ------------------------- | --------------------------- | --------------------------- |
| Costa de Marfil | CESCR | CESCR                    | CCPR | CCPR | CCPR                      | CERD | CED                      | CEDAW                    | CEDAW                     | CAT | CAT                      | CRC                      | CRC                       | CRC                       | CRC                      | MWC                       | CRPD                        | CRPD                        |
| Costa de Marfil | CESCR | CESCR-OP                 | CCPR | CCPR-OP1 | CCPR-OP2-DP               | CERD | CED                      | CEDAW                    | CEDAW-OP                  | CAT | CAT-OP                   | CRC                      | CRC-OP-AC                 | CRC-OP-SC                 | CRC-OP-CP                | MWC                       | CRPD                        | CRPD-OP                     |
| Pertenencia | Costa de Marfil ha reconocido la competencia de recibir y procesar comunicaciones individuales por parte de los órganos competentes. | Sin información.         | Costa de Marfil ha reconocido la competencia de recibir y procesar comunicaciones individuales por parte de los órganos competentes. | Costa de Marfil ha reconocido la competencia de recibir y procesar comunicaciones individuales por parte de los órganos competentes. | Ni firmado ni ratificado. | Costa de Marfil ha reconocido la competencia de recibir y procesar comunicaciones individuales por parte de los órganos competentes. | Sin información.         | Firmado y ratificado.    | Ni firmado ni ratificado. | Costa de Marfil ha reconocido la competencia de recibir y procesar comunicaciones individuales por parte de los órganos competentes. | Sin información.         | Firmado y ratificado.    | Ni firmado ni ratificado. | Ni firmado ni ratificado. | Sin información.         | Ni firmado ni ratificado. | Firmado pero no ratificado. | Firmado pero no ratificado. |
| Firmado y ratificado, firmado, pero no ratificado, ni firmado ni ratificado, sin información, ha accedido a firmar y ratificar el órgano en cuestión, pero también reconoce la competencia de recibir y procesar comunicaciones individuales por parte de los órganos competentes. | |                          | | |                           | |                          |                          |                           | |                          |                          |                           |                           |                          |                           |                             |                             |

## Organización político-administrativa
|                                                              |                    |             |            |            |
| N.º                                                          | Distrito           | Pob. (2014) | Sup. (km²) | Capital    |
| 1                                                            | Abiyán             | 4 707 404   | 21 000     |            |
| 2                                                            | Bas-Sassandra      | 2 280 548   | 40 430     | San Pedro  |
| 3                                                            | Comoé              | 1 203 052   | 9 033      | Abengourou |
| 4                                                            | Denguelé           | 289 779     | 22 195     | Odienné    |
| 5                                                            | Gôh-Djiboua        | 1 605 286   | 28 200     | Gagnoa     |
| 6                                                            | Lacs               | 1 258 604   | 38 131     | Dimbokro   |
| 7                                                            | Lagunes            | 1 478 047   | 16 600     | Dabou      |
| 8                                                            | Montagnes          | 2 371 920   | 22 195     | Man        |
| 9                                                            | Sassandra-Marahoué | 2 293 304   | 9 114      | Daloa      |
| 10                                                           | Savanes            | 1 607 497   | 8 663      | Korhogo    |
| 11                                                           | Vallée du Bandama  | 1 440 826   | 19 480     | Bouaké     |
| 12                                                           | Woroba             | 845 139     | 6 900      | Séguéla    |
| 13                                                           | Yamusukro          | 355 573     | 14 150     |            |
| 14                                                           | Zanzan             | 934 352     | 6 912      | Bondoukou  |
| Fuente: Institut National de la Statistique de Côte d'Ivoire |                    |             |            |            |

La Organización territorial de Costa de Marfil conserva varios atributos que fueron establecidos durante el período de colonización francesa, por lo que la división fue altamente centralizada en un principio. El número de departamentos aumentó gradualmente hasta llegar a cincuenta y cinco en 1987. En agosto de 2009, el país se encontraba organizado en diecinueve regiones y dos distritos; las regiones estaban subdivididas en un total de ochenta y uno departamentos, los cuales estaban formados por subprefecturas que sumaban un total de 390 en todo el país.
El país estuvo organizado en diecinueve regiones desde el 12 de julio de 2000 y hasta el 28 de septiembre de 2011, cuando por el Decreto No. 2011-264 se reorganizó en catorce distritos (districts), dos de ellos llamados distritos autónomos (districts autonomes); Los distritos se subdividieron, a su vez, en regiones (régions), las cuales estaban compuestas por departamentos (départements), cada uno de ellos organizado en subprefecturas (sous-préfectures). Distintas fuentes discrepan sobre los detalles de las divisiones resultantes.
Entre los cambios resultantes de la reorganización de 2011 está la formación de los dos distritos autónomos: Abiyán y Yamusukro, los cuales se separaron de sus regiones (Lagunes y Lacs, respectivamente). Las regiones de Denguélé, Savanes, Vallée du Bandama, y Zanzan se convirtieron en distritos sin ningún cambio en el territorio. Las antiguas regiones de Agnéby y Lagunes (con exclusión del distrito autónomo de Abiyán), se unieron para formar el distrito Lagunes. Las regiones de Bafing y Worodougou se fusionaron para formar el distrito Woroba. El departamento de Fresco fue trasladado de la región de Sud-Bandama a la región de Bas-Sassandra para formar el distrito de Bas-Sassandra, mientras que el resto de la región de Sud-Bandama se fusionó con la región de Fromager para formar el distrito de Goh-Djiboua. Las regiones de Dix-Huit Montagnes y Moyen-Cavally se fusionaron para formar el distrito Montagnes. Las regiones de Haut-Sassandra y Marahoué se fusionaron para formar el distrito de Sassandra-Marahoué. Las regiones de N'zi-Comoé y Lacs (con exclusión del distrito autónomo de Yamusukro), se unieron para formar el distrito de Lacs. Las regiones de Moyen-Comoé y Sud-Comoé se fusionaron para formar el distrito de Comoé.

## Geografía

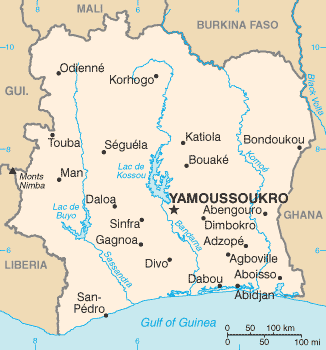
Mapa de Costa de Marfil

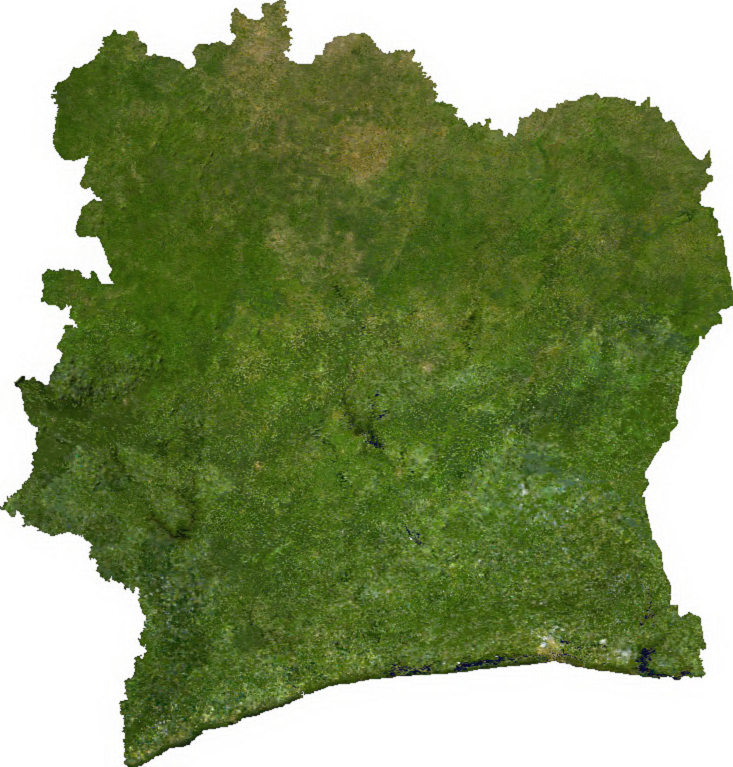
Imagen satelital.

Costa de Marfil ofrece una gama variada de paisajes, desde la sabana desértica al norte hasta la selva virgen. El límite sur lo marcan extensas playas. Esta zona, más lluviosa, se caracteriza por las grandes plantaciones de productos de exportación: café, cacao y banana. En el norte el paisaje se ve conformado por una meseta granítica recubierta de sabanas. En esta área pequeños propietarios cultivan sorgo, maíz y maní.

### Topografía
El territorio de Costa de Marfil tiene el aspecto de un cuadrilátero cuyo borde inferior corresponde a una costa de 515 kilómetros en el Océano Atlántico al Sur, en la parte occidental del Golfo de Guinea. La región montañosa occidental, sin embargo, presenta algunos relieves mayores de mil metros (el monte Nimba, la máxima elevación del país, llega a 1752 m s. n. m.).
El país tiene un relieve bajo. La mayor parte del territorio está formado por mesetas y llanuras. La parte occidental del país, una región montañosa, tiene algunos picos por encima de los mil metros (el monte Nimba alcanza los 1752 m). Fuera de esta región, las altitudes suelen oscilar entre los 100 y los 500 metros, y la mayoría de las mesetas se sitúan entre los 200 y los 350 metros. 
Estas mesetas tienen aspectos diferentes. Las más altas son rígidas en forma y material; las de niveles intermedios suelen tener forma roma; las más bajas son algo rígidas, pero de material suelto. A veces se encuentran enormes extensiones verticales, rigurosamente tabulares y horizontales, en las regiones de sabana, pero también bajo pequeños retazos de sabana incluidos en el bosque denso. El rasgo dominante de estas mesetas es una armadura ferruginosa visible en la superficie en forma de lajas de color óxido, pero a veces velada de arena, grava o productos más finos.

### Litoral y ríos
Las aguas, que cubren aproximadamente 4462 kilómetros cuadrados es decir, el 1,38 % de la superficie total del país, están formadas en el sur por el océano (Atlántico), las lagunas, las más famosas de las cuales son los complejos (de este a oeste) Aby-Tendo-Ehy, lagune Ebrié, Grand-Lahou-lagune Tadio-Makey-lagune Tagba, así como las aguas tranquilas.

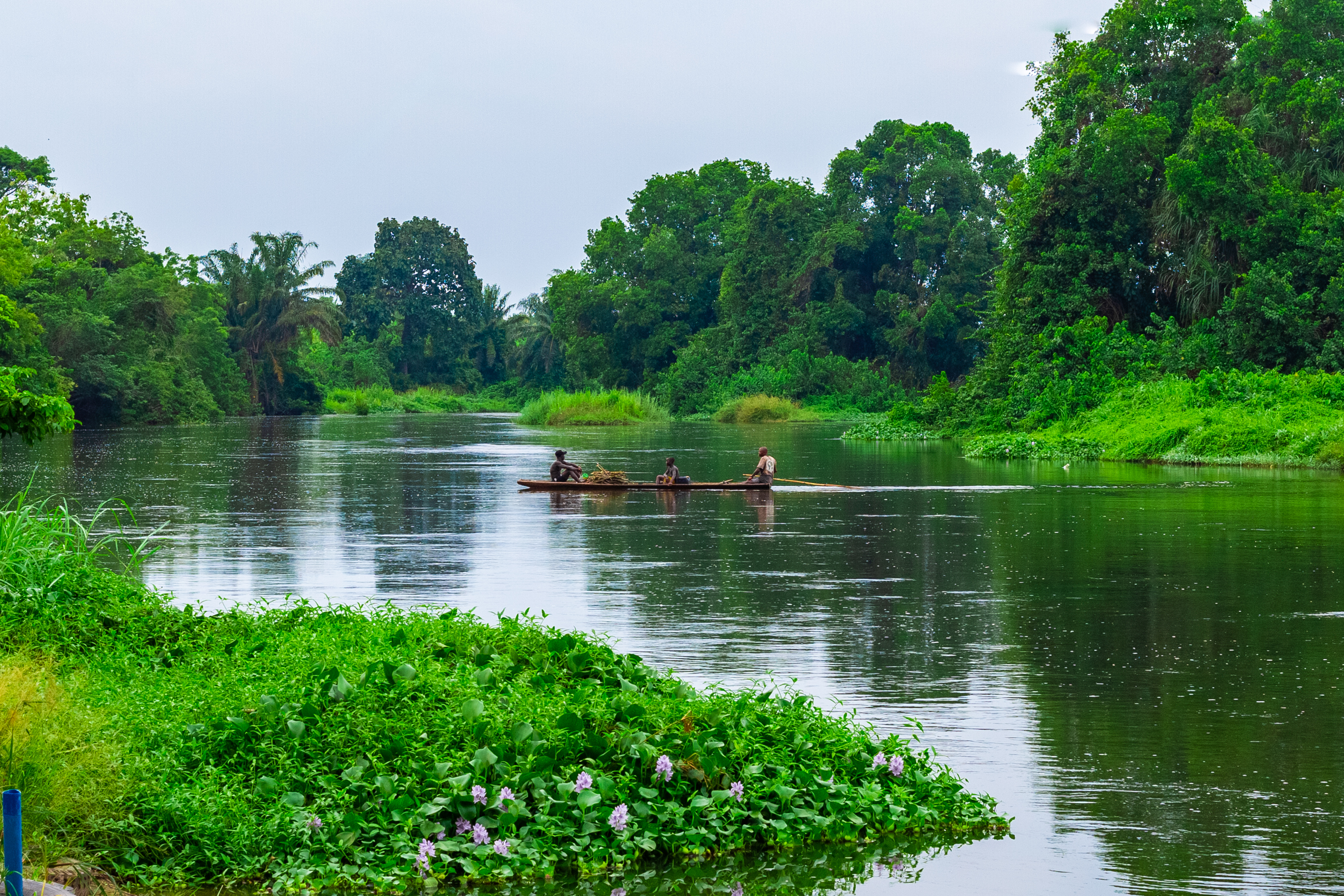
Río Bandama

El gran oleaje del sur que azota la playa dificulta mucho el acceso por mar.
El litoral de Costa de Marfil es una larga sucesión de playas que sólo se interrumpen en las desembocaduras de los ríos, cuando existen (durante la época de crecidas).
Numerosos ríos, a menudo con caudales extremos, drenan todo el país. Entre ellos figuran cuatro grandes ríos: el Cavally (700 km), el Sassandra (650 km), el Bandama (1050 km) y el Comoé (1160 km). Otros ríos importantes, como el Tabou, el Néro, el San-Pedro, el Bolo, el Niouniourou, el Boubo, el Agnéby, el Mé y el Bia, son afluentes de estos ríos o forman cuencas independientes como ríos costeros. Además, hay varios arroyos y pantanos.

### Ecología

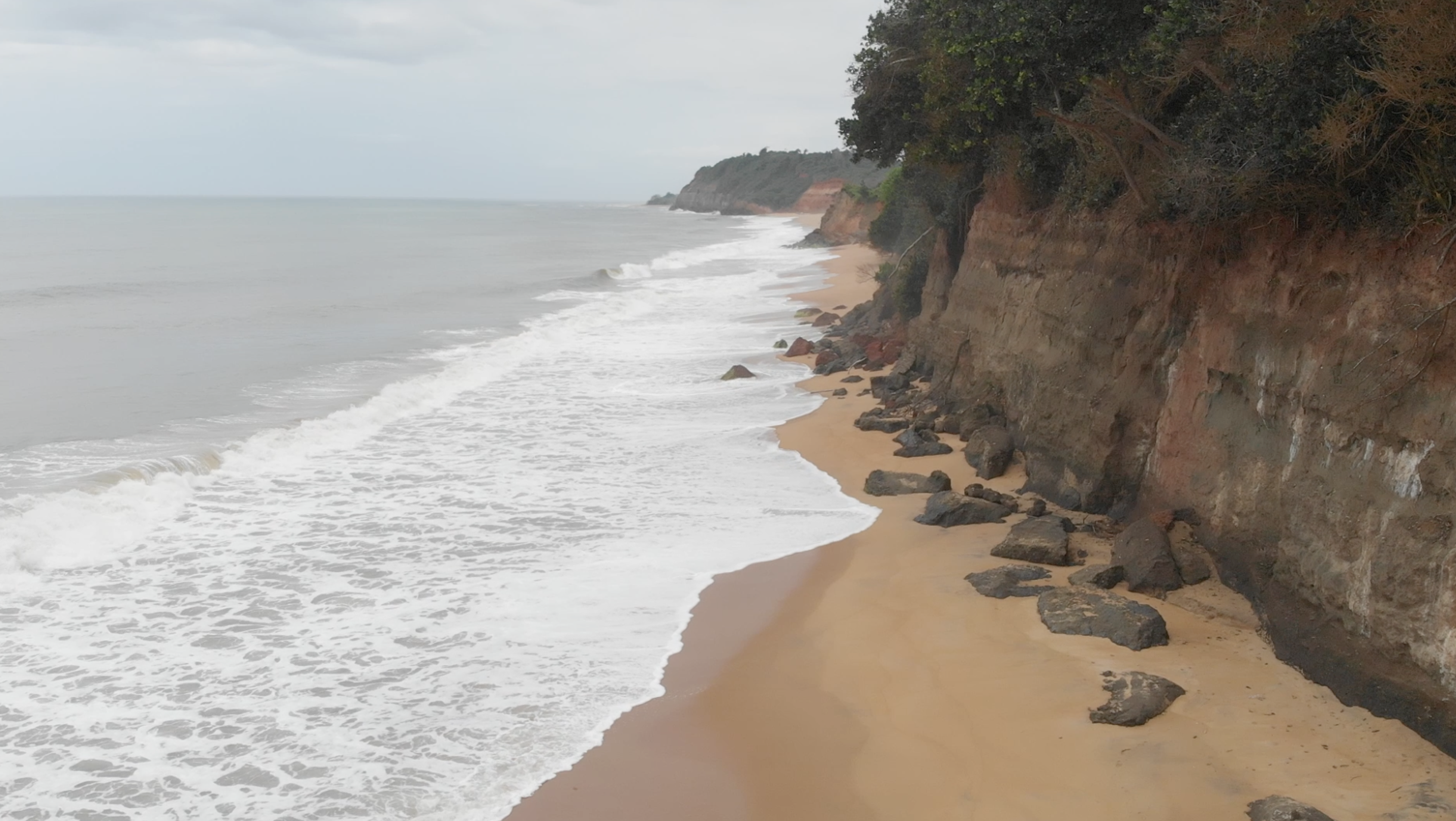
Playa de Costa de Marfil

Según WWF, el territorio de Costa de Marfil se reparte entre seis ecorregiones:
- Sabana sudanesa occidental, en el norte.
- Mosaico de selva y sabana de Guinea, en el centro.
- Selva guineana oriental, en el sureste.
- Selva guineana occidental de tierras bajas, en el suroeste.
- Selva montana guineana, en las montañas del oeste.
- Manglar guineano, en algunos puntos de la costa.

### Clima

Neblina en el parque nacional Taï

Costa de Marfil se sitúa entre los 4º y los 10º de latitud norte; la distancia al ecuador es de unos 400 kilómetros desde la costa sur del país, y al Trópico de Cáncer de unos 1400 kilómetros desde la frontera norte. Así pues, las costas de Costa de Marfil se caracterizan por un clima tropical siempre húmedo, que cambia a un clima seco en el extremo norte. La temperatura media anual es de 28 °C, pero los habitantes experimentan marcadas diferencias de temperatura entre las regiones septentrionales y meridionales del país y entre las distintas estaciones. 
El clima se caracteriza por los sistemas eólicos del alisio del noreste y el monzón del suroeste: el alisio del noreste (Harmattan) trae en invierno aire caliente, seco y cargado de polvo del Sáhara y seca el país. El monzón del África Occidental tiene su origen en el Golfo de Guinea, por lo que trae aire cálido y húmedo. Determina el clima en el sur de Costa de Marfil durante todo el año, mientras que en el norte trae lluvias estivales.
Por consiguiente, en Costa de Marfil hay tres zonas climáticas:

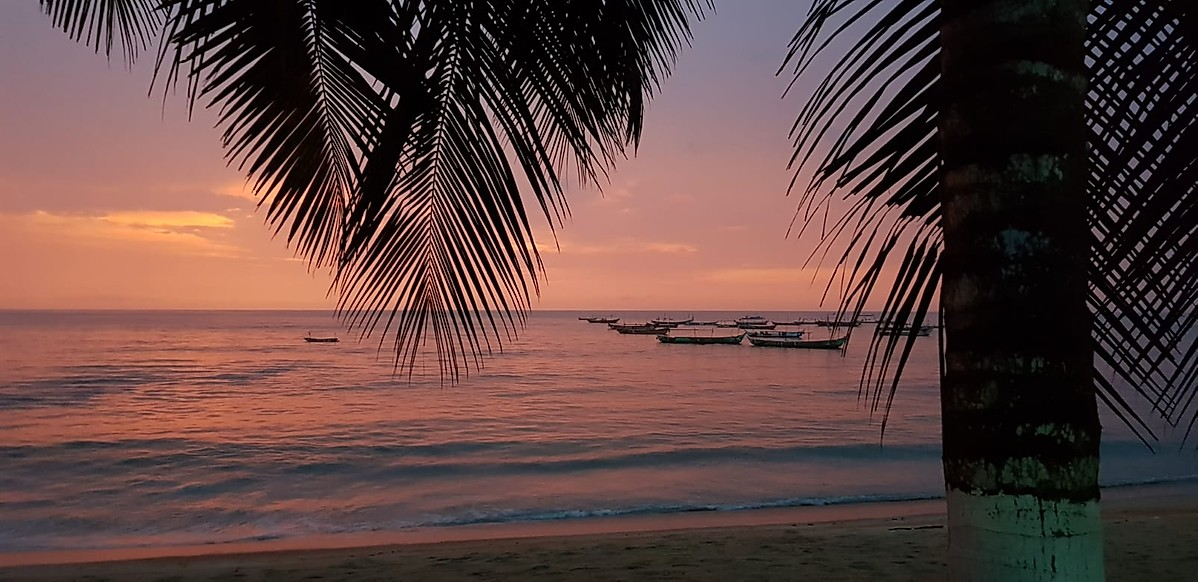
Atardecer en la costa marfileña

El clima ecuatorial (también conocido como clima Attié) del sur se caracteriza por bajas oscilaciones térmicas (generalmente entre 25 °C y 30 °C), niveles de humedad muy elevados (entre el 80 % y el 90 %) y precipitaciones abundantes, que alcanzan los 1766 mm anuales en Abiyán y los 2129 mm en Tabou. Aquí hay dos estaciones secas y dos lluviosas. La estación seca larga dura de diciembre a abril y se caracteriza por un calor intenso y lluvias esporádicas. La estación seca corta cae en agosto y septiembre. La estación lluviosa larga dura de mayo a julio, mientras que la corta es en octubre y noviembre.
El clima húmedo de sabana (también conocido como clima de Baoulé) determina el norte de la zona de selva tropical y el sur de las sabanas y comienza a unos 200 kilómetros al norte de la costa. Las temperaturas fluctúan mucho, entre 14 °C y 33 °C, y la humedad suele oscilar entre el 60 % y el 70 %. Las precipitaciones anuales rondan los 1200 mm en Bouaké. También hay cuatro estaciones: dos secas, de noviembre a marzo y de julio a agosto, y dos lluviosas, de junio a octubre y de marzo a mayo.

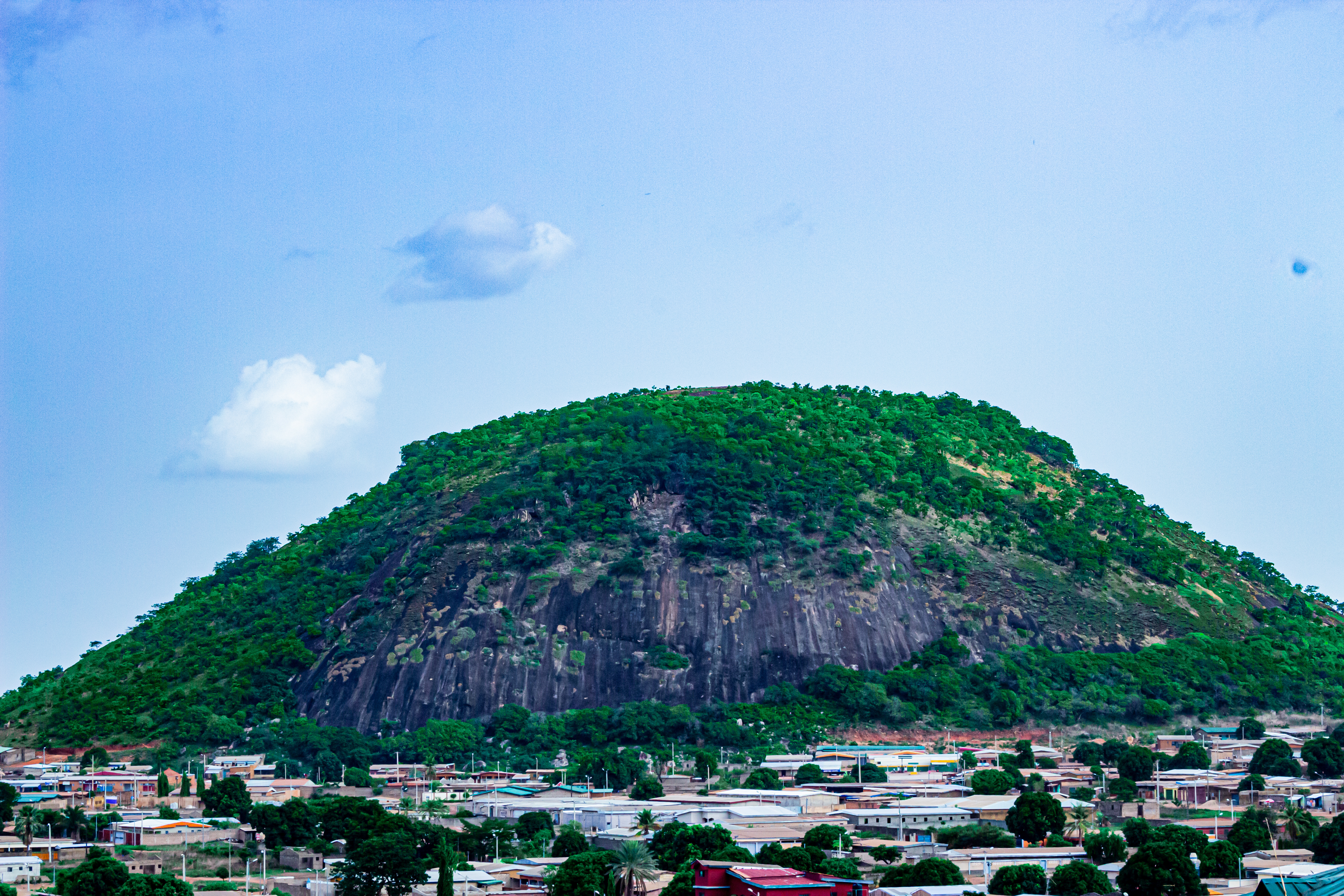
El Monte Korhogo

El clima seco de sabana (también conocido como clima sursudanés) predomina en las regiones de sabana del norte. Presenta fluctuaciones diarias relativamente fuertes de 20 °C. La humedad es mucho menor que en el sur del país y se sitúa entre el 40 % y el 50 %. El Harmattan también se da en estas regiones, en forma de viento fresco y seco, entre diciembre y febrero. El norte de Costa de Marfil sólo tiene dos estaciones: la estación seca, entre noviembre y junio, con lluvias ocasionales en abril, y una estación lluviosa, entre julio y octubre. Las precipitaciones anuales medidas en esta región son de 1203 mm en Korhogo, por ejemplo.
El clima de Odienné, ciudad situada al noroeste, se caracteriza por la proximidad de las montañas y, por tanto, presenta valores de precipitaciones más elevados (1491 mm) y temperaturas más bajas que las regiones situadas al este. En Man (aún más arriba en las montañas), los valores de precipitaciones alcanzan incluso los 1897 mm anuales.

### Geología

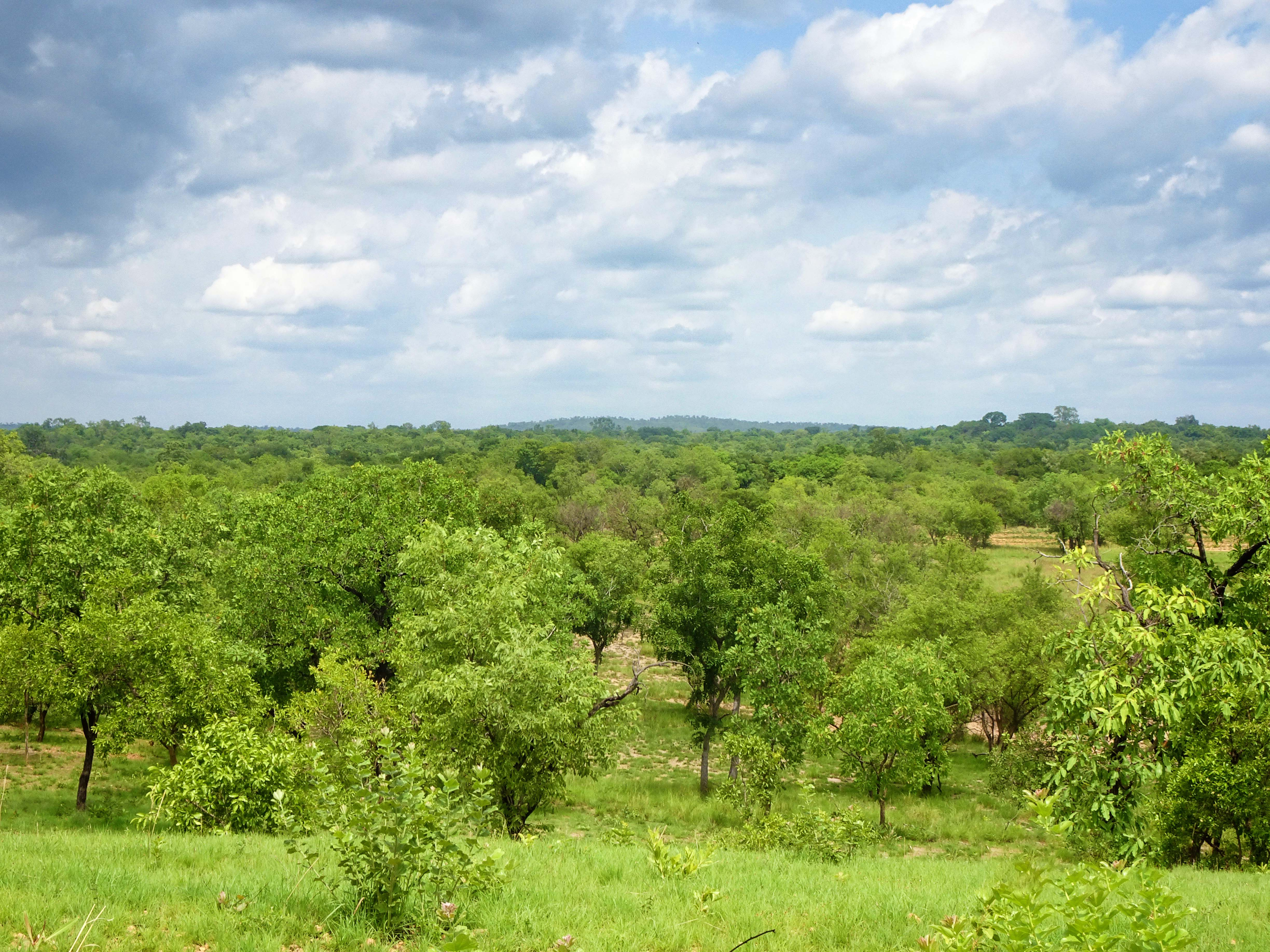
Paisaje en el Parque nacional Comoe

Los suelos tienen un aspecto similar a los de la mayor parte de África Occidental. Suelen ser sueltos, a veces indurados, y el color del material suele ser rojo, desde el ocre hasta el óxido oscuro. Sin embargo, la huella de los ambientes ecuatoriales en los suelos marfileños es proporcionalmente más marcada que en casi todas las zonas situadas al norte del golfo de Guinea.
Al igual que el relieve, la composición de las rocas suele influir decisivamente en los suelos. El lecho rocoso de Costa de Marfil es variado y casi invisible, a excepción de los domos cristalinos. Está formado casi en su totalidad por rocas basales cristalinas o filitas, con diversos grados de metamorfismo.
Las formaciones cristalinas cubren alrededor de dos tercios del país y los geólogos las subdividen en cinco grandes familias: migmatitas y gneises (antiguas rocas plutónicas, volcánicas o sedimentarias metamorfoseadas), charnockitas (granitos hiperesténicos) y noritas, los «granitos de Baoulé», que incluyen a su vez diversas variedades de rocas, la categoría de rocas ricas en minerales negros (dioritas o granodioritas) y los «granitos de Bondoukou» (frecuentemente granodioríticos, pero a veces también alcalinos). 

Las rocas filitas están compuestas esencialmente por esquistos, que varían según las características de los sedimentos originales que las formaron y el grado de metamorfismo que han sufrido. También incluyen algunas cuarcitas y areniscas cuarcíticas. Las rocas comúnmente conocidas como «rocas verdes» en Costa de Marfil (de origen metamórfico pero no sedimentario) se incluyen en esta familia. El basamento marfileño está bordeado por una minúscula cubierta sedimentaria constituida principalmente por arenas arcillosas de origen continental, y arcillas, arenas y fangos de origen marino. 

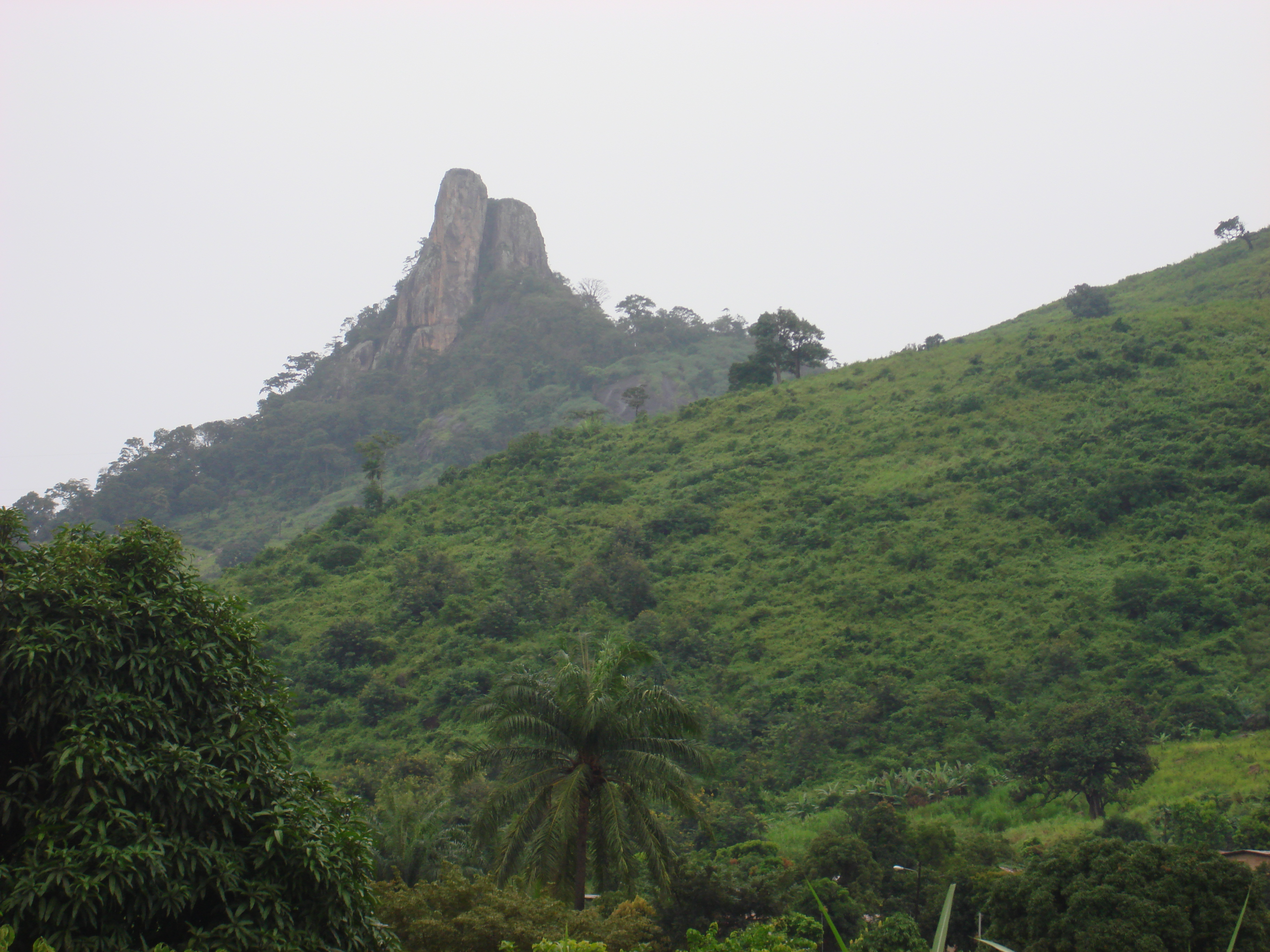
Formación volcánica en bosque autóctono y hábitat vegetal, oeste de Costa de Marfil.

Los suelos ferralíticos cubren la mayor parte de Costa de Marfil. Se encuentran sobre todo en el este, el oeste, el sur, las zonas forestales y preforestales, las zonas de sabana sudanesa o subsudanesa, las zonas septentrionales, etc. Los suelos ferruginosos tropicales que se encuentran sobre rocas granitoides están más extendidos en el noreste del país, alrededor de la ciudad de Bouna y en el interfluvio entre el alto N'Zi y el alto Comoé. Las tres últimas clases mencionadas están mucho más localizadas; se sitúan en topografía accidentada y se dan en las regiones de las colinas de Yaouré y Bondoukou, en la alta Comoé y en las cadenas de localidades que van desde Sifié, Oumé hasta Fetékro.

### Flora
La vegetación puede dividirse en dos zonas: Una zona meridional, guineana, y otra septentrional, sudanesa. La frontera entre estas dos zonas es paralela a la costa, aproximadamente en el 8.º paralelo. La zona sur se caracteriza por la selva tropical perenne y los manglares (manglares guineanos), uno de los cuales se encuentra al oeste de Abiyán, en la desembocadura del río Bia, y otro aún más al oeste, en la desembocadura del río Boubo. 

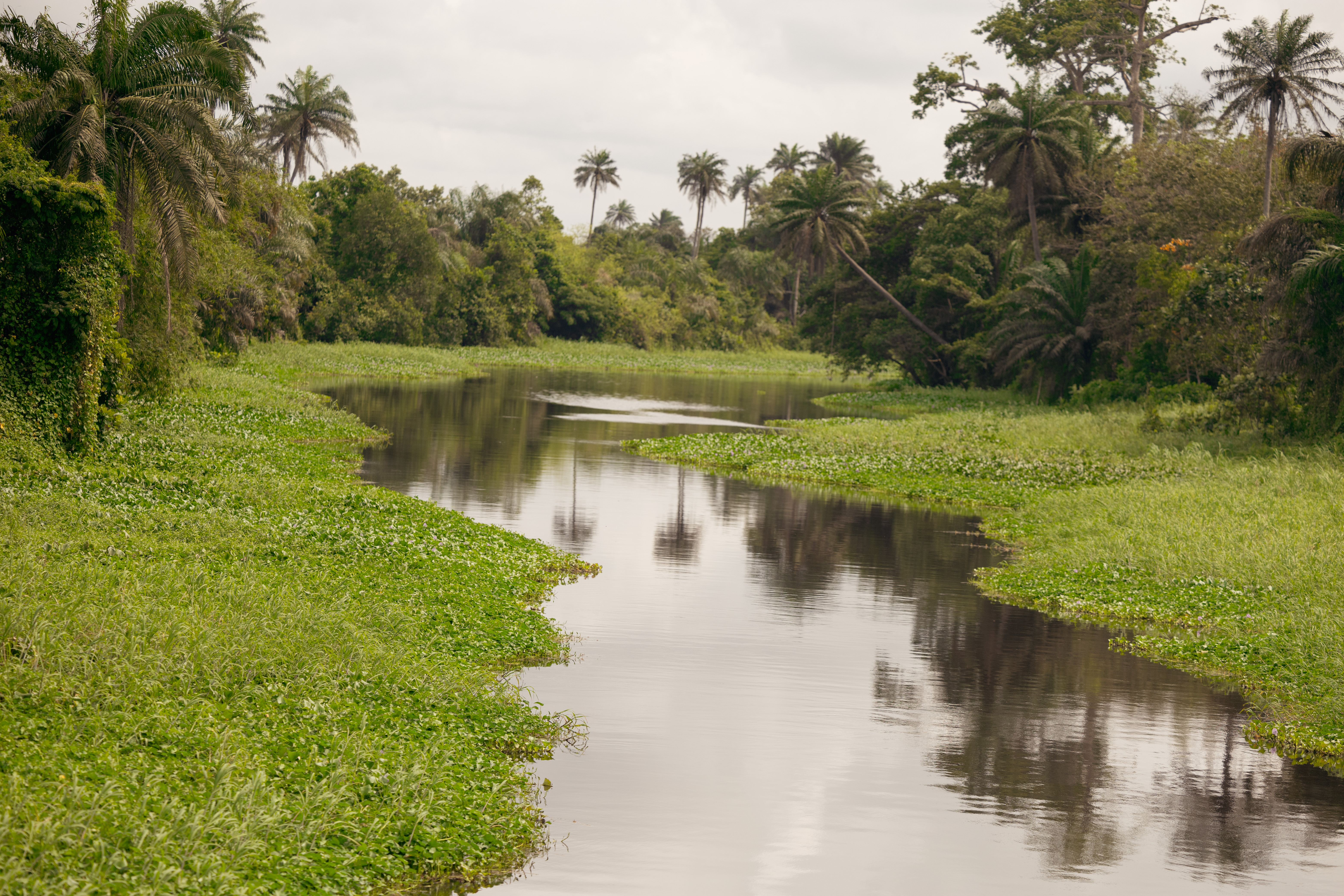
Vegetación en torno al río Agneby

La zona septentrional se caracteriza por bosques secos (con cambios periódicos de caducifolios) y sabanas (la sabana sudanesa, que cubre un tercio del territorio, y la sabana guineana), por lo que el bosque seco puede considerarse una transición de la selva tropical a la sabana. En la parte central de Costa de Marfil se encuentra el mosaico bosque-sabana guineano, formado por zonas entrelazadas de pastizales, sabana y bosque húmedo denso y bosque de galería a lo largo de los cursos fluviales.
Entre la flora de Costa de Marfil destacan árboles como el baobab, el iroko, el tali, el amazakoue, el tiama y el movingui, algunos de gran importancia para la exportación de madera. En los bosques crecen epífitas y orquídeas, mientras que el rabito, el manniophyton, el árbol del ajo, el milne redhead y el belluci son importantes como plantas medicinales tradicionales.

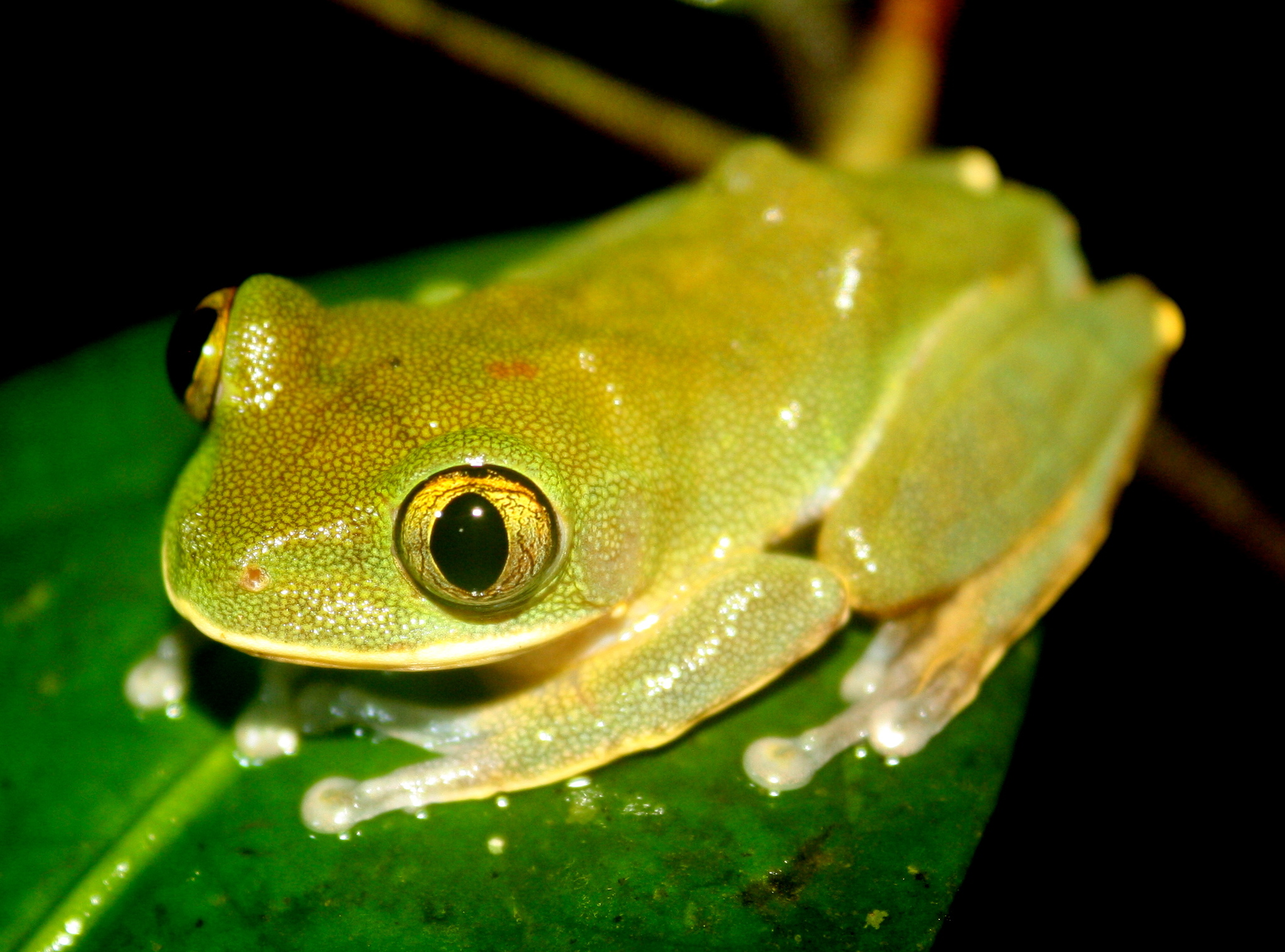
La Rana arborícola del bosque de Tai (Leptopelis occidentalis)

La vegetación de Costa de Marfil ha cambiado fundamentalmente en las últimas décadas como consecuencia de la actividad humana. Originalmente, un tercio del país, en el sur y el oeste, estaba completamente cubierto por densos bosques con sabanas arboladas en el centro y el norte y pequeños manglares en la costa. Desde la época colonial, la cubierta forestal se ha reducido mucho, en parte por el establecimiento de plantaciones y en parte por la deforestación. En 2007, la cubierta forestal natural se estimaba en 6 millones de hectáreas.

### Fauna

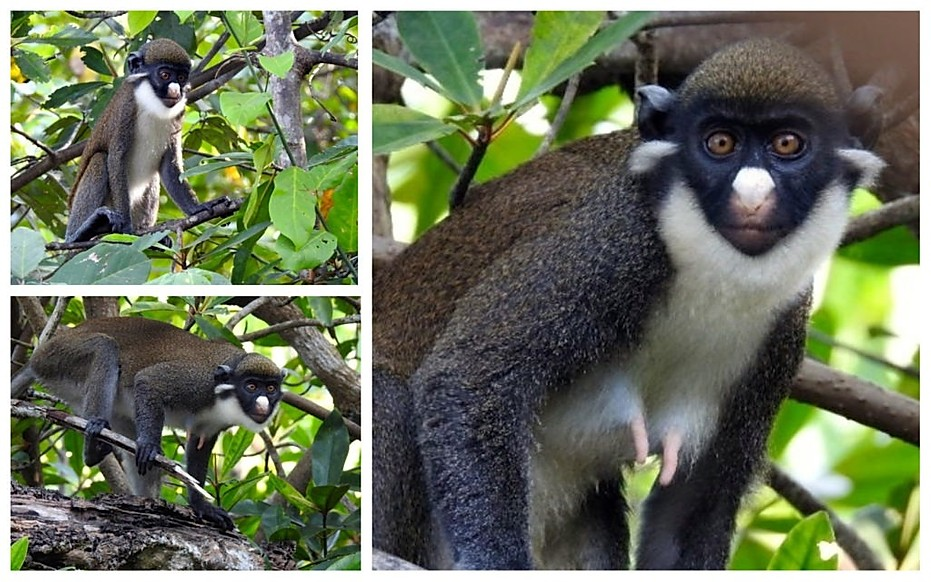
Monos que se pueden avistar en Costa de Marfil

La fauna es especialmente rica en especies. Entre los mamíferos, el elefante es el animal cuyos colmillos, comercializados como marfil, dieron nombre al país. Su población, antaño elevada en la selva y la sabana, se ha visto muy reducida por la caza y la caza furtiva, de modo que hoy sólo se encuentra en las reservas. También hay hipopótamos, cerdos gigantes del bosque, duiqueros, primates, roedores, pangolines, gatos de presa como leopardos y mangostas; en las estepas se pueden encontrar hienas y chacales. El raro hipopótamo pigmeo tiene en el Parque Nacional de Taï, en el suroeste del país, uno de sus lugares de presencia más importantes.
También viven cientos de especies de aves (garzas, cigüeñas como la cigüeña de cuello lanudo y el marabú, patos y gansos, así como rapaces).El cocodrilo acorazado de África Occidental vive en los ríos de la sabana y a lo largo de ellos, y el cocodrilo de tronco vive en los ríos de las selvas tropicales. 

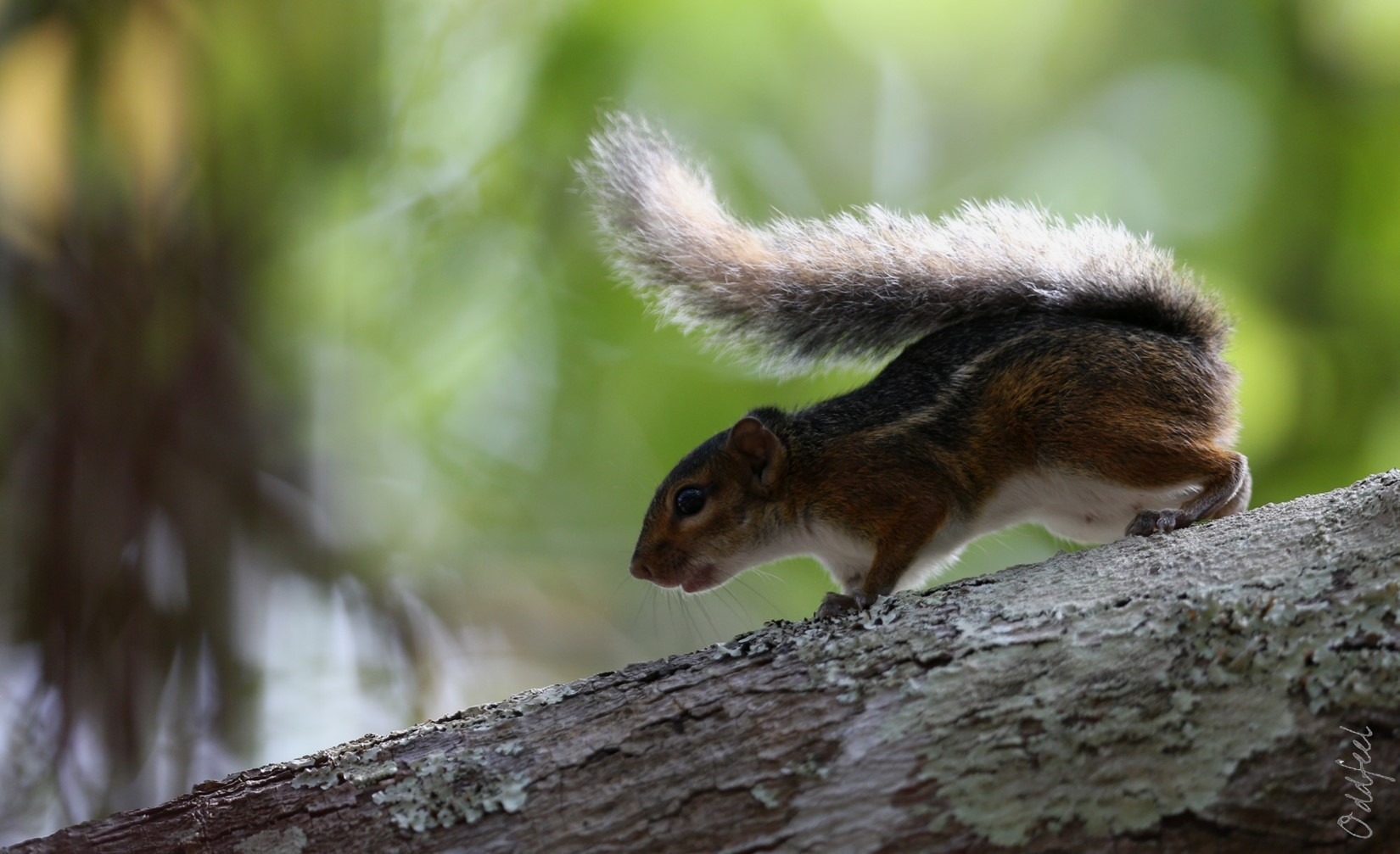
Ardilla Funisciurus pyrropus en Costa de Marfiil

También se pueden encontrar serpientes como cobras, mambas, víboras bufadoras, víboras de Gabón y víboras rinoceronte, pitones de roca y pitones reales, así como termitas, que decoran el paisaje con numerosos termiteros, y escarabajos como la chinche de las pastillas.Los ríos albergan numerosas especies de peces, como los cíclidos y las multiespecies africanas, mientras que las aguas costeras albergan camarones, tiburones tigre de arena y otros tiburones, peces pipa, rayas, peces rana, peces planos y la rara tortuga boba. Numerosas especies, como los chimpancés, son ya muy raras o están amenazadas de extinción.

## Economía
Manteniendo lazos cercanos con Francia desde la independencia en 1960, la diversificación de la agricultura para la exportación, y el estímulo de las inversiones extranjeras, ha hecho de Costa de Marfil uno de los países tropicales africanos más prósperos. No obstante, en años recientes Costa de Marfil se ha visto sujeta a más competencia y el descenso de los precios en el mercado global de sus cultivos agrícolas principales: café y cacao. Esto, junto con una alta corrupción interna, hace la vida difícil para los cultivadores y esos que exportan a mercados extranjeros.

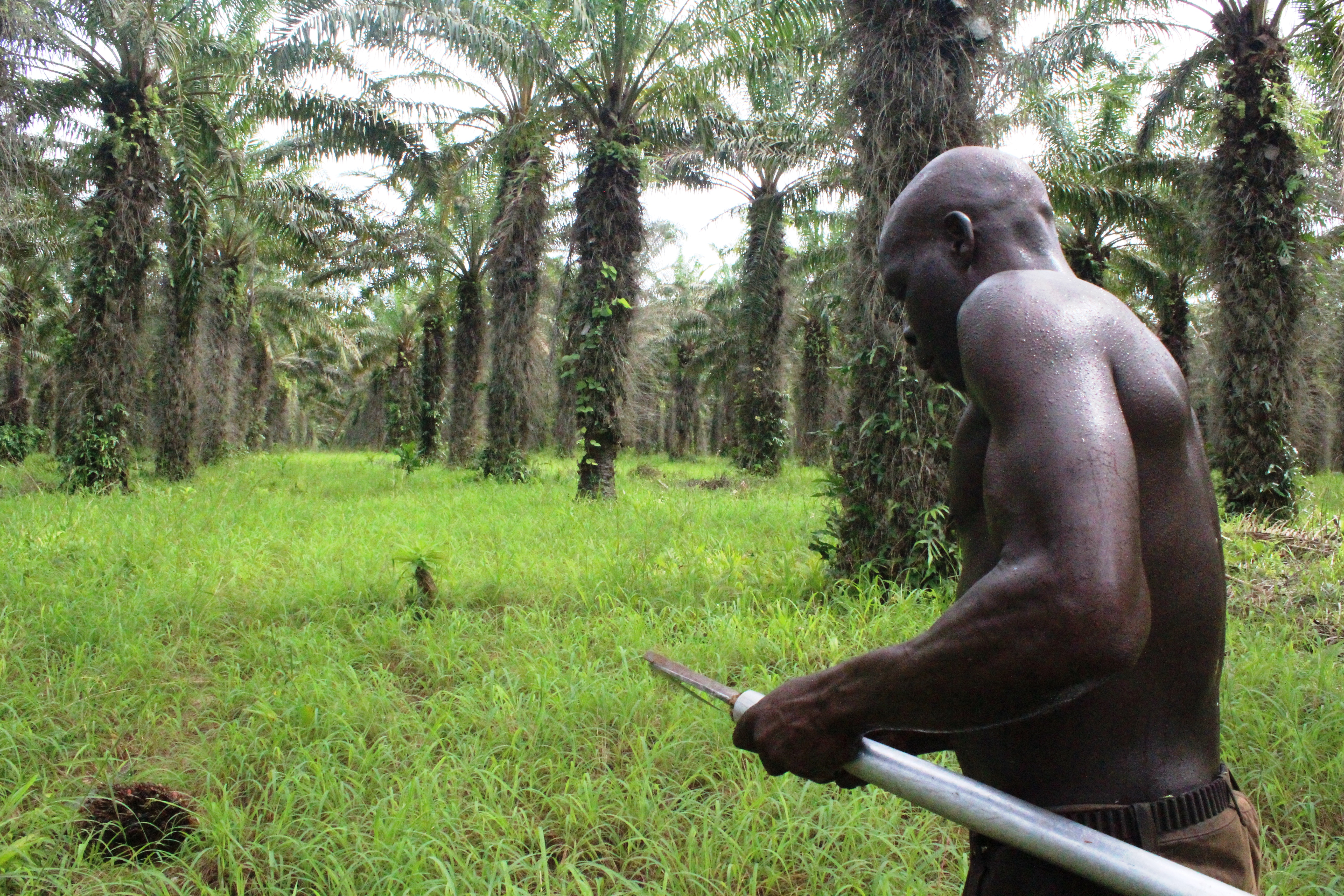
Un cosechador marfileño lima su herramienta de trabajo.

La pobreza aumenta entre 2011 y 2016.
Enemigos durante muchos años, Costa de Marfil y Ghana acordaron en 2019 imponer a las empresas multinacionales un precio mínimo por el cacao, a fin de proteger a los productores, que reciben entre el 4 y el 6 por ciento de los beneficios del sector: el 11 de junio, anunciaron que suspenden la venta de cacao para la campaña 2020-2021 si no se establece un precio mínimo de 2300 euros por tonelada.
Según el Índice mundial de innovación, a cargo de la Organización Mundial de la Propiedad Intelectual, en 2024, Costa de Marfil se ubicó en lugar 112 en innovación entre 133 países del mundo; mientras que en 2023 ocupó el lugar 112 y el lugar 109 en 2022.

## Demografía
En el año 2007, Costa de Marfil tenía una población de 18 000 000 de habitantes. La esperanza de vida es de 49 años. El promedio de hijos por mujer es de 4,43. El 50,9 % de la población está alfabetizada. Se calcula que el 7 % de la población está infectada con el virus de VIH (causante del sida).

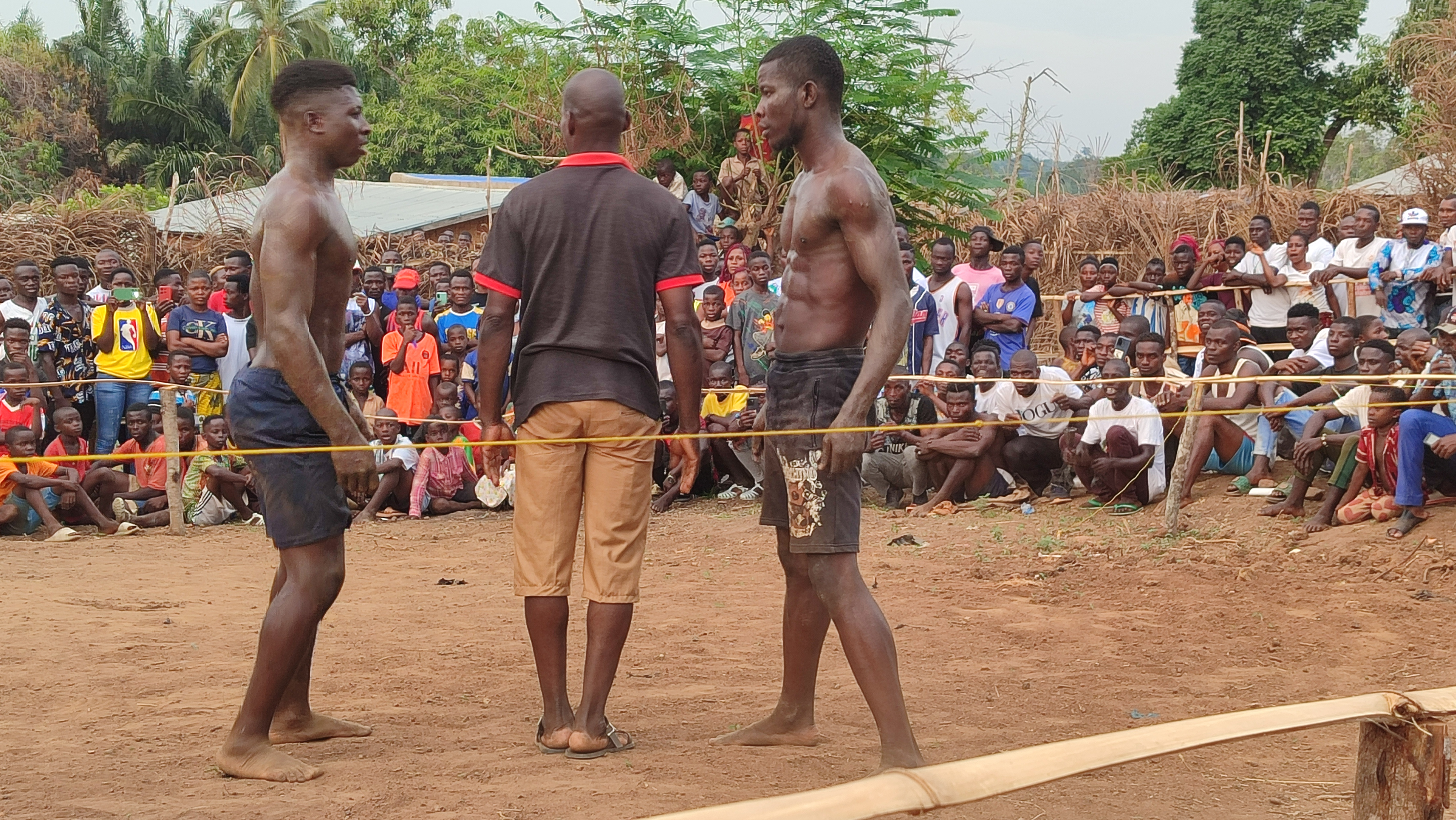
Multitud de marfileños observando una lucha tradicional en Zagouiné, Costa de Marfil

El 77 % de la población se considera marfileño: representan varios pueblos diferentes y grupos lingüísticos. Se hablan unos 65 idiomas en el país. Uno de los más comunes es el dioula, empleado en el comercio, así como la población musulmana. El francés, empleado por el 70 % de la población (99 % en Abiyán), es el idioma oficial, se enseña en las escuelas y sirve como una lingua franca en las áreas urbanas (particularmente en Abiyán). El número de francoparlantes es muy elevado en comparación con la mayoría de los países francófonos de África, debido a su uso como idioma interétnico.

Desde que Costa de Marfil se ha establecido como uno de los países más prósperos de África occidental, alrededor del 20 % de la población consiste de trabajadores de los vecinos Liberia, Burkina Faso y Guinea. Este hecho ha creado una tensión constantemente creciente en los años recientes, especialmente ya que la mayoría de estos trabajadores son musulmanes, mientras la población de origen nativo es en gran parte cristiana (principalmente católicos) y animista. El 0,4 % de la población es de ascendencia no africana. Unos 50 000 son ciudadanos franceses, 40 000 libaneses y, en menor medida, vietnamitas, judíos y españoles, así como misioneros protestantes de los Estados Unidos y Canadá. En noviembre de 2004, alrededor de 10 000 franceses y otros ciudadanos extranjeros evacuaron Costa de Marfil debido a ataques de jóvenes milicias progobierno.

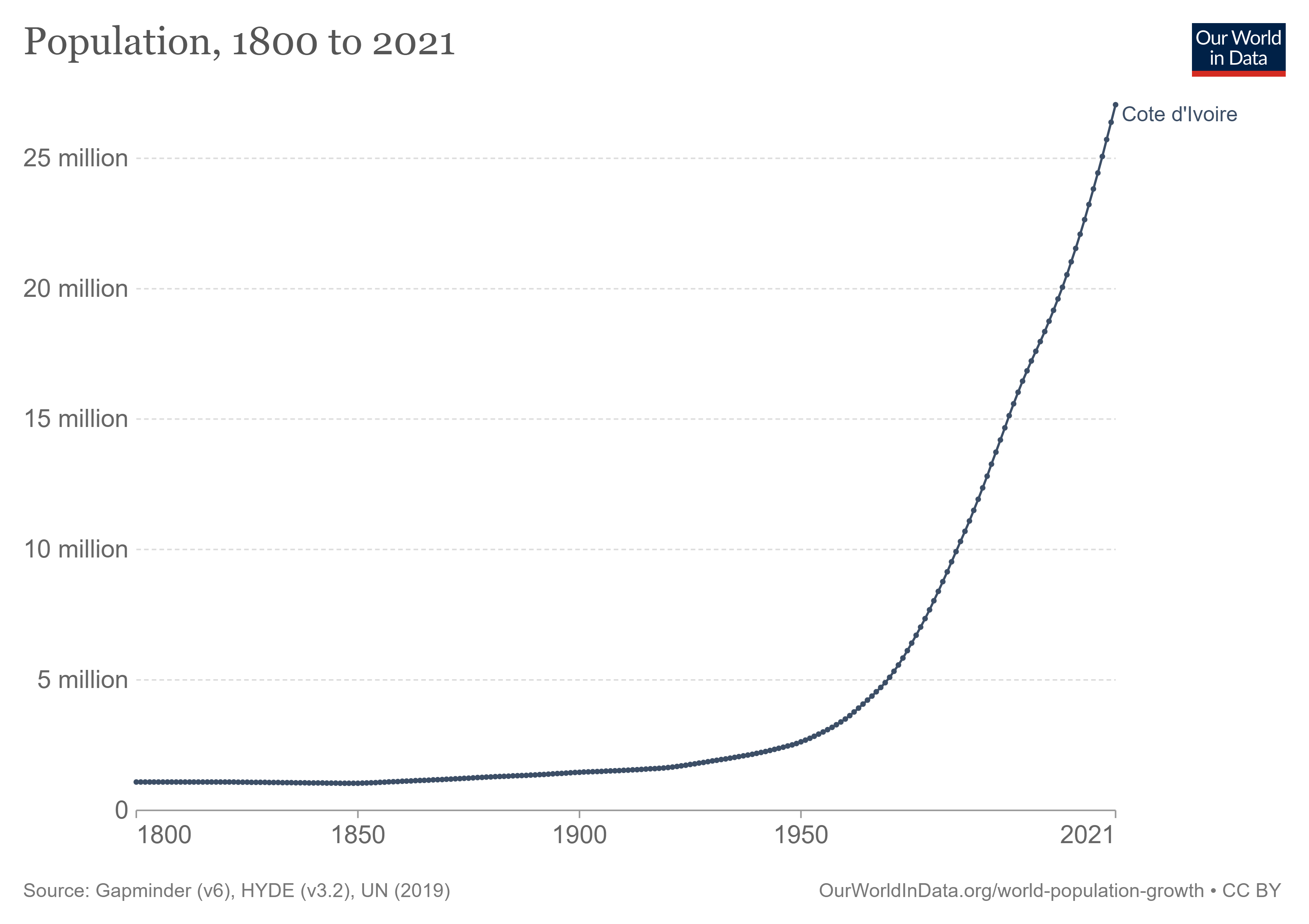
Evolución demográfica.

### Evolución demográfica

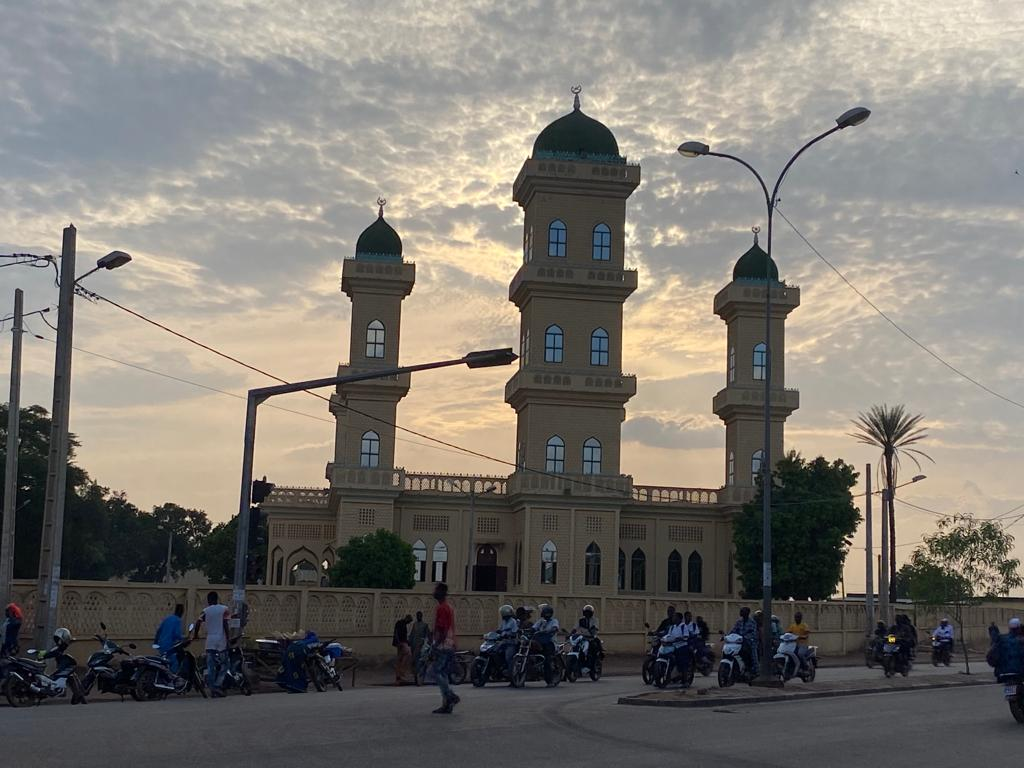
La Gran Mezquita de Korhogo

| Población en Costa de Marfil | Población en Costa de Marfil |
| Año                          | Población                    |
| ---------------------------- | ---------------------------- |
| 1900                         | 1,5 millones                 |
| 1950                         | 2,7 millones                 |
| 1970                         | 5,3 millones                 |
| 1975 (censo)                 | 6,7 millones                 |
| 1988 (censo)                 | 10,9 millones                |
| 2000                         | 16,73 millones               |
| 2010                         | 19,09 millones               |
| 2020                         | 22,65 millones               |
| 2030                         | 26,08 millones               |
| 2040                         | 29,35 millones               |

### Religión
En Costa de Marfil existe una gran diversidad religiosa. Las religiones más extendidas son el islam (38,6 %) y el cristianismo (32,8 %); el norte es más islámico, mientras que el sur y en la costa es sobre todo cristiano. El 11,9 % de la población practica religiones tradicionales de África Occidental -sobre todo la religión akan-, que también influyen en cierta medida en la práctica de las demás religiones. El islam comenzó a extenderse en el extremo norte de Costa de Marfil a partir del siglo XI. El cristianismo fue introducido en la costa por los misioneros europeos en el siglo XVII.
La evolución actual se caracteriza por una creciente islamización sobre todo al norte. Poco antes del cambio de milenio, el 40 % de la población profesaba las religiones tradicionales de África Occidental. El Islam, que sólo representaba alrededor del 24 % de la población total a mediados de la década de 1980, se ha convertido desde entonces en la comunidad religiosa de más rápido crecimiento, principalmente a través de la labor misionera entre los seguidores de las religiones tradicionales de África Occidental (especialmente los senufo). En 2004, el 35 % de la población ya era musulmana suní.
Según el censo de 2021, el 42,5 % de la población profesa el Islam, mientras que los fieles del Cristianismo (principalmente católicos y evangélicos) representan el 39,8 % de la población. Además, el 12,6 % de los marfileños se declaraban irreligiosos y el 2,2 % afirmaban seguir el animismo. 
El Consejo Nacional Islámico (Conseil national islamique; CNI), fundado en 1993, aglutina a las organizaciones musulmanas de Costa de Marfil. La organización de estudiantes musulmanes Association des élèves et étudiants musulmans de Côte d'Ivoire (AEEMCI) desempeña un papel importante dentro de esta organización. La peregrinación anual a La Meca está organizada por la Association musulmane pour l'organisation du pèlerinage à la Mecque (AMOP). Los yacoubistas, seguidores de Yacouba Sylla, son un subgrupo importante dentro de los musulmanes de Costa de Marfil.
El cristianismo no se introdujo realmente en la región hasta la época colonial, y ha sido durante mucho tiempo una religión importante del país. Su influencia ha sido y sigue siendo grande, ya que fue, en su versión católica, la primera religión moderna del país y la de los principales dirigentes marfileños. En este contexto, poco antes de su muerte, el presidente Félix Houphouët-Boigny hizo construir una basílica monumental en Yamusukro, su pueblo natal.
La Federación Evangélica de Costa de Marfil se fundó en 1960 en Bouaké. La Unión de Iglesias Bautistas Misioneras de Costa de Marfil se fundó oficialmente en 1979, con el nombre de Iglesias Bautistas Misioneras de Costa de Marfil. En 2020, contará con 300 iglesias y 15 000 miembros.

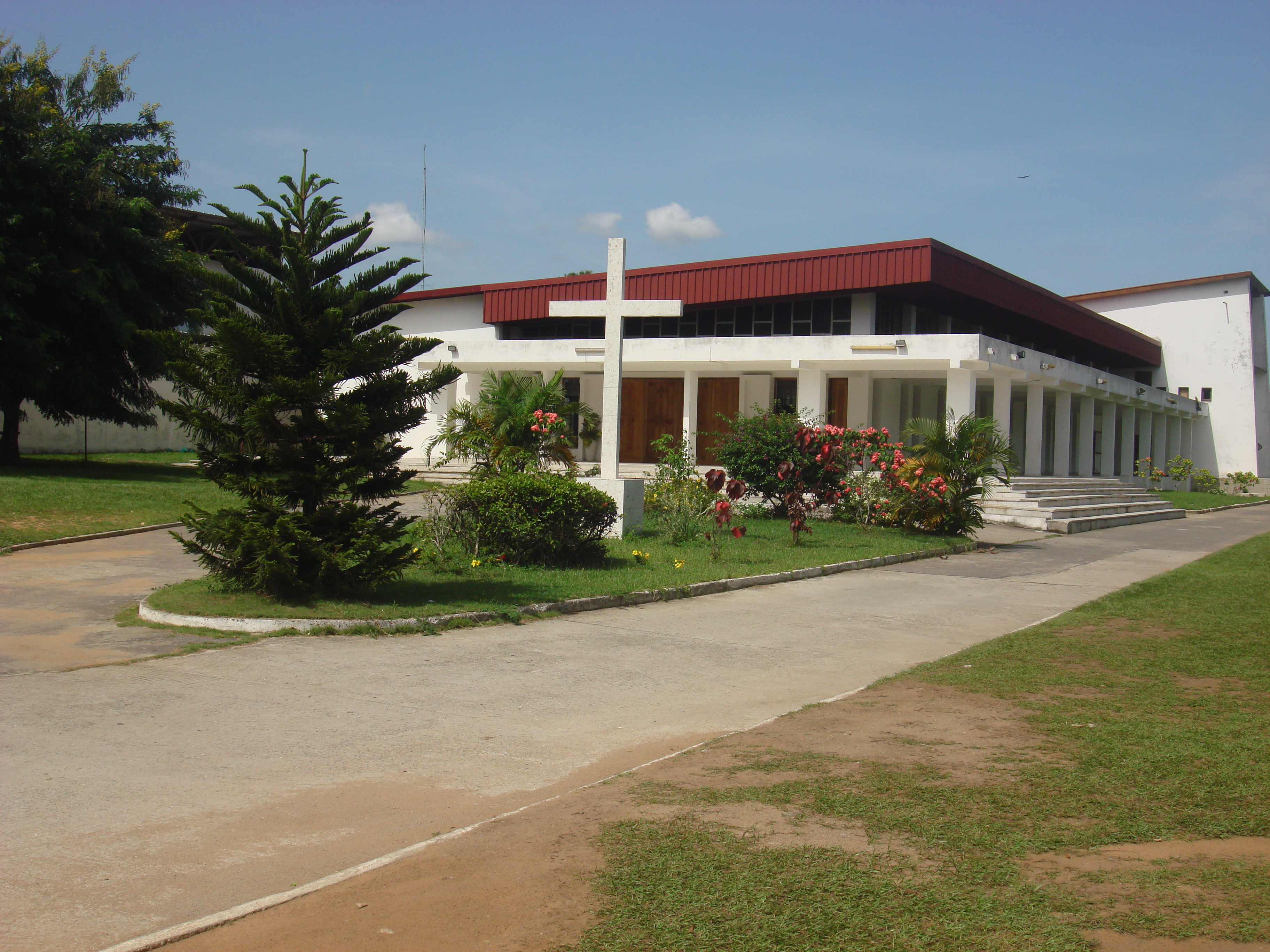
Iglesia metodista en Cocody

En general, la tolerancia religiosa y la coexistencia pacífica prevalecen en Costa de Marfil. Las fiestas religiosas son celebradas libremente por los respectivos creyentes y son aceptadas por todos. Costa de Marfil es oficialmente un Estado laico, aunque se envían representantes del Estado a las ceremonias religiosas y las escuelas confesionales especiales reciben ayudas económicas del Estado.

### Educación
El sistema educativo marfileño, basado en el modelo heredado de Francia, introdujo la escolarización gratuita y obligatoria tras la independencia para fomentar la escolarización de los niños en edad escolar. Además de los ciclos habituales de enseñanza primaria, secundaria y superior, este sistema incluía un nivel preescolar que abarcaba tres secciones (petite section, moyenne section y grande section). En 2001-2002, antes de la crisis política y militar, funcionaban 391 guarderías, tanto privadas como públicas, en todo el país208. En 2005, sólo en la zona controlada por las fuerzas republicanas, había 600 guarderías con 2109 profesores y 41 556 alumnos.

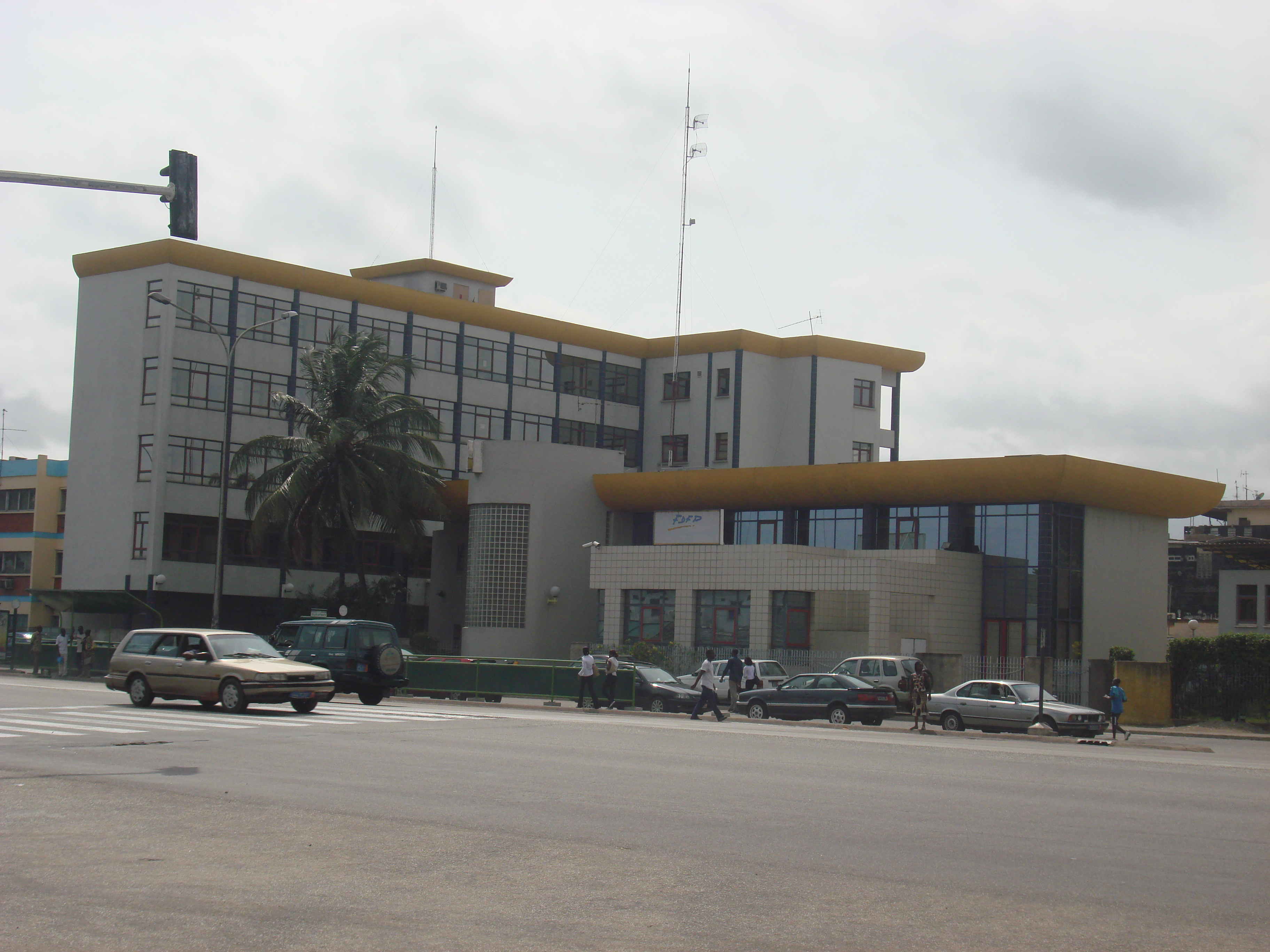
Un centro educativo del Fondo de Desarrollo de la Formación Profesional (FDFP)

Hay seis niveles de enseñanza primaria (clases preparatorias para los cursos 1.º y 2.º, clases elementales para el 1º curso, clases elementales para el 2.º curso, clases intermedias para el 1º curso y clases intermedias para el 2.º curso), que culminan con el Certificat d'Etudes Primaires Elémentaires (Certificado de Estudios Primarios Elementales) y un examen de acceso al sexto curso de secundaria. En 2001, el Ministerio de Educación contaba con 8050 escuelas primarias estatales con 43 562 profesores que enseñaban a 1.872.856 alumnos, y 925 escuelas públicas con 7406 profesores que enseñaban a 240 980 alumnos.
En 2005, había 6519 escuelas primarias, de las cuales el 86,8 % eran públicas, con 38 116 profesores y 11 661 901 alumnos.
El 55 % de la población de entre 6 y 17 años y el 61 % de las niñas de este grupo de edad están sin escolarizar. La baja tasa de escolarización de las niñas llevó al gobierno a desarrollar una política específica para la educación de las jóvenes en la década de 1990. En marzo de 1993, en colaboración con el Ministerio de Educación Nacional, el Banco Africano de Desarrollo puso en marcha un proyecto denominado «BAD Education IV Project» para mejorar la calidad de la educación y aumentar la tasa de escolarización en general y la de las niñas en particular.

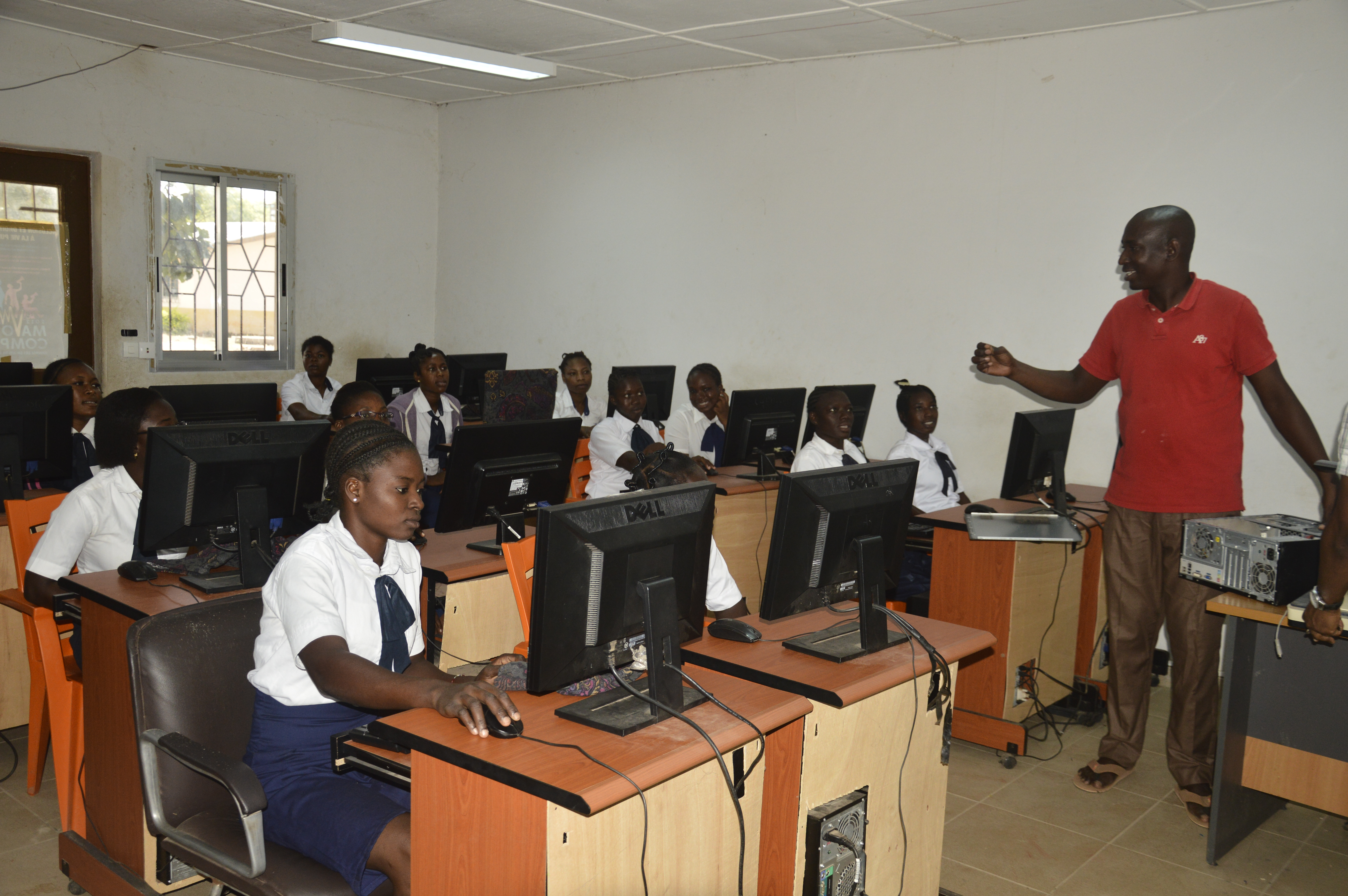
Un profesor y sus alumnos en una clase de informática

La enseñanza secundaria se divide en dos ciclos, con cuatro clases para el primer ciclo y tres para el segundo. Este nivel de enseñanza «se caracteriza por un claro dominio del sector privado». En 2005, 370 de los 522 centros de enseñanza secundaria del país pertenecían al sector privado208. El Ministerio de Educación Nacional marfileño registró un total de 660 152 alumnos y 19 892 profesores en 2005, tanto en el sector privado como en el público, frente a los 682 461 alumnos y 22 536 profesores de 2001-2002, antes del estallido de la guerra208. La tasa de escolarización en secundaria en Costa de Marfil es del 20 %. El primer ciclo de la enseñanza secundaria conduce al Brevet d'études du premier cycle (BEPC) y el segundo al baccalauréat.
Antes de 1992, la enseñanza superior era casi totalmente competencia del Estado, con una tasa de matriculación del 24%. En los últimos años han surgido varias universidades y escuelas técnicas superiores privadas. En 1997-1998, había tres universidades públicas, cuatro grandes escuelas públicas, siete universidades privadas, 47 centros privados y 31 centros de enseñanza superior de posgrado dependientes de ministerios técnicos distintos del de enseñanza superior.

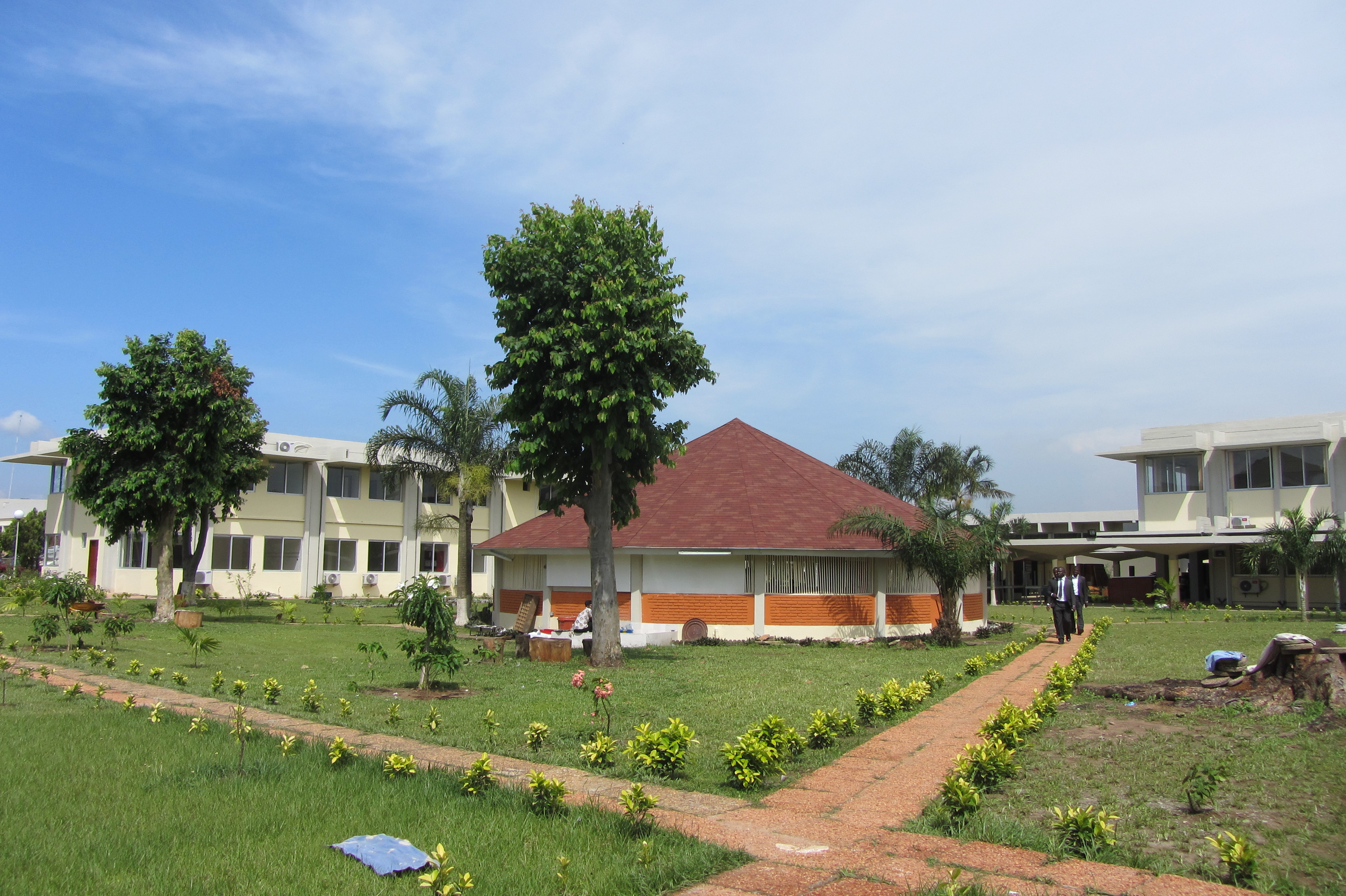
La Escuela normal Superior de Abiyán (L'école normale supérieure d'Abidjan)

En los años sesenta, el gobierno marfileño creó varios establecimientos de enseñanza secundaria y superior técnica para formar a directivos especializados. En 1970, se abrió en Yamusukro el Instituto Nacional Superior de Enseñanza Técnica (Institut National Supérieur de l'Enseignement Technique o INSET) y, más tarde, la Escuela Nacional Superior de Trabajo Público (École Nationale Supérieure des Travaux Publics o ENSTP), que impartían formación local a técnicos superiores. En la actualidad, estas escuelas están agrupadas en el Institut national polytechnique Félix Houphouët-Boigny (INPHB). En todo el país hay un gran número de escuelas técnicas y profesionales privadas. 
Se ha planteado muchas veces la cuestión de la competencia y el nivel de cualificación de los profesores encargados de formar y supervisar a los alumnos que asisten a estas escuelas públicas. Sin embargo, hay que señalar que constituyen un apoyo esencial para el Estado, ya que las instalaciones de la enseñanza pública son actualmente insuficientes y a veces inadecuadas para cubrir todas las necesidades. Una ley aprobada en 1995 regula el sector de la enseñanza superior privada e introduce medidas para reforzar las instituciones correspondientes. Las reformas afectan a determinadas estructuras existentes, como el Instituto Pedagógico Nacional de Enseñanza Técnica y Profesional (IPNETP), la Escuela Normal Superior (ENS), la Agencia Nacional de Formación Profesional (Agefop) y el Fondo de Desarrollo de la Formación Profesional (FDFP).

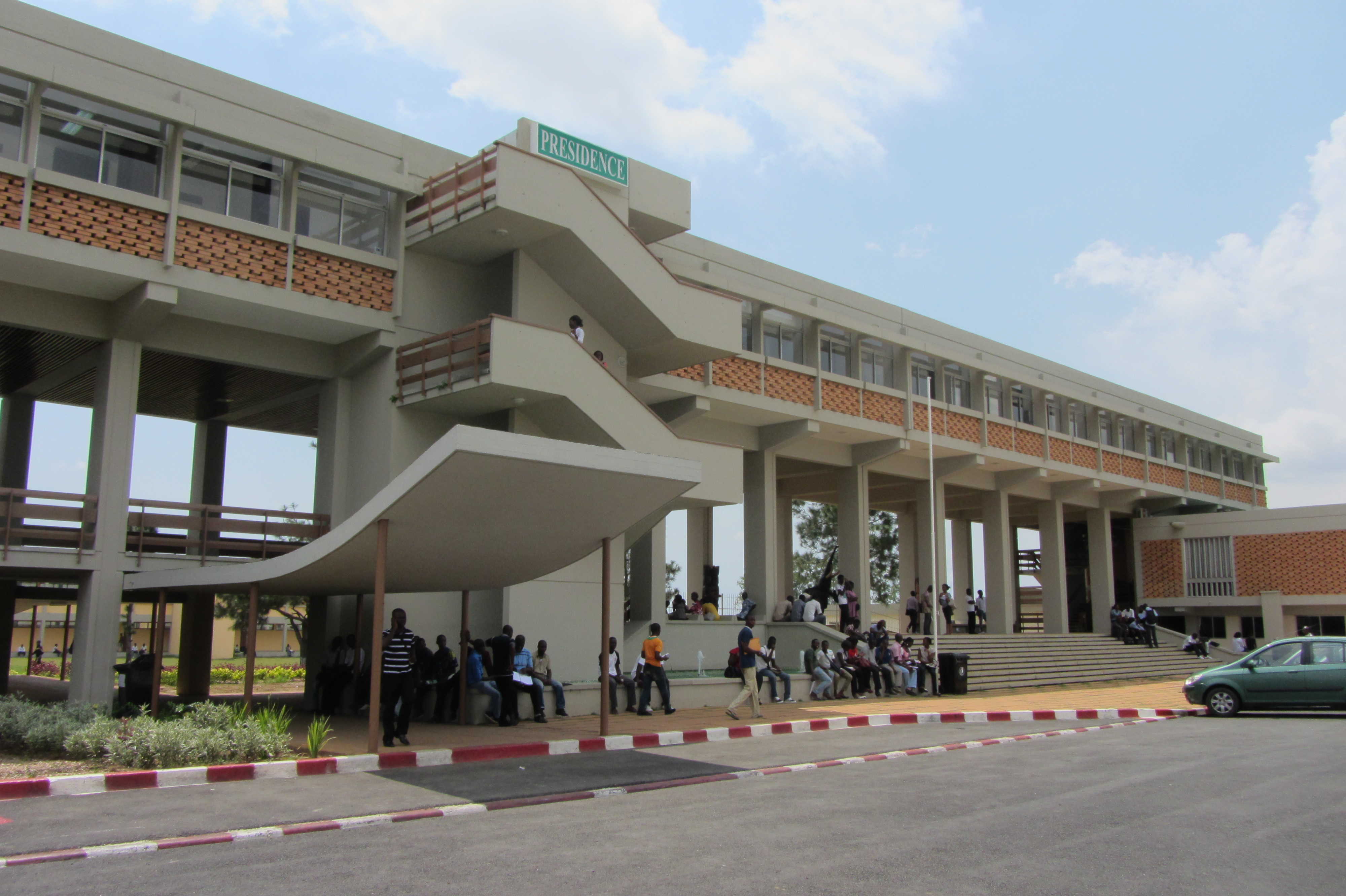
Presidencia o Rectoría de la Universidad Félix-Houphouët-Boigny

El programa de descentralización universitaria fue iniciado por el gobierno marfileño en 2011 con el objetivo de renovar, ampliar y construir al menos una universidad en cada uno de los catorce distritos del país. Varias nuevas universidades han visto la luz gracias a este programa, entre ellas las siguientes: Korhogo, Man, San-Pédro, la universidad virtual y Bondoukou (entrega prevista para octubre de 2023).
Están previstas otras universidades en Abengourou, Adiaké, Dabou, Daoukro y Odienné.

### Salud
En cuanto a infraestructuras, Costa de Marfil tiene un nivel de cobertura sanitaria relativamente alto en comparación con otros países de la subregión de África Occidental. Sin embargo, sólo dos de las diecinueve regiones administrativas del país disponen de centros hospitalarios universitarios (CHU). Se trata de los CHU de Cocody, Treichville y Yopougon en Abiyán (región de Lagunes) y el CHU de Bouaké (región del Valle de Bandama). Las demás regiones disponen de centros hospitalarios regionales (CHR), mientras que las demás aglomeraciones cuentan con centros de salud urbanos o, en el caso de las comunidades de aldea, centros de salud rurales.

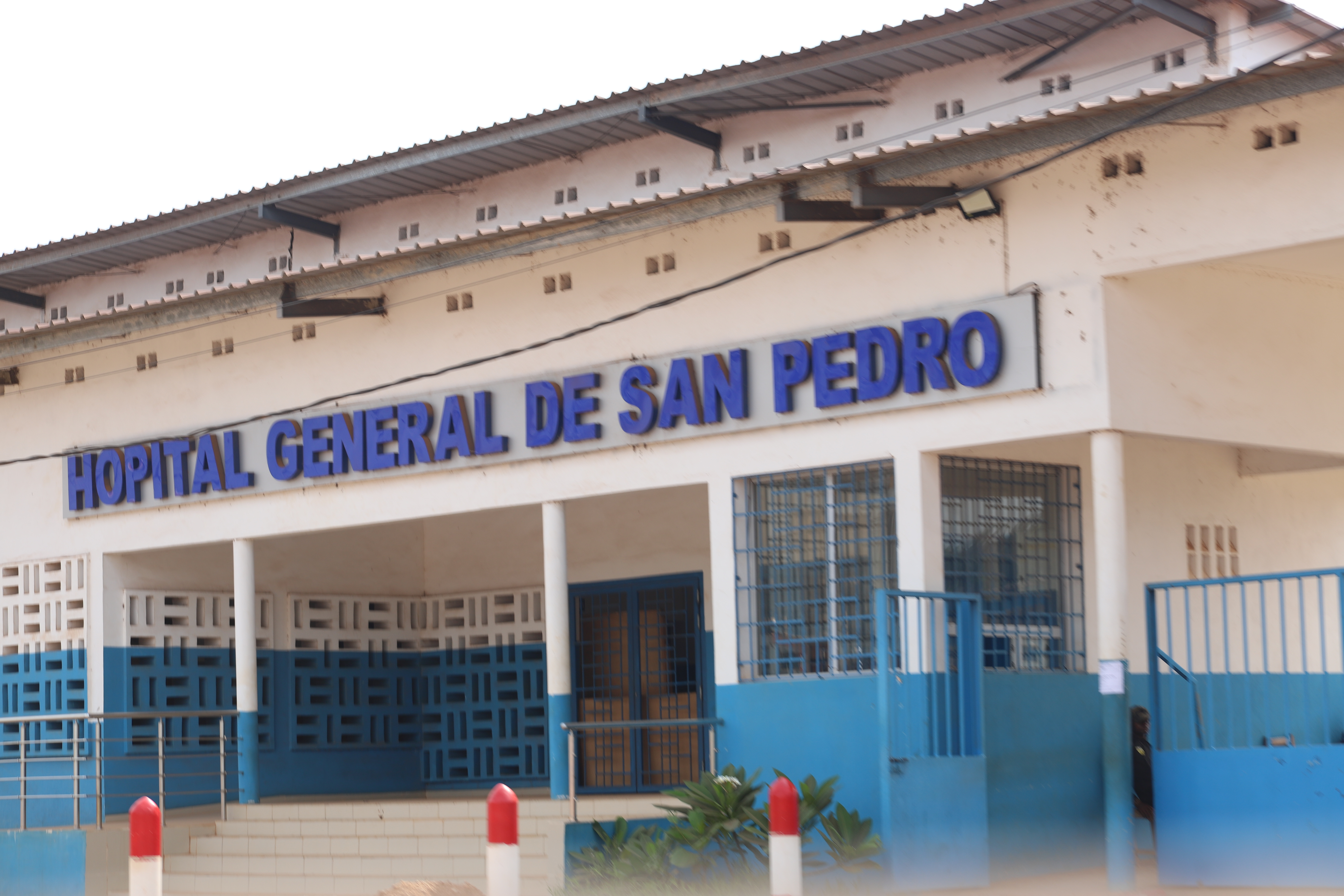
Hospital General de San Pedro en Costa de Marfil

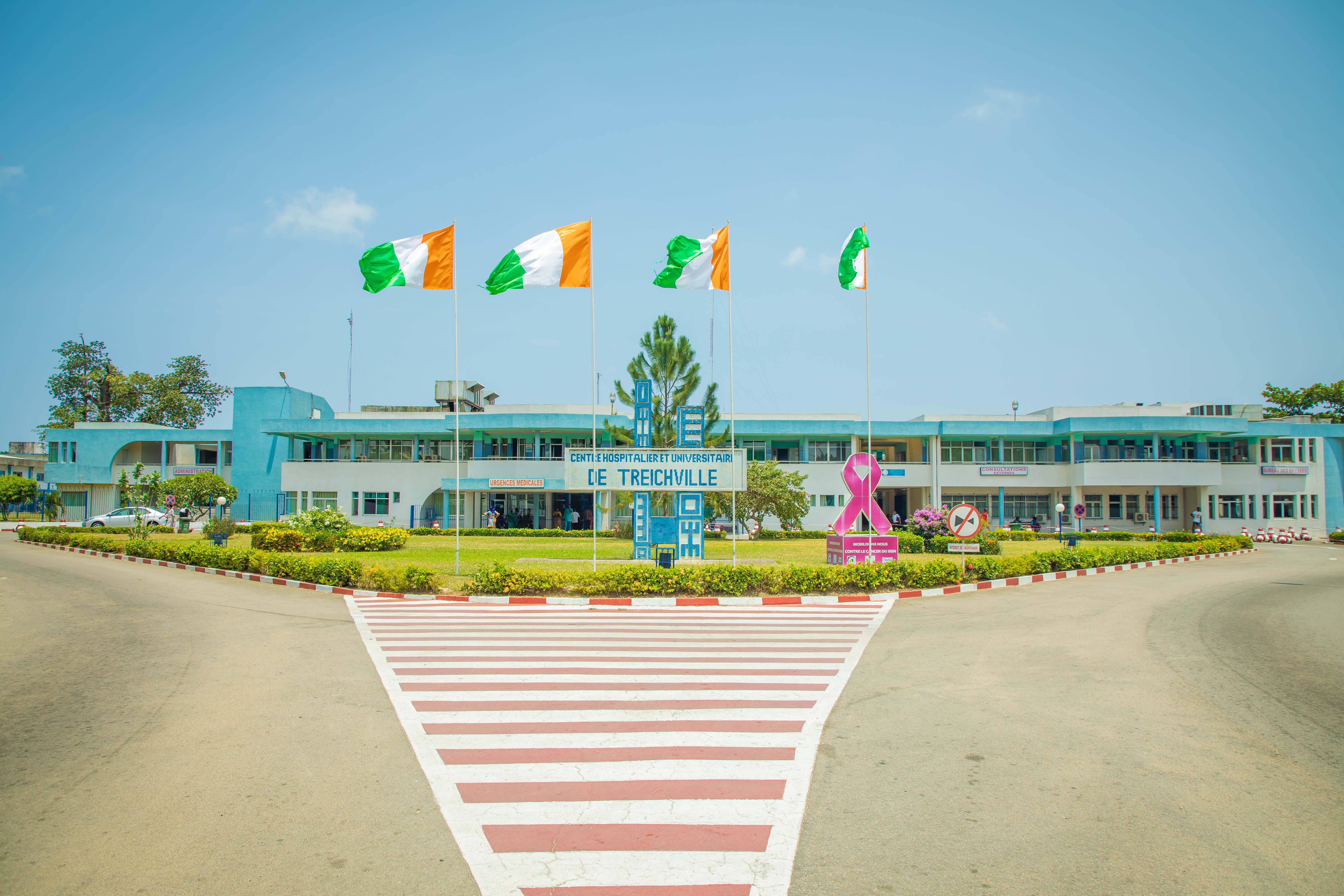
Centro hospitalario y Universitario de Trenchville

A ellos se añaden instalaciones específicas, de las que las más conocidas son los hospitales militares de Bouaké y Abiyán, el hospital de funcionarios en el corazón de Plateau, las clínicas de lepra de Manikro (Bouaké), Daloa y Man y el hospital psiquiátrico de Bingerville. Estos centros sanitarios públicos, que cuentan con el apoyo de una gama bastante amplia de hospitales y clínicas privadas, se enfrentan sin embargo a graves problemas de equipamiento médico y de personal, que sigue siendo escaso: un médico por cada 9908 habitantes, una enfermera por cada 2416 habitantes y una matrona por cada 2118 mujeres en edad fértil. Cada año se ponen a disposición de los centros sanitarios del país nuevos gestores sanitarios formados en las universidades de Bouaké y Abiyán y nuevos agentes sanitarios procedentes de los Instituts de formation des agents de la santé (INFAS). Sin embargo, la situación sanitaria del país se considera preocupante y el acceso a la atención sanitaria es difícil.

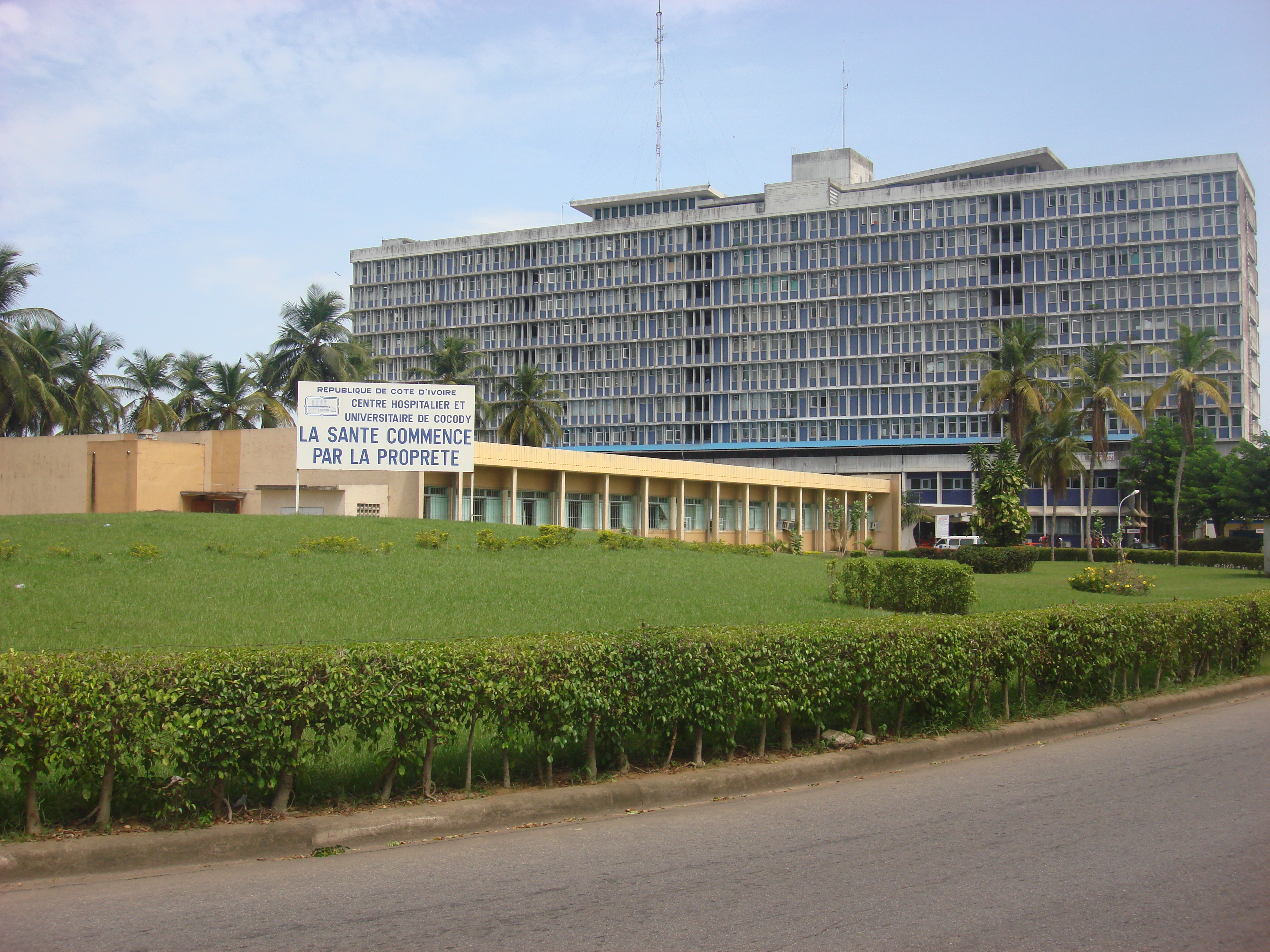
Hospital Universitario de Cocody

La pobreza se ha agravado desde 1999, con el inicio de las crisis política y militar. En Costa de Marfil, el índice de pobreza humana -proporción de personas por debajo del umbral de desarrollo humano aceptado- alcanzó el 40,3 % en 2004, situando al país en el puesto 92 de 108 países en desarrollo. Esta situación repercute negativamente en la salud de la población: el número de enfermos ha pasado de 17 242 en 2001 a 19 944 en 2005.La situación epidemiológica se caracteriza por una preponderancia de las enfermedades infecciosas, responsables de una tasa de morbilidad superior al 50-60 % y de una elevada tasa de mortalidad estimada en 14,2 por 1000; se trata esencialmente de la infección por VIH/SIDA, la tuberculosis y el paludismo. El paludismo sigue siendo la primera causa de consultas entre los adultos y de mortalidad entre los menores de 522 años.
Los esfuerzos realizados por el Estado desde 1996 en el marco del programa nacional de salud, destinados a mejorar la salud de la población mediante la adecuación de la oferta y la demanda de servicios sanitarios, se han visto anulados por la guerra; y, como consecuencia de ésta, los recursos del Estado han disminuido, limitándose los asignados a la salud a sólo el 7 % del presupuesto nacional. Sin embargo, la cobertura de vacunación sigue siendo buena y ha permitido erradicar varias enfermedades endémicas.
Sin embargo, la situación sigue siendo bastante alarmante en lo que respecta a las ITS y las ETS, que afectan a la mayoría de las mujeres. Se constató que el 7 % de la población marfileña estaba infectada en 2003, es decir, 570 000 personas seropositivas, con 47 000 muertes al año. Estas cifras van en aumento y siguen preocupando al Ministerio de Lucha contra el SIDA, creado especialmente para hacer frente a esta plaga. El coste de la atención sanitaria y de los medicamentos, la falta u obsolescencia de los equipos médicos y, a veces, la escasez de personal sanitario, llevan a los pobres a recurrir a las terapias naturales y a la medicina tradicional a base de plantas. Estas mismas razones explican el fenómeno cada vez más preocupante de las «farmacias callejeras», formadas por vendedores ambulantes que venden medicamentos a menudo prohibidos.
En 2008, la tasa de crecimiento demográfico se estimaba en un 1,96 %, la tasa de natalidad en 34,26 por 1000, la tasa de mortalidad en 14,65 por 1000 y la esperanza de vida en 49,18 años, de los cuales 46,63 años para los hombres y 51,82 años para las mujeres.

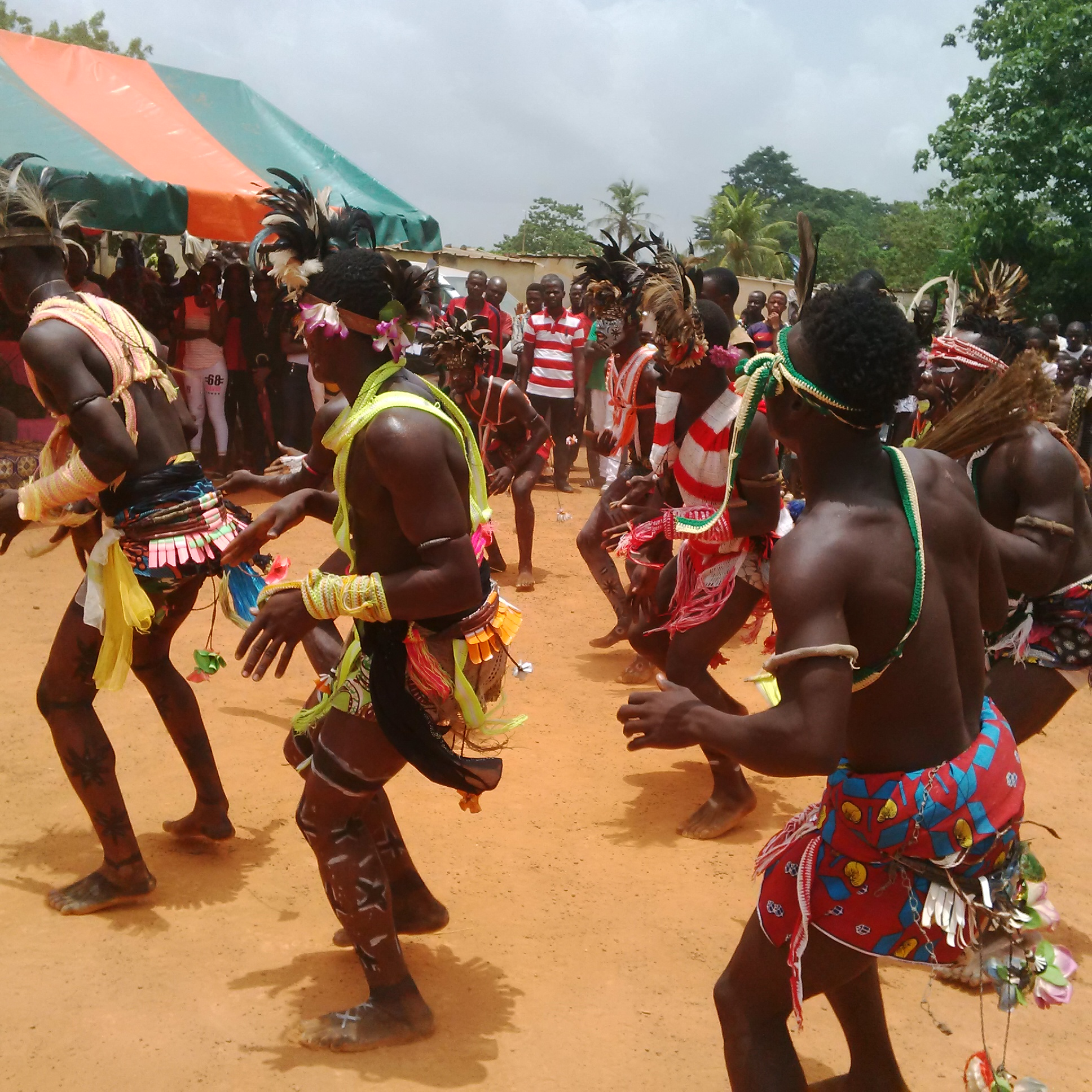
Bailarines tradicionales de Costa de Marfil

## Cultura
La gran diversidad cultural de Costa de Marfil, país del oeste africano bordeado por Ghana, Liberia, Malí, Burkina Faso y Guinea, se ejemplifica por una multitud de grupos étnicos, eventos, festivales, música y arte. Existen más de sesenta grupos étnicos indígenas, aunque pueden reducirse a siete grandes conjuntos étnicos, según las bases de características culturales e históricas comunes.
Cada grupo étnico tiene su propio idioma, lo que da al país una gran variedad linguïstica: por ello, el francés, idioma oficial del país, está muy extendido (lo habla con fluidez el 70 % de la población), ya que es utilizado como idioma interétnico.

### Literatura

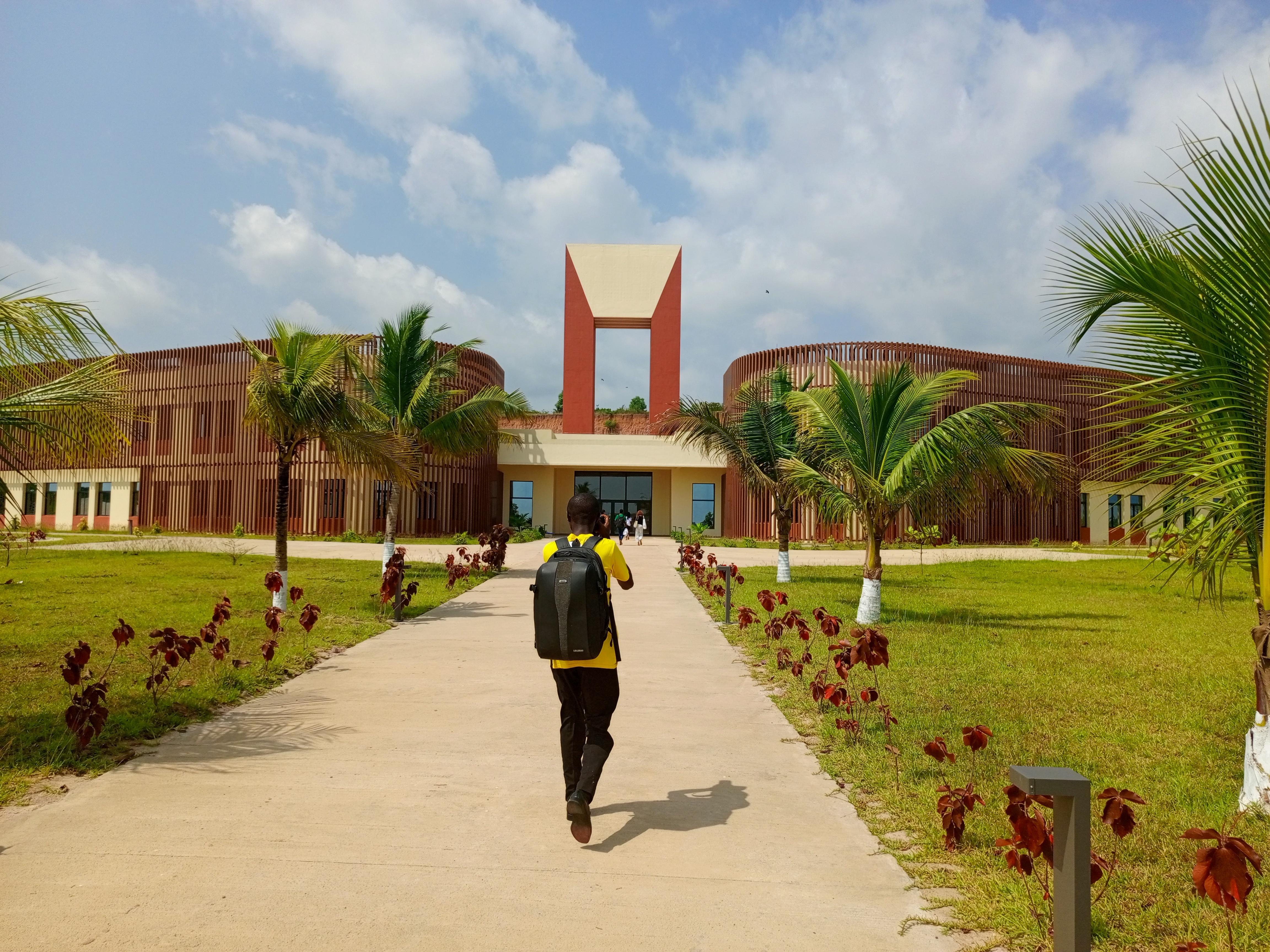
Biblioteca de la Universidad de San Pedro (Bibliothèque de l'Université de San-Pedro), Costa de Marfil

Costa de Marfil cuenta con una abundante literatura, rica en diversidad estilística y proverbios, apoyada en una infraestructura editorial relativamente sólida y en autores de diversa reputación. Los autores más famosos son Bernard Dadié, periodista, cuentista, dramaturgo, novelista y poeta que dominó la literatura marfileña a partir de los años 30, Aké Loba (Kocoumbo, l'étudiant noir, 1960) y Ahmadou Kourouma (Les Soleils des indépendances, 1968), galardonado con el Prix du Livre Inter en 1998 por su obra En attendant le vote des bêtes sauvages, que se ha convertido en un gran clásico en el continente africano.
A ellos se une una segunda generación de autores cada vez más leídos, como Véronique Tadjo, Tanella Boni, Isaie Biton Koulibaly, Maurice Bandaman y Camara Nangala. Una tercera generación ya está dejando su huella, con autores como Sylvain Kean Zoh (La voie de ma rue, 2002), (Le printemps de la fleur fanée, 2009), (Des loups et des agneaux, 2017) y (Le fils de la nuit, 2023) o Josué Guébo (L'or n'a jamais été un métal, 2009) y (Mon pays, ce soir, 2011).

El noveno arte marfileño se caracteriza por varios géneros: realista, semirrealista, humorístico, ciencia ficción, etc. El humor es el más popular. El humor es el más popular entre los marfileños. Los temas abordados por los autores están relacionados con su vida cotidiana. Hechos como el desempleo, el bandidaje, la pobreza, el sistema D (ingenio) y la infidelidad se tratan en un tono desenfadado.

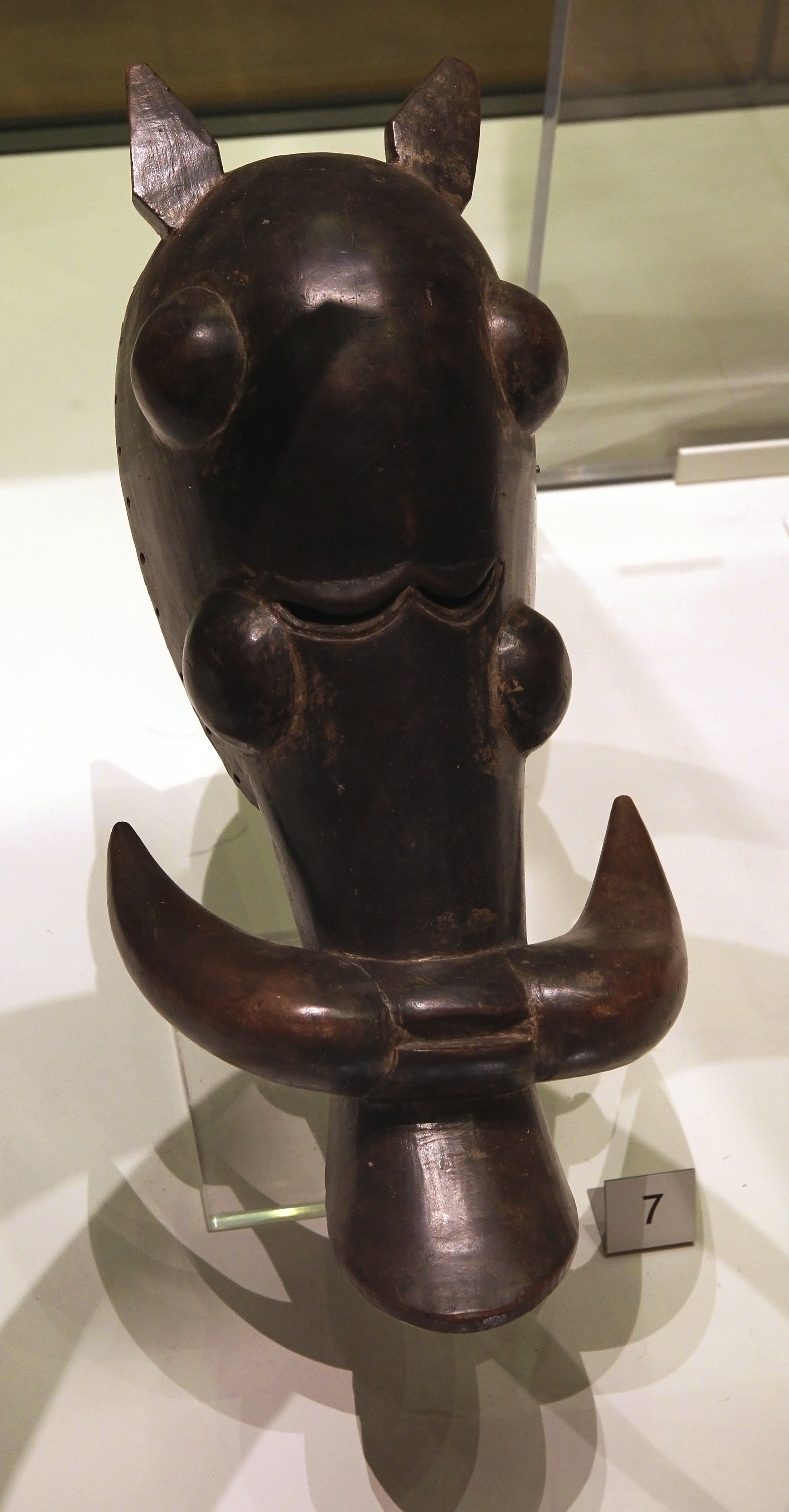
Máscara tradicional del pueblo Senufo de Costa de Marfil

Son muchos los autores que dan vida a este universo cultural marfileño: Gilbert G. Groud, Marguerite Abouet (guionista), Benjamin Kouadio, Lassane Zohoré, Lacombe, Bertin Amanvi, Hilary Simplice, Kan Souffle, Jess Sah Bi, Atsin Désiré... Entre los personajes del cómic marfileño figuran Cauphy Gombo, John Koutoukou, Tommy Lapoasse, Zézé, Dago, Sergent Deutogo, Jo Bleck, Les sorcières, Petit Papou... El periódico satírico Gbich, fundado por el dibujante Zohoré Lassane, ha desempeñado un papel clave en la popularización del medio del cómic en Costa de Marfil.

### Arte
El arte marfileño se caracteriza por los numerosos objetos cotidianos o culturales (utensilios, estatuas, máscaras, etc.) producidos en distintos materiales y en diferentes partes del país por cada uno de los grupos culturales, cada uno de los cuales demuestra su modo de vida a través de sus creaciones. Materiales como la madera, el bronce, la rafia, el ratán y el bambú se utilizan para fabricar cestería, esculturas, muebles artísticos, estatuas y máscaras.
Las máscaras Dan, Baoule, Gouro, Guéré y Bétés son las más conocidas. El arte del tejido también es compartido por los pueblos Baoule y Senoufo, que también son famosos por su pintura sobre tela. Las figurillas de cobre, que antaño se utilizaban para pesar el oro, se emplean ahora como adornos, sobre todo en el área cultural akan. 
Pero la danza, apoyada por diversos instrumentos musicales (tam-tams, balafones), sigue siendo una práctica ampliamente compartida por todos los pueblos tradicionales marfileños. Algunas danzas han alcanzado renombre nacional: el Temate de Facobly, la danza de zancudos de Gouessesso y Danané, el Boloye del país Senoufo, el Zaouli del país Gouro. También hay alfarerías artísticas hechas totalmente a mano, sobre todo por mujeres. La cerámica de Katiola es la más famosa del país. Este patrimonio cultural es abundante y está disponible. Muchas obras tradicionales (sobre todo esculturas) se venden a los turistas que visitan ciudades costeras como Grand-Bassam y Assinie. Otras se exponen en galerías de arte o en el Museo de la Civilización de Abiyán.

### Arquitectura

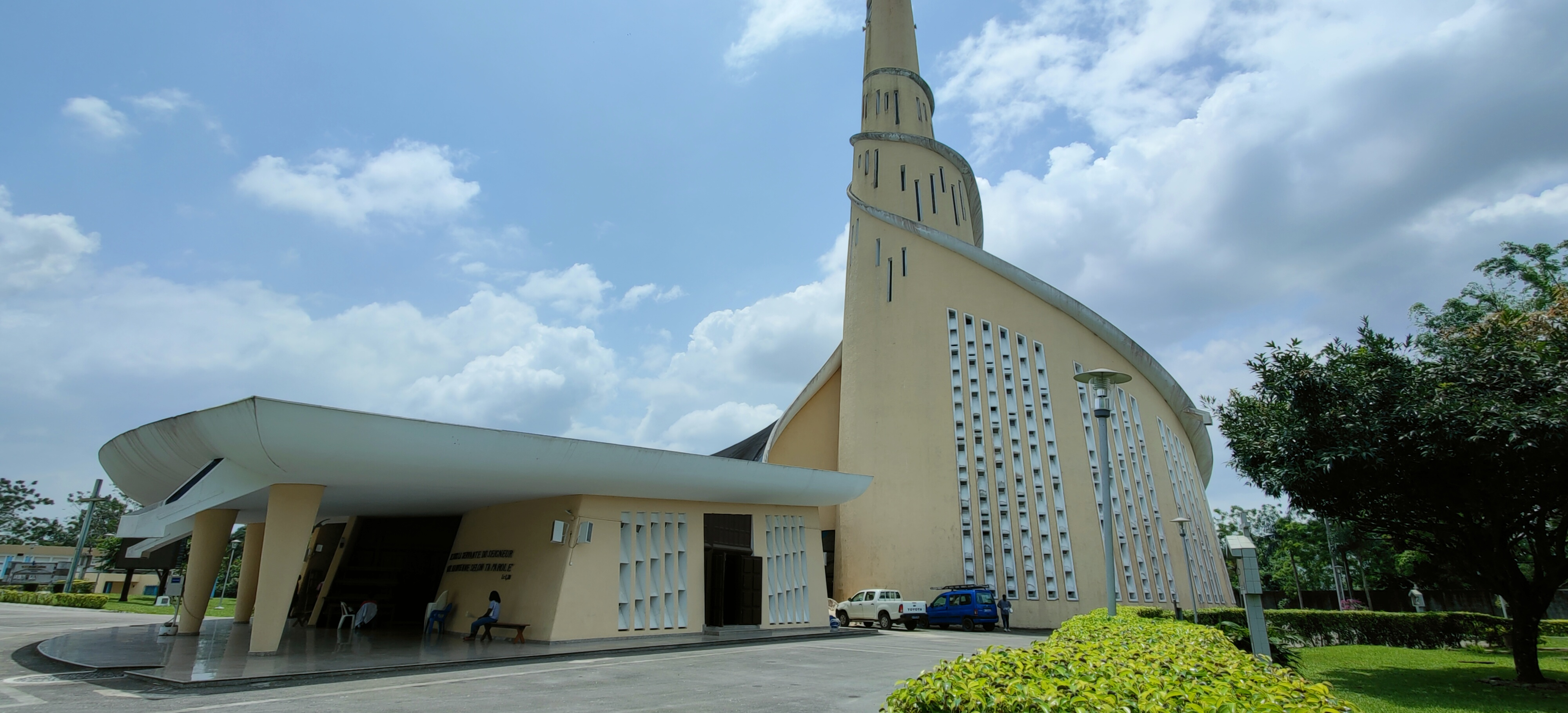
El Santuario de Nuestra Señora de África en Abiyán es un ejemplo de Arquitectura Modernista en Costa de Marfil

Costa de Marfil posee una gran variedad de monumentos históricos:.Grand-Bassam, la primera capital de Costa de Marfil, alberga el Palacio del Gobernador, sede del primer gobierno de la colonia francesa de la República de Costa de Marfil, que fue prefabricado en Francia antes de ser reconstruido y mejorado en Costa de Marfil en 1893. Entre los pintorescos edificios de estilo colonial de la ciudad destacan también la Maison Varlet y la Maison Ganamet, que pertenecieron a ricos comerciantes de la época y cuya arquitectura incorpora materiales de construcción locales.
En Abiyán, la catedral de San Pablo tiene una arquitectura muy característica y contiene dos secciones enteras de vidrieras que representan la llegada de los misioneros a África.
En Yamusukro, la Basílica de Nuestra Señora de la Paz, inaugurada y consagrada por el Papa Juan Pablo II en 1990, es una réplica de la Basílica de San Pedro de Roma. La parte central tiene capacidad para 18 000 personas, 7000 de ellas sentadas, 30 000 de pie en su explanada y más de 150 000 de pie en el espacio entre las columnas de su explanada.También está considerado como uno de los edificios religiosos más altos y más grandes del mundo, en términos de altura y superficie respectivamente, y su construcción costó unos 300 millones de dólares. Pero también destaca el edificio de la Fundación Félix Houphouët-Boigny para la Investigación de la Paz.

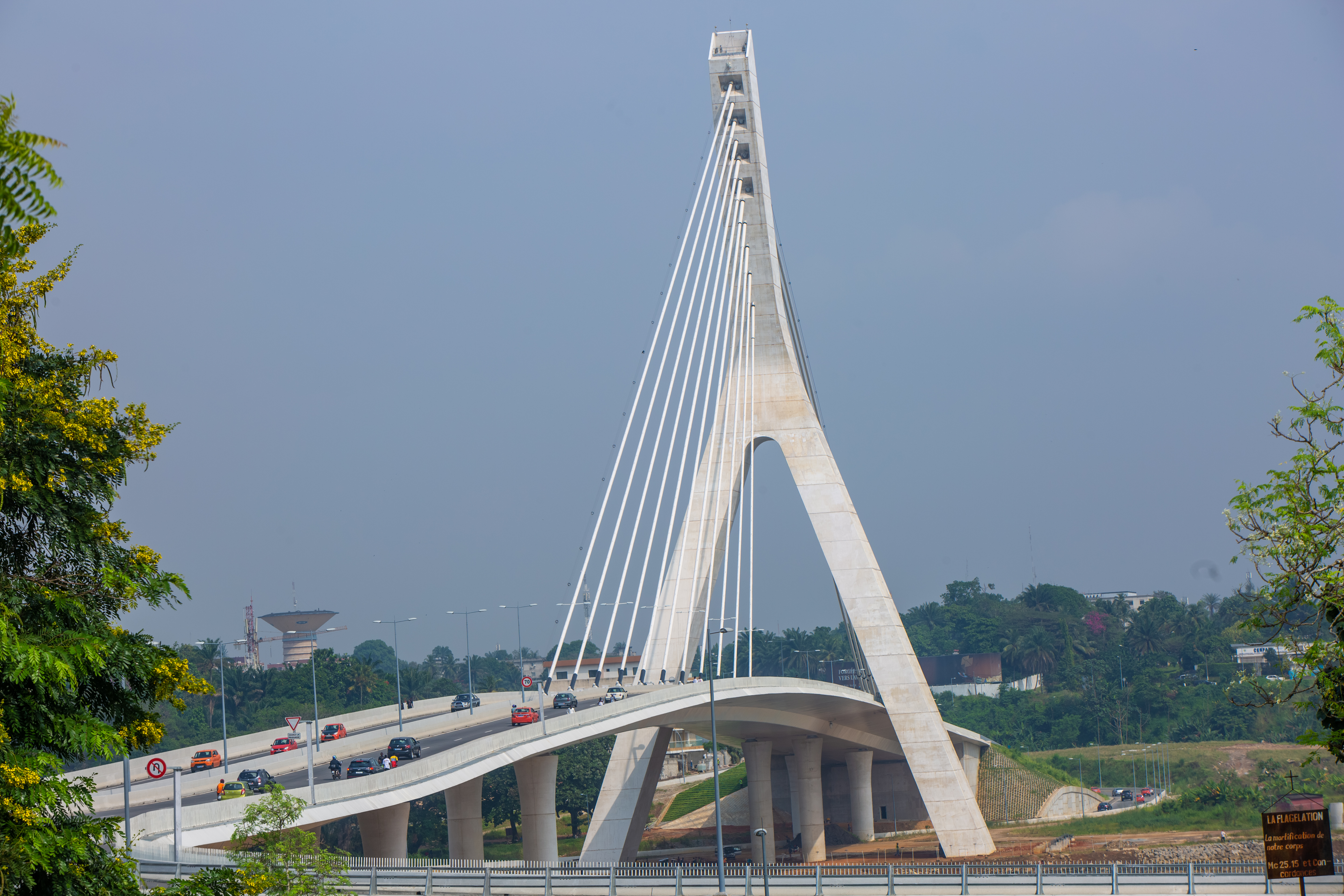
El Puente Hauban Abiyán

En el norte del país destacan también los edificios religiosos musulmanes de estilo sudanés, caracterizados por un tipo de arquitectura introducido en el Imperio maliense en el siglo XIV. Los más significativos son la mezquita de Kaouara (departamento de Ouangolodougou), la mezquita de Tengréla, la mezquita de Kouto y la mezquita de Nambira (subprefectura de M'Bengué); las dos mezquitas de Kong tienen, según los especialistas, un triple valor arquitectónico, histórico y patrimonial.

## Deporte

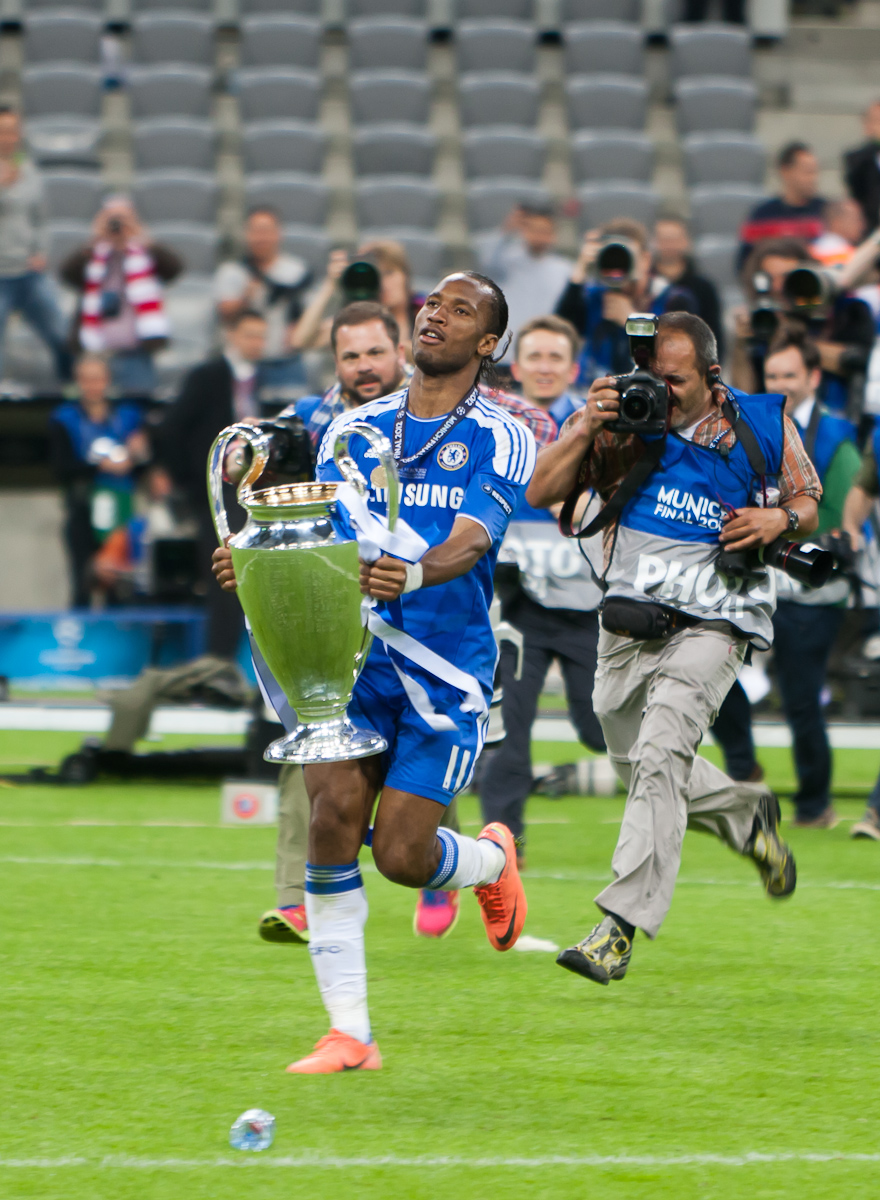
Didier Drogba es un futbolista.

Últimamente, no pocos marfileños se han destacado en el fútbol internacional, así como también su equipo nacional.
En 2006, Costa de Marfil participó por primera vez en su historia en la copa mundial de fútbol de la FIFA, dejando en el camino en la eliminatoria africana a Camerún, una de las mejores selecciones de África. Ya en el torneo disputado en Alemania, perdió contra Argentina 2-1, y luego fue eliminado cuando perdió con los Países Bajos 2-1. Consiguió sus primeros tres puntos ganando a Serbia y Montenegro por 3-2 en el último partido, en el cual ninguno se jugaba ya nada.
Volvió a participar en la Copa del Mundo FIFA 2010, pero no superó la primera fase. En su participación en el mundial de fútbol de Brasil de 2014, fue nuevamente eliminado en la fase de grupos.
En la Copa Africana de Naciones ha conseguido alzarse con la victoria en las ediciones de 1992 y 2015, esta última frente a Ghana, además de obtener el segundo lugar en 2006, el tercer puesto en cuatro ocasiones (1965, 1968, 1986, 1994) y el cuarto en otras dos (1970 y 2008).
Es recordada por tener de los mejores futbolistas de África en su historia como Didier Drogba, Yaya Touré, Kolo Touré, Gervinho, Salomon Kalou, entre otros que destacaron en clubes de Europa, generalmente en Inglaterra.
El país ha albergado muchos grandes eventos a nivel continental, siendo, algunos de ellos, las ediciones de 1985 y 2013 del campeonato continental de baloncesto, donde el equipo local obtuvo el quinto y primer lugar, respectivamente. En el fútbol, fue sede de la Copa Africana de Naciones de 1984 y la que se desarrollará el 2023, asimismo, su selección se alzó con el torneo en las ediciones de 1992 y 2015, y el segundo lugar en 2006 y 2012. Por último, el 2017, en Abiyán se desarrolló la octava edición de los Juegos de la Francofonía.  

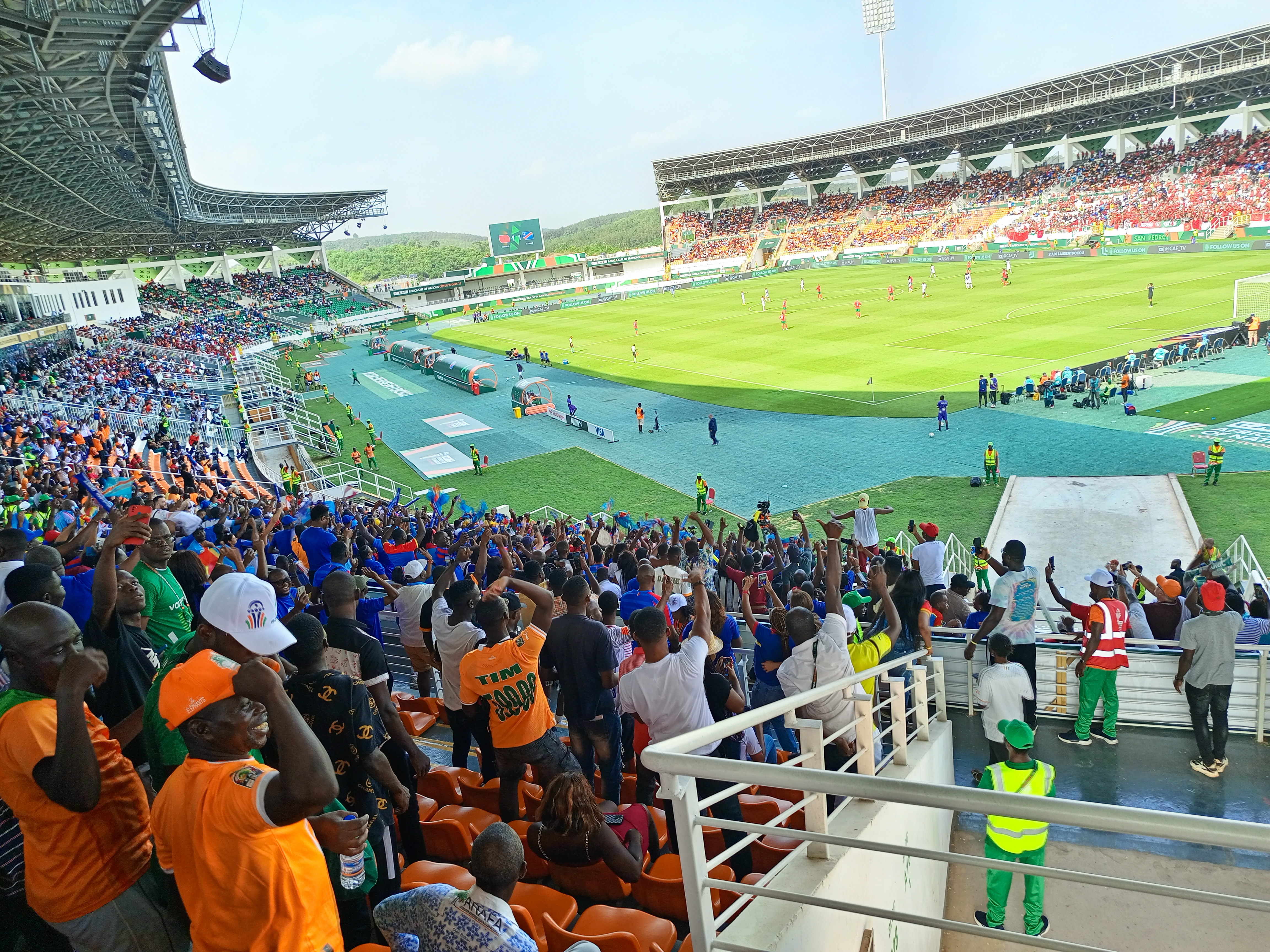
Partido de Fútbol en el Estadio Laurent Pokou de San Pedro

Otro deporte en el que se ha destacado el país es el Taekwondo, el cual le ha brindado tres de las cuatro medallas olímpicas en las ediciones de verano, dos medallas de bronce, obtenidas por Ruth Gbagbi en Río 2016 y Tokio 2020, y la única medalla de oro conseguida por un marfileño, Cheick Sallah Cissé, también en Río 2016. También, Firmin Zokou ha obtenido diversas medallas en eventos como campeonatos mundiales, continentales y los Juegos Panafricanos.
La medalla restante, y la primera en ser obtenida, fue gracias a Gabriel Tiacoh, quien obtuvo plata en los 400 metros planos en Los Ángeles 1984. En dicho deporte, también son reconocidos Marie-Josée Ta Lou y Murielle Ahouré.
Costa de Marfil no ha participado nunca en los Juegos Olímpicos de Invierno.
El rugby también es popular y ha conseguido éxitos. Su selección nacional participó en la Copa Mundial de Rugby de 1995, llevada a cabo en Sudáfrica, siendo eliminada en fase de grupos. Mientras que, en el torneo continental, alcanzó las semifinales en las ediciones 2007 y 2008-09.